# Wałbrzych

miasto Wałbrzych – ukształtowanie powierzchni, wraz z warstwicami

Wałbrzych (niem. Waldenburg, śl-niem. Walmbrig, Walmbrich, cz. Valdenburk, Valbřich) – miasto na prawach powiatu na południowym zachodzie Polski, w województwie dolnośląskim nad Pełcznicą. Miasto leży na Pogórzu Zachodniosudeckim i Sudetach Środkowych w pasmie Gór Wałbrzyskich. Historycznie na Dolnym Śląsku.
Siedziba powiatu wałbrzyskiego i główne miasto aglomeracji wałbrzyskiej. Aglomeracja liczy 230 tys. osób.

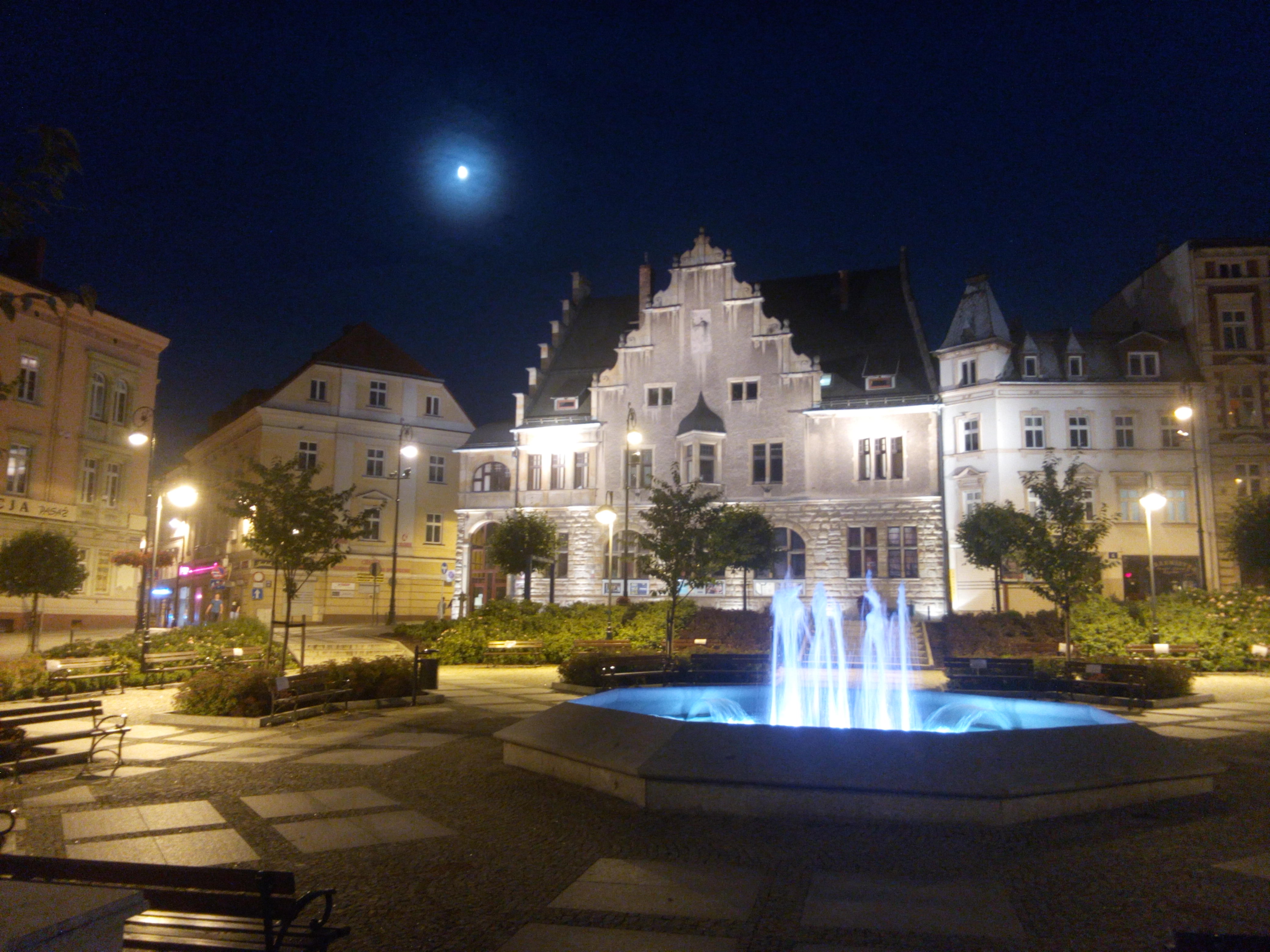
Wałbrzych – Plac Magistracki w nocy

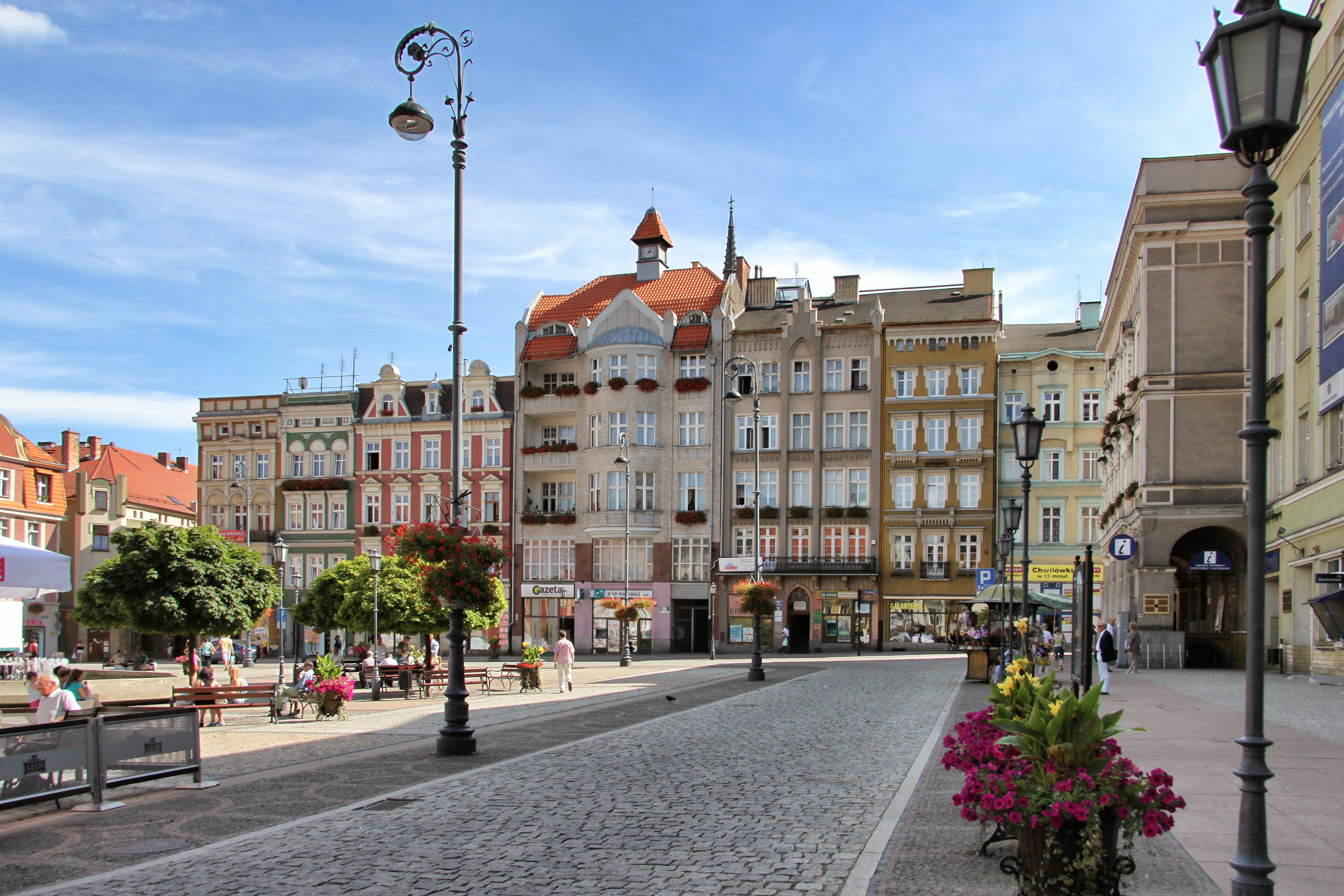
Wałbrzyski rynek – Pierzeja południowa

Wałbrzych jest ośrodkiem przemysłowym, akademickim i naukowym Polskiej Akademii Nauk, miastem o funkcjach przemysłowo-handlowo-usługowych z rozwijającymi się funkcjami ośrodka turystycznego. Dawniej bardzo ważny i potężny ośrodek przemysłowy Dolnego Śląska, po Wrocławiu na równi z Jelenią Górą.
Według danych GUS z 31 grudnia 2024 r., miasto było zamieszkiwane przez 98 748 osób

## Położenie
Według danych z 1 stycznia 2024 r. powierzchnia miasta wynosiła 84,68 km² (42. miejsce w kraju).
Wałbrzych leży na Pogórzu Zachodniosudeckim i w Sudetach Środkowych. Północna część miasta położona jest na Pogórzu Wałbrzyskim, a południowa w Górach Wałbrzyskich i Kotlinie Wałbrzyskiej.
Rozciągłość na osi wschód-zachód wynosi 12 km, a z północy na południe miasta – 22 km. Wałbrzych, którego granice administracyjne przebiegają miejscami naturalnymi zboczami, grzbietami gór i czasem opierają się na potokach górskich, osiąga swój najwyższy punkt na Borowej – 853 m n.p.m. Najniższym punktem jest dolina Pełcznicy – 315 m n.p.m..
Wałbrzych graniczy z 4 miastami: Boguszów-Gorce, Szczawno-Zdrój (na zachodzie), Jedlina-Zdrój (na południowym wschodzie), Świebodzice (na północy) oraz 4 gminami: Mieroszów, Walim, Stare Bogaczowice, Świdnica.
W latach 1975–1998 miasto było stolicą województwa wałbrzyskiego. Od 1999 roku wchodzi w skład województwa dolnośląskiego.
W latach 1999–2002 Wałbrzych miał status miasta na prawach powiatu, a w latach 2003–2012 miasto wchodziło w skład powiatu wałbrzyskiego. Decyzją Rady Ministrów, od 1 stycznia 2013 prawa powiatu zostały miastu przywrócone.

## Przyroda

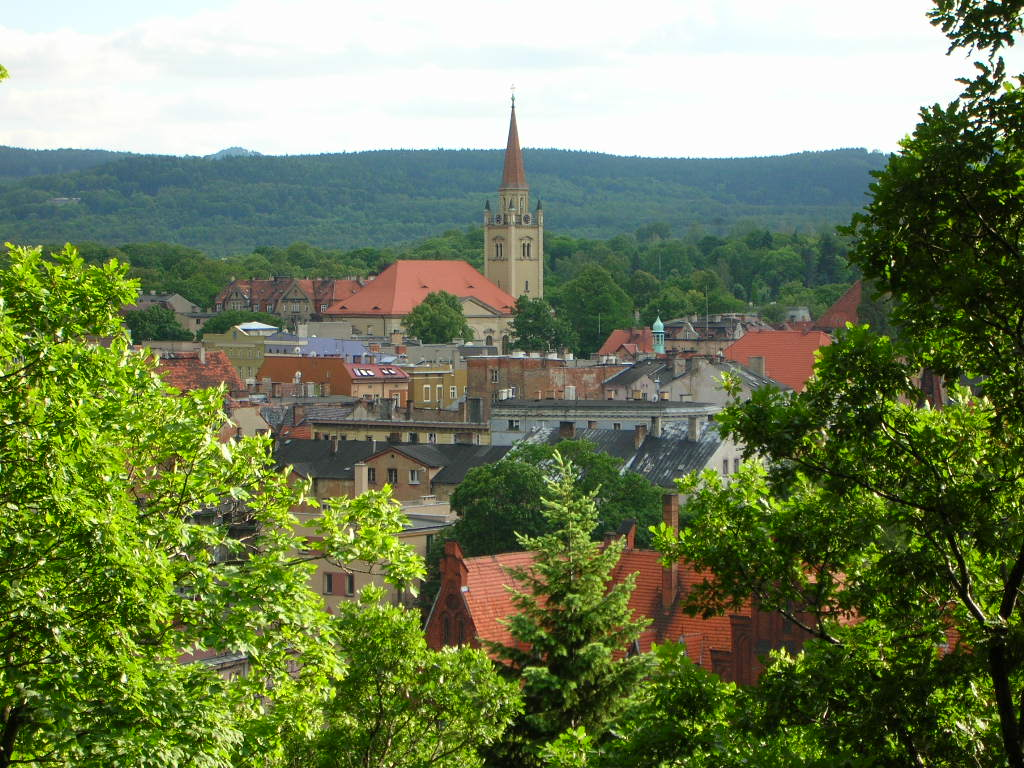
Wałbrzych widziany z Parku Miejskiego

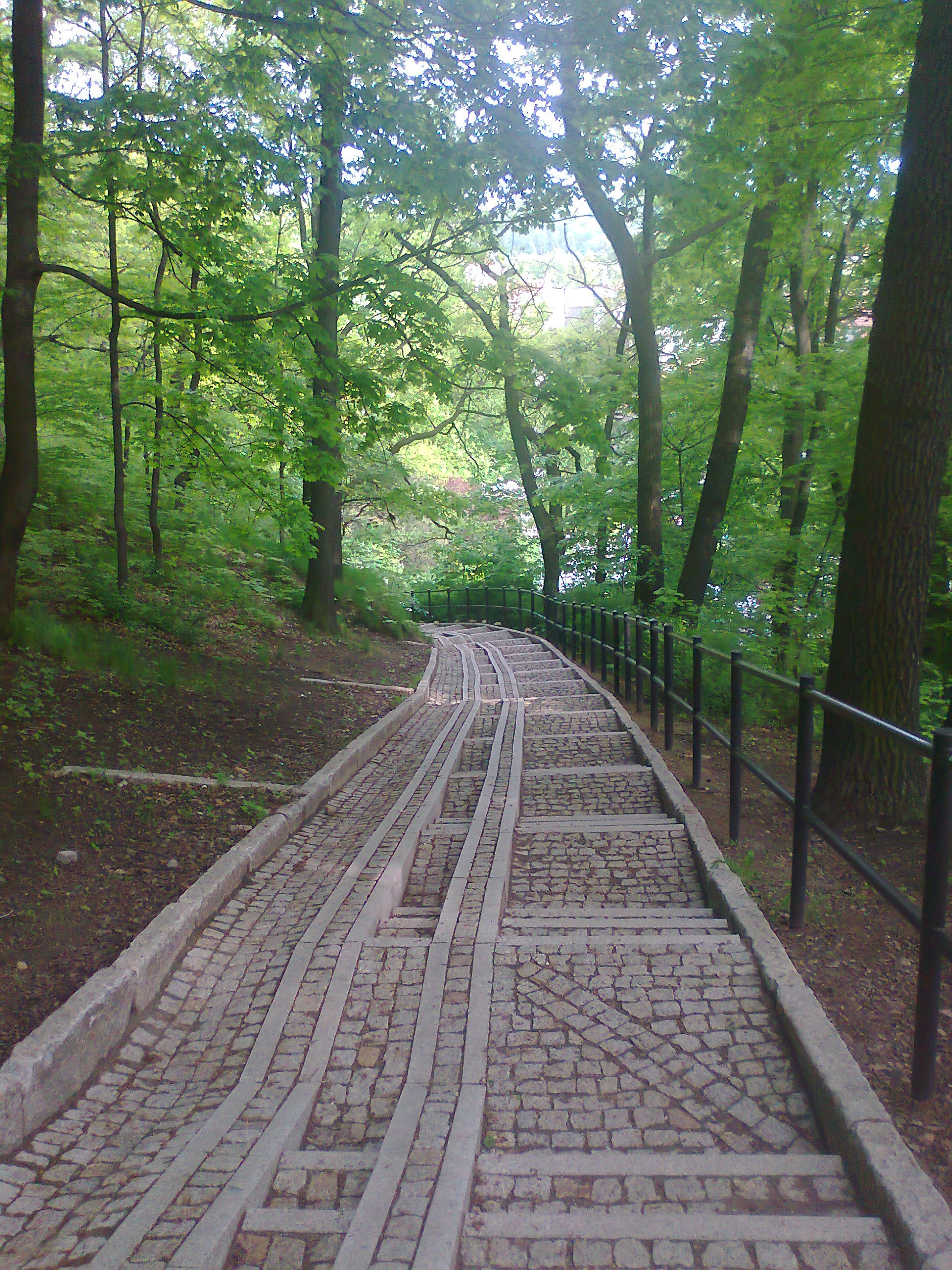
Schody prowadzące do parku im. Króla Jana III Sobieskiego

Wałbrzych jest jednym z najbardziej zielonych miast w Polsce. Spośród 66 największych polskich miast, w których wzięto pod uwagę powierzchnię lasów, parków, zieleńców, terenów zieleni osiedlowej w stosunku do ogólnej powierzchni miasta, Wałbrzych znalazł się na 8 miejscu. Tereny zielone w Wałbrzychu, które powoli odradzają się po zniszczeniach, spowodowanych głównie przez przemysł kopalniany, zajmuje prawie 1/3 miasta. Wraz z upadkiem Dolnośląskiego Zagłębia Węglowego, można zaobserwować znaczną poprawę w przyrodzie miasta i okolicy.
Na terenie miasta funkcjonuje 7 parków miejskich oraz 2 parki krajobrazowe. Na północnych obrzeżach miasta znajduje się Książański Park Krajobrazowy, na terenie którego znajduje się rezerwat przyrody Przełomy pod Książem oraz częściowo leżący na terenie miasta rezerwat Jeziorko Daisy. Na zachód od miasta znajduje się Obszar Chronionego Krajobrazu Natura 2000 Kopuła Chełmca, będący naturalną otuliną Parku Krajobrazowego Sudetów Wałbrzyskich, który obejmuje swoim zasięgiem południowe krańce miasta.
Miasto może pochwalić się jedną z niewielu palmiarni w Polsce – Palmiarnią w Lubiechowie, a także największym ogrodem działkowym w Polsce (prawdopodobnie największym w Europie) – Rodzinnym Ogrodem Działkowym „Podzamcze”, na którym znajduje się ponad 2500 działek rodzinnych. Ogród o powierzchni ponad 94 hektarów leży w otulinie Książańskiego Parku Krajobrazowego i należy do stowarzyszenia ogrodowego – Polskiego Związku Działkowców.

### Wody na terenie miasta
Najdłuższą rzeką przepływającą przez obszar miasta jest Pełcznica, która wypływa ze Srebrnego Źródła ze zboczy Borowej.
Innymi większymi potokami, rzekami płynącymi przez miasto są:
- Szczawnik
- Poniatówka
- Potok Południowy
- Ogorzelec
- Sobięcinka
- Lubiechowska Woda
- Konradowski Potok
- Wapiennik
- Rusinowski Potok
- Złotnica

Na tym terenie nie ma większych akwenów ze stojącą wodą, ogólna powierzchnia takich zbiorników nie przekracza 0,4 km², co stanowi skromną część powierzchni miejskiej. Na powierzchnię tę składają się głównie pozostałości stawów rybackich, glinianek oraz osadniki zakładów przemysłowych. Wszystkie wałbrzyskie kopalnie zostały zalane wodą z rzeki Pełcznicy, która następnie wypływa w okolicach filii Politechniki Wrocławskiej i żłobka samorządowego nr 4 w dzielnicy Stary Zdrój. Woda wypływająca w tym miejscu ma charakterystyczny rdzawy kolor, wynikający z zalanej i rdzewiejącej obudowy górniczej oraz pozostawionych „na wieczność” maszyn w chodnikach, który później się rozmywa.

### Flora
W roślinności występującej na tym terenie możemy wyróżnić dwa piętra:
- piętro pogórza, które sięga do wysokości 500 m n.p.m.
- piętro regla dolnego, powyżej 500 m n.p.m.

Dominują lasy świerkowe, bukowe i świerkowo-bukowe.

### Klimat
Klimat Wałbrzycha należy do gatunku klimatów oceanicznych. Ma on typ podgórski, kotlinowy. Charakteryzują go zmienne i dosyć wysokie wahania temperatur między dniem a nocą. Jest to klimat chłodny, zmienny, czasem bardzo ostry. Charakteryzują go ostre zimy i duża ilość opadów atmosferycznych. Na klimat ten wpływają głównie masy powietrza o kierunku zachodnim oraz masy powietrza o kierunkach zbliżonych do zachodniego. Skutkuje to wysokim ciśnieniem przede wszystkim po południowej oraz zachodniej części gór. Efekt ten ma miejsce zarówno latem, jak i zimą.

## Toponimia
W księdze łacińskiej Liber fundationis episcopatus Vratislaviensis (pol. Księga uposażeń biskupstwa wrocławskiego) spisanej za czasów biskupa Henryka z Wierzbna w latach 1295–1305 miejscowość wymieniona jest w zlatynizowanej formie Waldenberc. Kronika wymienia również jako osobne wsie miejscowości, które w procesach urbanizacyjnych stały się częścią miasta jak Lubiechów w formie Lubichowe, Biały Kamień jako Wissenstein, Poniatów w formie ecclesia Sybothonis.
W roku 1613 śląski regionalista i historyk Mikołaj Henel z Prudnika wymienił miejscowość w swoim dziele o geografii Śląska pt. Silesiographia podając jej łacińską nazwę: Waldberga. Według relacji Ephraima Ignatiusa Naso, świdnickiego kupca, podanej w jego książce z 1667 Phoenix redivius ducatum Swidnicensis et Javroviensis, osada Waldenburg, pospolicie zwana Wallenberg. Nazwę swą zawdzięczać miała pielgrzymkom do drewnianego kościółka pw. Najświętszej Marii Panny, na pagórku (niem. wallen – pielgrzymować), lub staremu grodowi pośród lasu. Ta druga wersja jest bardziej prawdopodobna, jest bowiem faktem, że w pobliżu tego kościółka, przy którym tryskało źródło wody mineralnej, istniał nizinny gród otoczony wałami i fosą. Stare zapisy podają nazwy: Waldenburg (1400 r.) i Waldenberg (1372 r.), co można przetłumaczyć jako „leśny gród” lub „leśna góra”.
Niemiecka nazwa miasta, Waldenburg oznacza dosłownie „leśny gród”. Niemiecki Waldenburg miał także swoje dialektyczne nazwy: Walmbrich, Walbrich. Ta właśnie nazwa występuje w „Słowniku Geograficznym Królestwa Polskiego”. Na podstawie nazw niemieckich wytworzyły się następnie formy używane na terenie położonego nieopodal czeskiego obszaru językowego: Valdenburk oraz Valbřich. Ta ostatnia postać stała się podstawą polskiej nazwy Wałbrzych, ustalonej wraz z włączeniem miasta do Polski w 1945 r. (choć na niektórych pierwszych powojennych mapach kolejowych pojawia się nazwa Borowieck). Ostatnio jednak dotarto do źródeł, które świadczą, że nazwa Wałbrzych była używana także przed wojną. Taka nazwa występuje w „Kuryerze Śląskim” nr 225 z dnia 30 września 1916 r., na stronie 5.

## Historia
Miejscowość istniała już w 1191 r. za księcia śląskiego Bolesława Wysokiego.
Palisadowy gród wałbrzyski, z wałem dochodzącym do 8 m wysokości, był słowiańskim okopem pierścieniowym. Miał 44 m długości i 32,5 m szerokości. W jego miejscu istniała prawdopodobnie osada słowiańska. Wydaje się więc, że Wałbrzych wyrósł z dawnego grodziszcza na pagórku, w pobliżu borów obszernej kotliny, do której zapuszczali się osadnicy z nizin, wąwozem Pełcznicy.
Historyczny rodowód miasta wywodzi się z czasów średniowiecznych, prawdopodobnie z końca XII w. W okresie tym istniała już leśna osada słowiańska, w której z biegiem lat powstał mały gródek warowny. Na jej miejscu dokonano lokacji miasta, w którym osadzono kolonistów. Pierwsza w pełni wiarygodna informacja o Wałbrzychu pochodzi z 1305 r. Z tego bowiem okresu zachował się dokument określający wysokość świadczeń parafii śląskich na rzecz biskupstwa wrocławskiego, wśród których został wymieniony także Wałbrzych. Status miasta Wałbrzych uzyskał w latach 1400–1426. Z roku 1426 pochodzi historyczna wzmianka o Wałbrzychu jako mieście liczącym ok. 200 mieszkańców.

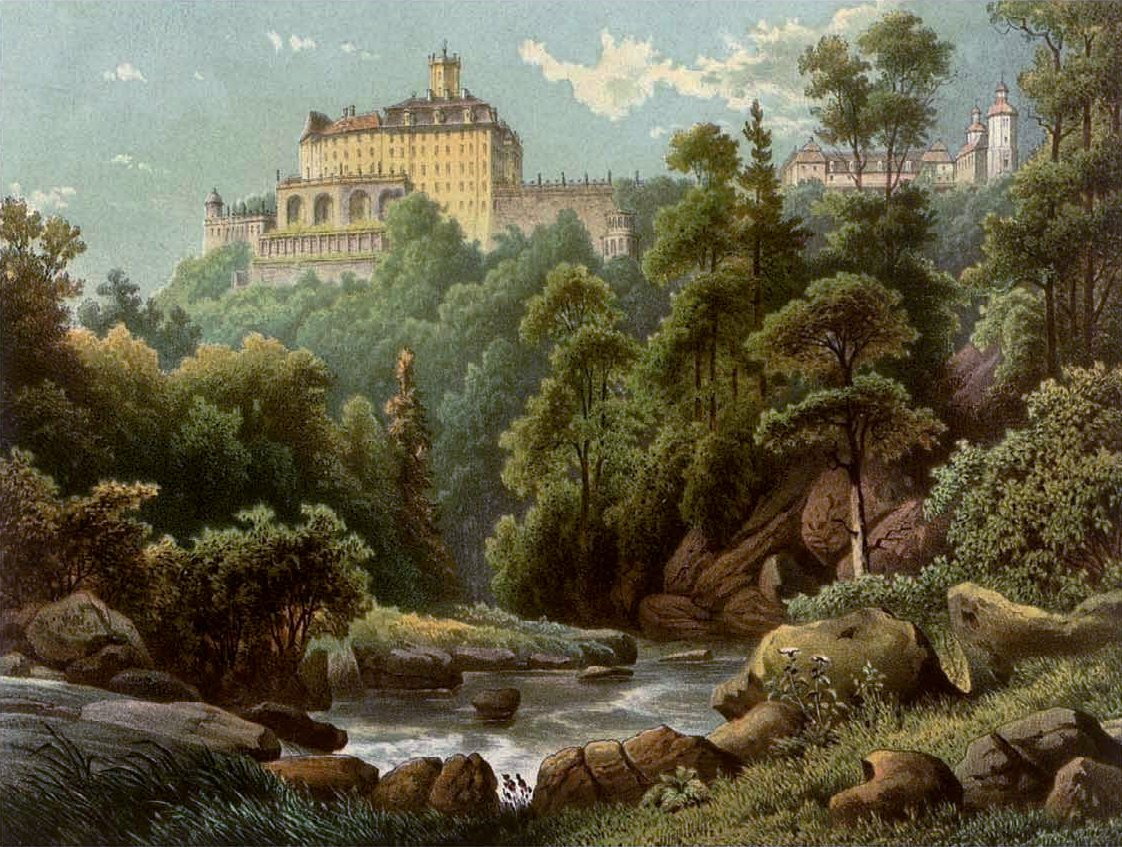
Zamek Książ około XIX w.

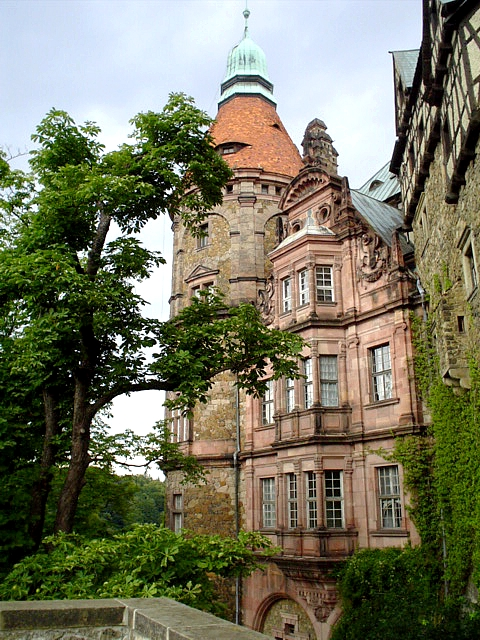
Zamek Książ w czasach dzisiejszych

Dzieje Wałbrzycha od 1278 r. związane były z losami księstwa świdnickiego.
Po Henryku Pobożnym Wałbrzych dostał jego syn książę świdnicki Bolesław Łysy, ale dopiero jego syn Bolko I Surowy zajął się rozbudową miasta, otaczając je murem obronnym i wznosząc ok. 1290 r. w Podgórzu na Górze Zamkowej zamek Nowy Dwór. Od 1326 r. gród ten związany był z księstwem świdnicko-jaworskim. Około 1366 za panowania Bolka II Małego rozpoczęto wydobywanie rud srebra i ołowiu, najprawdopodobniej na południowym stoku Starej Góry, na obszarze Starego Zdroju. W 1375 odnotowano istnienie źródeł wód mineralnych Aqua Antiqua.
W 1392 r. księstwo świdnicko-jaworskie przeszło pod panowanie Czech, a wraz z nimi w 1526 r. w skład państwa Habsburgów austriackich. Z 1561 pochodzą pierwsze wzmianki o górnictwie węglowym w Białym Kamieniu, a z 1594 w Starym Zdroju.
Miasto przez długi czas było miastem prywatnym, wielokrotnie zmieniając właściciela. Początkowo od 1400 r. należało do rodu Szoffów z Owiecka.
Przez ponad 250 lat Wałbrzych i okoliczne wsie znajdowały się w posiadaniu rodu Czetryców (Czettritzów), czego istniejącym śladem jest zespół zamkowy budowany w latach 1604–1628, tzw. zamek, obecna siedziba Akademii Nauk Stosowanych Angelusa Silesiusa (dawniej Państwowej Wyższej Szkoły Zawodowej im. Angelusa Silesiusa). W 1689 na bazie źródeł wód mineralnych powstał pierwszy ośrodek leczniczy.

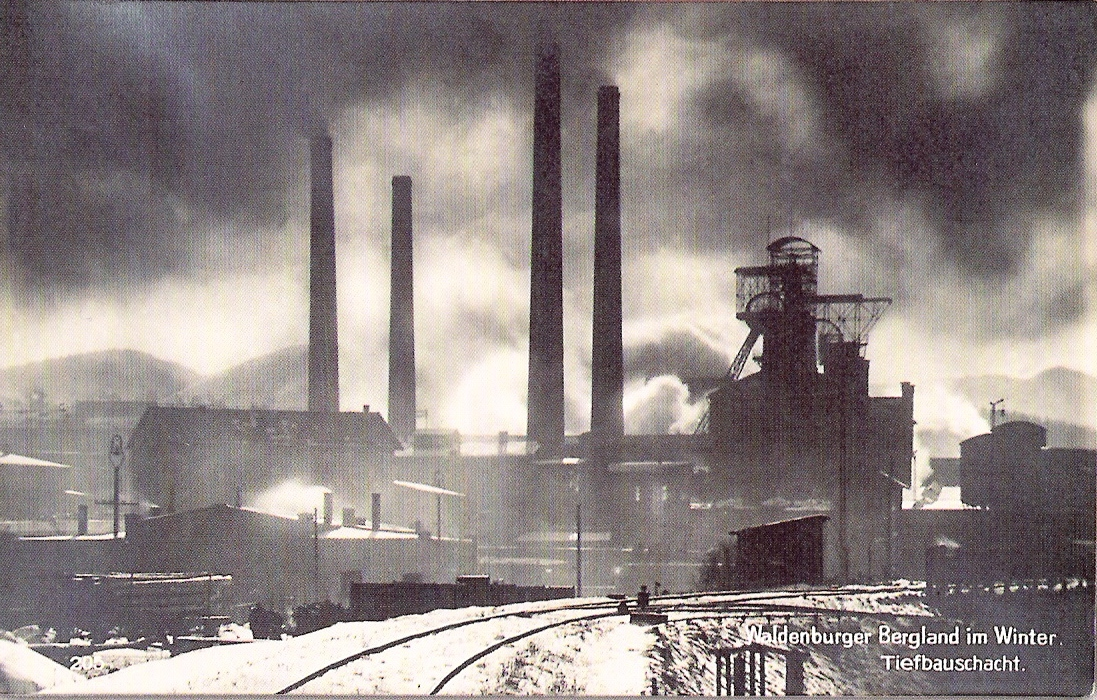
Nieistniejąca kopalnia węgla Maria (Tiefbauschacht) z szybami Jan Henryk (Hans Heinrich) oraz Maria (Marie) widok z 1926. Obecnie w tym miejscu znajduje się Galeria Victoria

W 1738 r. miasto i przyległości kupił Konrad Hochberg, mieniący się potomkiem Piastów, właściciel sąsiadującego zamku Książ, jednego z trzech największych w Polsce. W 1742 Wałbrzych, wraz z większością Śląska, wcielony został do Prus wskutek zwycięskiej wojny z Austrią. Tym samym zakończyły się prowadzone przez administrację austriacką prześladowania miejscowych protestantów. Po siedemdziesięciu latach pozostawania w rękach rodu Hochbergów miasto przestało być własnością prywatną i w 1808 r. zaczęło wieść niezależne życie.
Od XVII wieku datuje się w Wałbrzychu silnie rozwinięte rzemiosło tkackie, które rozkwitło w XVIII wieku, by później ustąpić przemysłowi. Jego miejsce zajęło włókiennictwo oraz przede wszystkim górnictwo węglowe, dynamicznie rozwijające się od połowy XVIII w.
Według przekazów historycznych w roku 1604 Diprand Czetryc wydał „ordunek węglowy”, który regulował sprawy wydobycia, magazynowania i sprzedaży węgla oraz wynagrodzenia gwarków. W roku 1747 czynnych było w Wałbrzychu 7 kopalń węgla, a w 1805 r. 54 szyby zatrudniały 895 górników.
Prawdziwy przełom dla miasta stanowił jednak wiek XIX i początek XX, kiedy to miał miejsce bardzo dynamiczny rozwój istniejących i nowo powstałych gałęzi przemysłu: włókienniczego, ceramicznego, szklarskiego, metalowego, górniczego i koksowego. W 1920 r. uruchomiono odlewnię żeliwa i fabrykę maszyn, a w 1922 r. fabrykę lin i drutu (istniejącą do dnia dzisiejszego – obecnie jako Frezpol Sp. z o.o. Oddział Produkcji Lin i Drutów „Linmet” w Wałbrzychu). Do dziś wyroby swe sprzedają dwie fabryki porcelany (z trzech historycznie funkcjonujących), powstałe w 1831 (obecnie Fabryka Porcelany „Krzysztof” S.A.) i 1845 r. (obecnie Fabryka Porcelany „Wałbrzych” S.A.).
Wałbrzych, dotąd niewielkie i peryferyjnie położone miasteczko, przeżył okres intensywnej urbanizacji, przeradzając się w duży ośrodek przemysłowy i wchłaniając jako nowe dzielnice wsie położone w okolicznych dolinach. W 1818 uruchomiono pierwszą przędzalnię mechaniczną, w 1853 miał miejsce pierwszy masowy strajk górniczy. Przyczyną jego wybuchu była postępująca bieda, niedostatek wody oraz powstawanie w dolinie Pełcznicy dzielnic nędzy. Około 1870 w wyniku intensywnego prowadzenia wydobycia węgla zanikło osiem głównych źródeł wód mineralnych, co przyczyniło się do upadku uzdrowiska. W 1871 r. Wałbrzych stał się wraz z Prusami częścią zjednoczonego Cesarstwa Niemieckiego, korzystając z jego szybkiego rozwoju gospodarczego. W miarę rozwoju miasta następowała rozbudowa jego infrastruktury komunalnej. Pierwsza linia kolejowa połączyła Wałbrzych i Wrocław w 1853 r., a od 1880 r. można było dotrzeć pociągiem do Kłodzka i Czech. Miasto uzyskało także wszelkie niezbędne urządzenia komunalne: elektryczność w 1896, gaz w 1868, wodociągi w 1905 i komunikację tramwajową w 1898 r.
Obecny, nieregularny i rozległy układ urbanistyczny jest wynikiem zarówno górzystego ukształtowania terenu, jak i faktu, że większość obecnych dzielnic miasta wyrosła z wsi rozciągniętych wzdłuż górskich potoków. W 1856 r. Wałbrzych otrzymał nowy ratusz. Wśród zabudowy miejskiej zaczęły wyróżniać się obiekty przemysłowe, kominy i piętrzące się hałdy kopalniane. Po I wojnie światowej zbudowano nową dzielnicę o charakterze wielkomiejskim (Neustadt – dziś Nowe Miasto), a socjaldemokratyczne władze miasta zainicjowały szeroko zakrojony program budowy osiedli socjalnych dla ludności robotniczej, kontynuowany następnie w okresie hitlerowskim. W 1939 r. miasto miało ok. 65 tysięcy mieszkańców.

### II wojna światowa
Historia Wałbrzycha w czasie II wojny światowej jest bardzo tajemnicza i nie została do końca zbadana. Liczba zagadkowych budowli i miejsc świadczy o poważnych planach zrobienia z miasta ośrodka o dużym znaczeniu.
II wojna światowa nie spowodowała większych zniszczeń miasta, zajętego przez wojska radzieckie dopiero po kapitulacji Niemiec.
Pod koniec II wojny światowej zniszczeniu uległo kilka zakładów chemicznych i fabryk na terenie kopalni Bolesław Chrobry przy ulicy Ludwika Beethovena; zakłady zostały okradzione, a łupy wywiezione na tereny ZSRR. Dużym zniszczeniom i kradzieży uległ też zamek Książ.
Wałbrzych z racji swojego górzystego położenia, dużej liczby lasów oraz dobrze rozwiniętej infrastruktury przemysłowej i miejskiej, jak i bliskości granicy, miał się stać siedzibą oraz ośrodkiem badań naukowych państwa niemieckiego III Rzeszy, prawdopodobnie miała być to główna siedziba Adolfa Hitlera mieszcząca się na zamku Książ (choć można spotkać się z teoriami, że była to mistyfikacja, kryjąca znacznie poważniejsze zamiary). Już podczas wojny budowano tutaj potężne tunele podziemne m.in. pod zamkiem Książ oraz przekształcano kopalnię „Herman” w potężny schron. Na uwagę zasługują inne budowle wybudowane podczas II wojny światowej m.in. kompleks podziemnych tuneli przy ulicy Wyzwolenia, który jest częściowo zasypany i biegnie pod górą Parkową w kierunku kopalni „Herman”, która była przekształcana w schron. Nieopodal kopalni „Herman” znajduje się mauzoleum, oprócz tego na terenie miasta jest zlokalizowana duża liczba schronów niewyróżniających się niczym szczególnym. Do końca nie jest wyjaśnione, do czego miały służyć potężne podziemne budowle na terenie Wałbrzycha i duża liczba schronów. Podczas wojny stacjonowały tutaj wojska, ich koszary znajdowały się w obecnym szpitalu przy ulicy Batorego oraz w dawnym kompleksie szpitalnym w dzielnicy Gaj. Według niektórych badaczy w podziemnych kompleksach miały znajdować się fabryki wojskowe, depozyty cennych przedmiotów oraz tajne dokumenty na temat badań nad Wunderwaffe (pojawiają się m.in. opinie, że już po wojnie odzyskali je Niemcy i przekazali Amerykanom w zamian za nowe życie – operacja Paperclip), a także ośrodki pracujące nad bronią atomową.

### Historia powojenna
Po wojnie miasto zostało przyznane Polsce, 28 maja 1945 roku o godzinie 10:00 objęte przez pełnomocnika rządu polskiego Eugeniusza Szewczyka. Początkowo nosiło nazwę Borowieck, obecna nazwa została administracyjnie zatwierdzona 7 maja 1946. W przeciągu kilku powojennych lat większość dotychczasowych mieszkańców Wałbrzycha wysiedlono do Niemiec, choć ze względu na brak wyszkolonej kadry do obsługi przemysłu grupa Niemców pozostała w mieście aż do końca lat 50. XX wieku. Do miasta przybyli m.in. liczni przymusowi wysiedleńcy z polskich Kresów Wschodnich oraz repatrianci z Zachodu (w latach 50. XX w. w mieście mieszkało ich 17 tys.) – głównie z Francji, zwłaszcza górnicy. W latach 50. XX w. w Wałbrzychu zamieszkało ich 17 tys.
W 1946 roku przy al. Wyzwolenia odsłonięto Pomnik ku czci Armii Czerwonej i Wojska Polskiego, a w 1950 r. przy ul. Wieniawskiego stanął pomnik żołnierzy Armii Czerwonej i Wojska Polskiego. W okresie powojennym nastąpił dalszy wzrost przestrzenny Wałbrzycha przy zachowaniu ukształtowanego wcześniej charakteru przemysłowego. Granice administracyjne rosły dzięki dołączeniu kolejnych pobliskich gmin, jak i budowie nowych osiedli mieszkaniowych. Efektem tych zmian jest obecna powierzchnia miasta, wynosząca prawie 85 km².
W latach 1975–1998 istniało województwo wałbrzyskie, z Wałbrzychem jako siedzibą władz. Od 1999 do 2002 roku miasto miało status miasta na prawach powiatu. W 2003 roku Wałbrzych został włączony do powiatu ziemskiego na wniosek lokalnych polityków SLD, tym samym utracił status miasta na prawach powiatu. Po długich staraniach lokalnych polityków, 1 stycznia 2013 roku Wałbrzych odzyskał status miasta na prawach powiatu. Po utracie statusu miasta wojewódzkiego, od 1999 roku Wałbrzych pełni pomocniczą funkcję administracyjną Wrocławia, obejmując teren dawnego województwa wałbrzyskiego o następujących powiatach: dzierżoniowski, kłodzki, świdnicki, wałbrzyski, Wałbrzych, ząbkowicki.
Obecnie Wałbrzych wraz z okolicznymi miastami i powiatami tworzy aglomerację wałbrzyską.

### FilieGroß-Rosen
Podczas II wojny światowej w mieście funkcjonowały filie niemieckiego obozu koncentracyjnego Gross Rosen znajdujące się w Wykazie podobozów i wyróżnia się obozy m.in.:
- W dzielnicy Gaj przy ulicy Królewieckiej o nazwie IG Farben[29].
- W dzielnicy Piaskowa Góra przy komisariacie nr 1[30].
- W dzielnicy Nowe Miasto przy obecnym komisariacie policji oraz przy ulicy Osiedleńców.
- W dzielnicy Książ o nazwie AL Fürstenstein przy obecnym głównym parkingu[31].
- W dzielnicy Stary Zdrój przy ulicy Starachowickiej. Obóz dla obywateli Rosji (Gärtnerhaus / Russenlager)[32].
- W dzielnicy Biały Kamień

## Demografia
- Wykres liczby ludności Wałbrzycha na przestrzeni lat.

Największą populację Wałbrzych odnotował w 1991 r. – według danych GUS 141 161 mieszkańców.

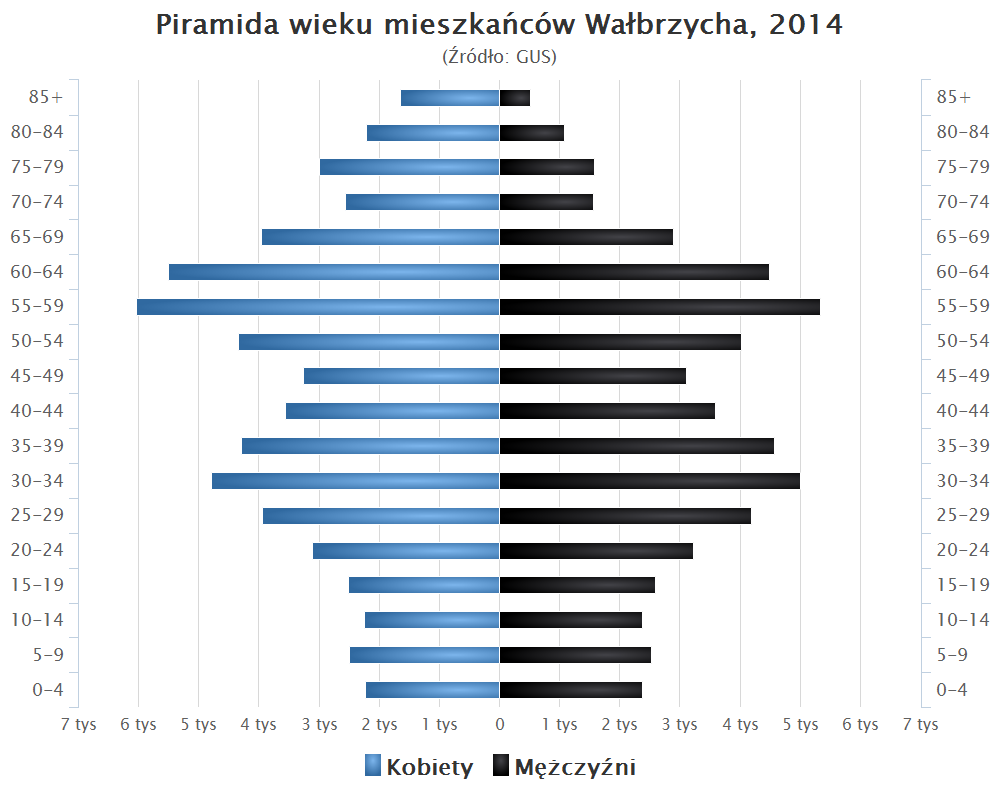
Piramida wieku mieszkańców Wałbrzycha w 2014 roku

|                                  | Liczba  | Udział |
| -------------------------------- | ------- | ------ |
| Polacy (bez innych identyfikacji | 102 564 | 98,24% |
| inna niż polska                  | 1,837   | 1,76%  |
| Niemcy                           | 369     | 0,35%  |
| Anglicy                          | 171     | 0,16%  |
| Ukraińcy                         | 164     | 0,16%  |
| Francuzi                         | 133     | 0,13%  |
| Romowie                          | 87      | 0,08%  |
| Grecy                            | 84      | 0,08%  |
| Irlandczycy                      | 64      | 0,06%  |
| Włosi                            | 60      | 0,06%  |
| Białorusini                      | 57      | 0,05%  |
| Ślązacy (gr. etnograficzna)      | 55      | 0,05%  |
| pozostali                        | 593     | 0,56%  |
| Ludność Ogółem                   | 104,401 | 100%   |

### Pochodzenie
Powojenna ludność Wałbrzycha w przeważającej mierze była ludnością napływową z różnych stron Polski. Przedwojenni niemieccy mieszkańcy miasta zostali po 1945 roku w większości wysiedleni, a na ich miejsce napłynęli w zdecydowanej większości Polacy. Według profesora Leszka Kosińskiego, struktura ludnościowa Wałbrzycha w 1950 roku pod względem pochodzenia terytorialnego przedstawiała się następująco:
| Pochodzenie              | Liczba mieszkańców | Procentowo |
| ------------------------ | ------------------ | ---------- |
| Obszary w granicach ZSRR | 17 081             | 18,20%     |
| Zagranica oprócz ZSRR    | 10 044             | 10,70%     |
| Woj. poznańskie          | 8 341              | 8,89%      |
| Woj. krakowskie          | 5 575              | 5,94%      |
| Woj. warszawskie         | 5 551              | 5,91%      |
| Woj. katowickie          | 5 054              | 5,39%      |
| Woj. kieleckie           | 4 809              | 5,12%      |
| Woj. bydgoskie           | 4 593              | 4,89%      |
| Woj. łódzkie z Łodzią    | 4 012              | 4,28%      |
| Woj. rzeszowskie         | 3 705              | 3,95%      |
| Miasto Warszawa          | 3 609              | 3,85%      |
| Woj. lubelskie           | 2 661              | 2,84%      |
| Woj. białostockie        | 1 217              | 1,30%      |
| Woj. wrocławskie         | 572                | 0,61%      |
| Woj. olsztyńskie         | 504                | 0,54%      |
| Woj. gdańskie            | 311                | 0,33%      |
| Woj. opolskie            | 192                | 0,20%      |
| Pozostali                | 1 158              | 1,23%      |
| Ludność napływowa ogółem | 78 989             | 84,17%     |
| Autochtoni               | 14 853             | 15,83%     |
| Ogółem                   | 93 842             | 100%       |

## Architektura i urbanistyka

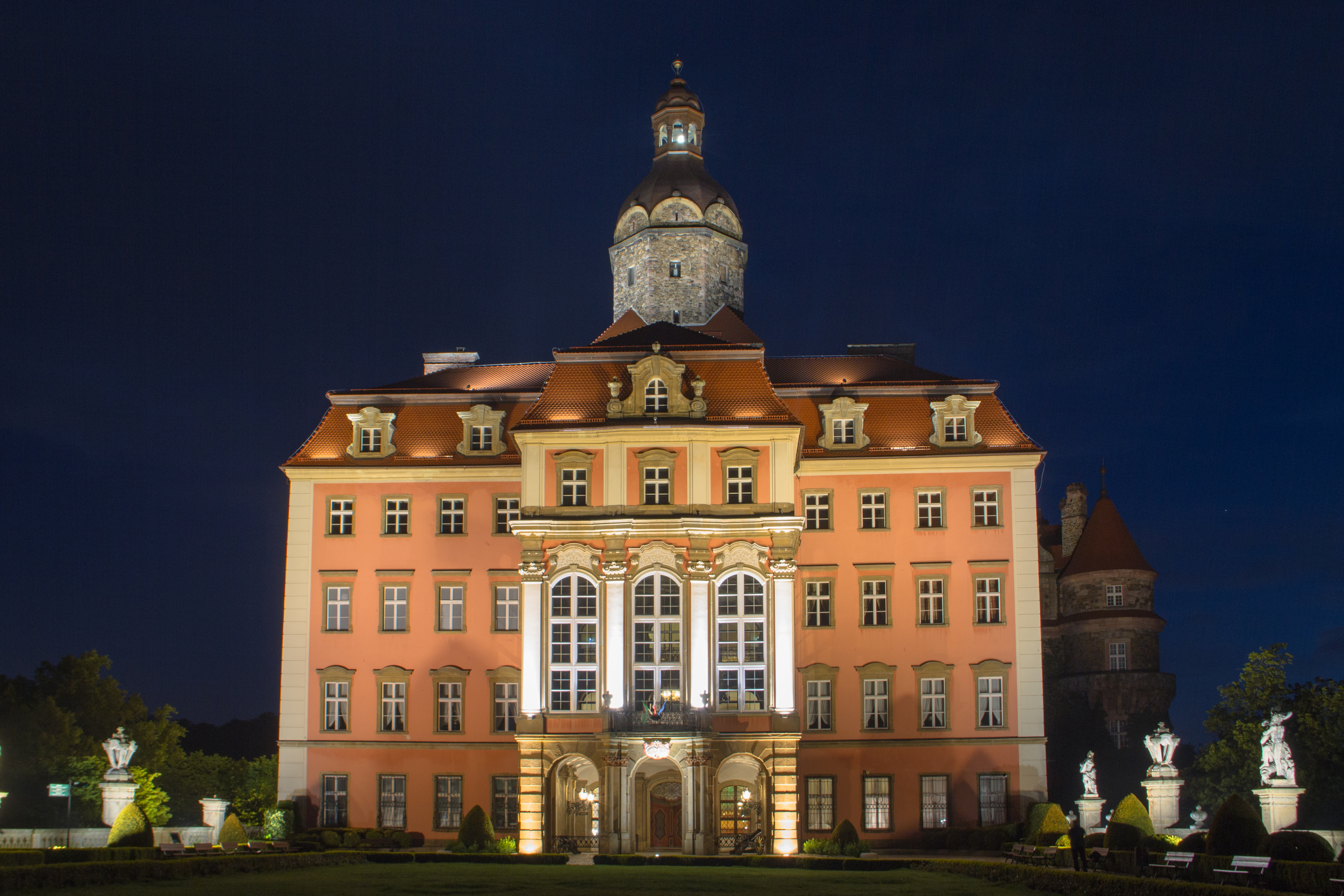
Zamek Książ

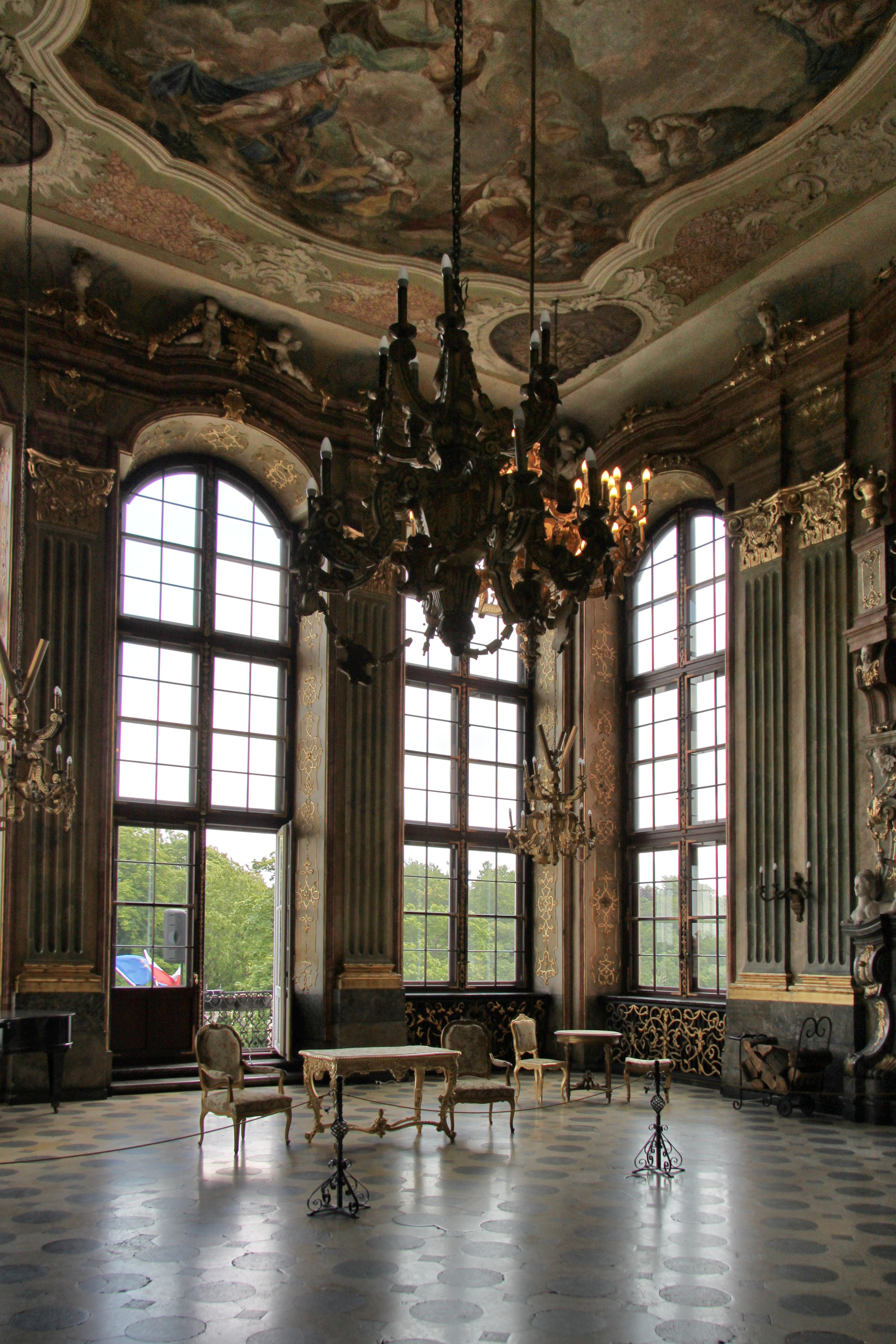
Zabytkowa sala Maksymiliana w Zamku Książ

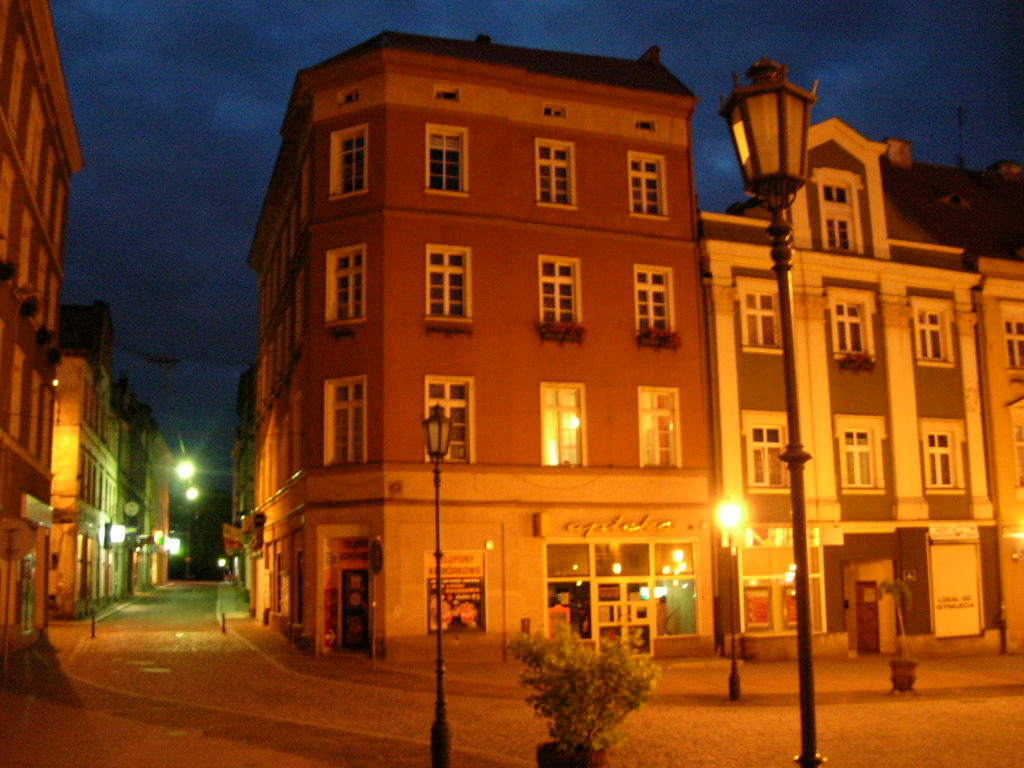
Stare Miasto nocą

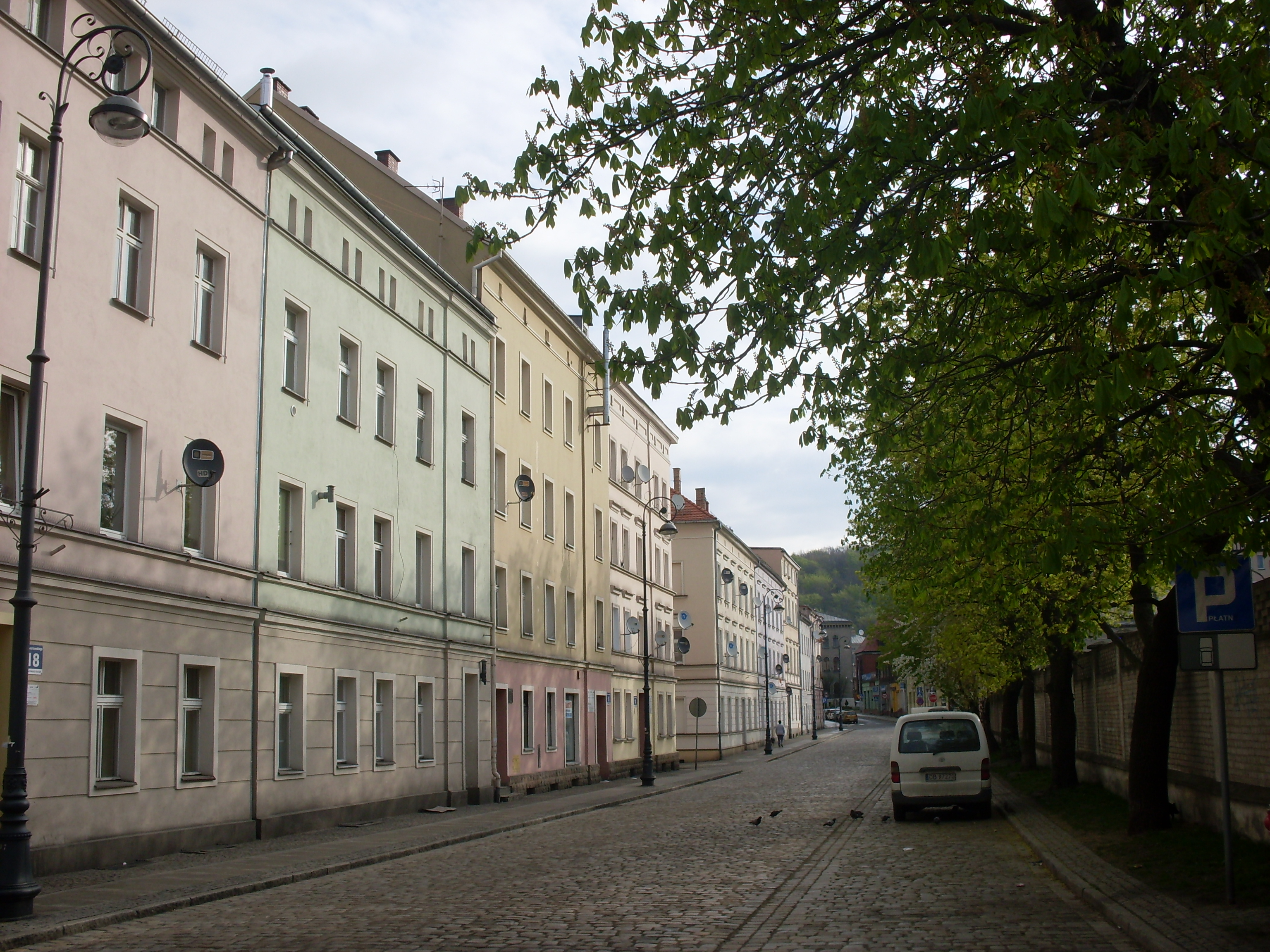
Wałbrzych ul. Andrzeja Wajdy

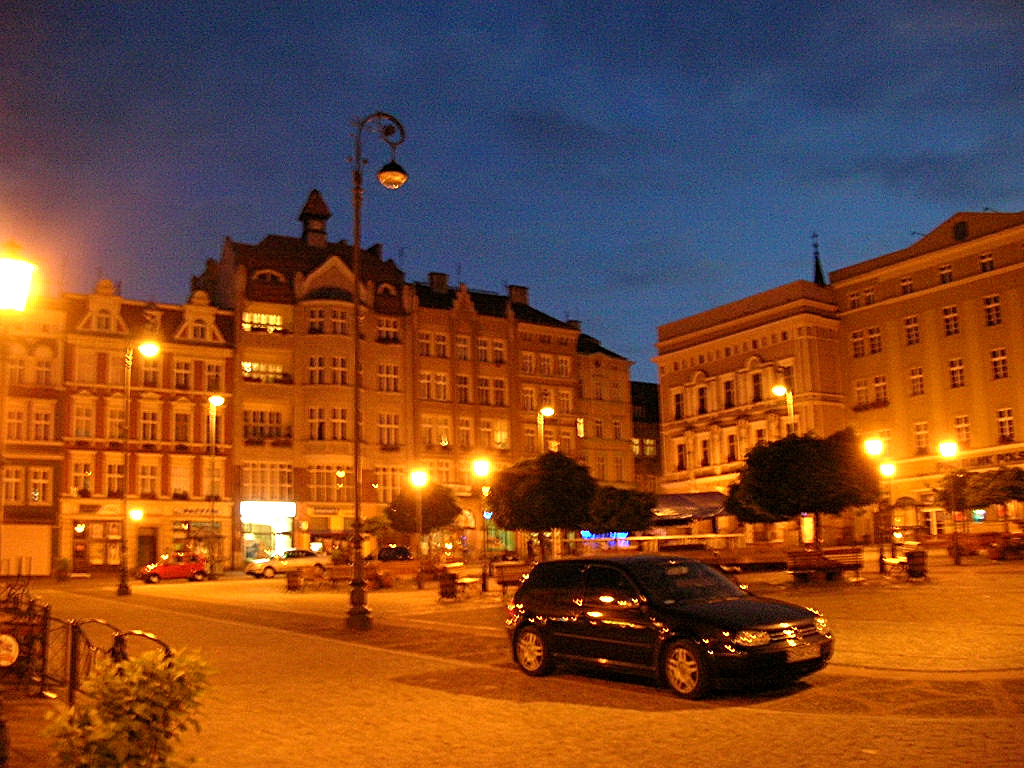
Wałbrzyski rynek nocą

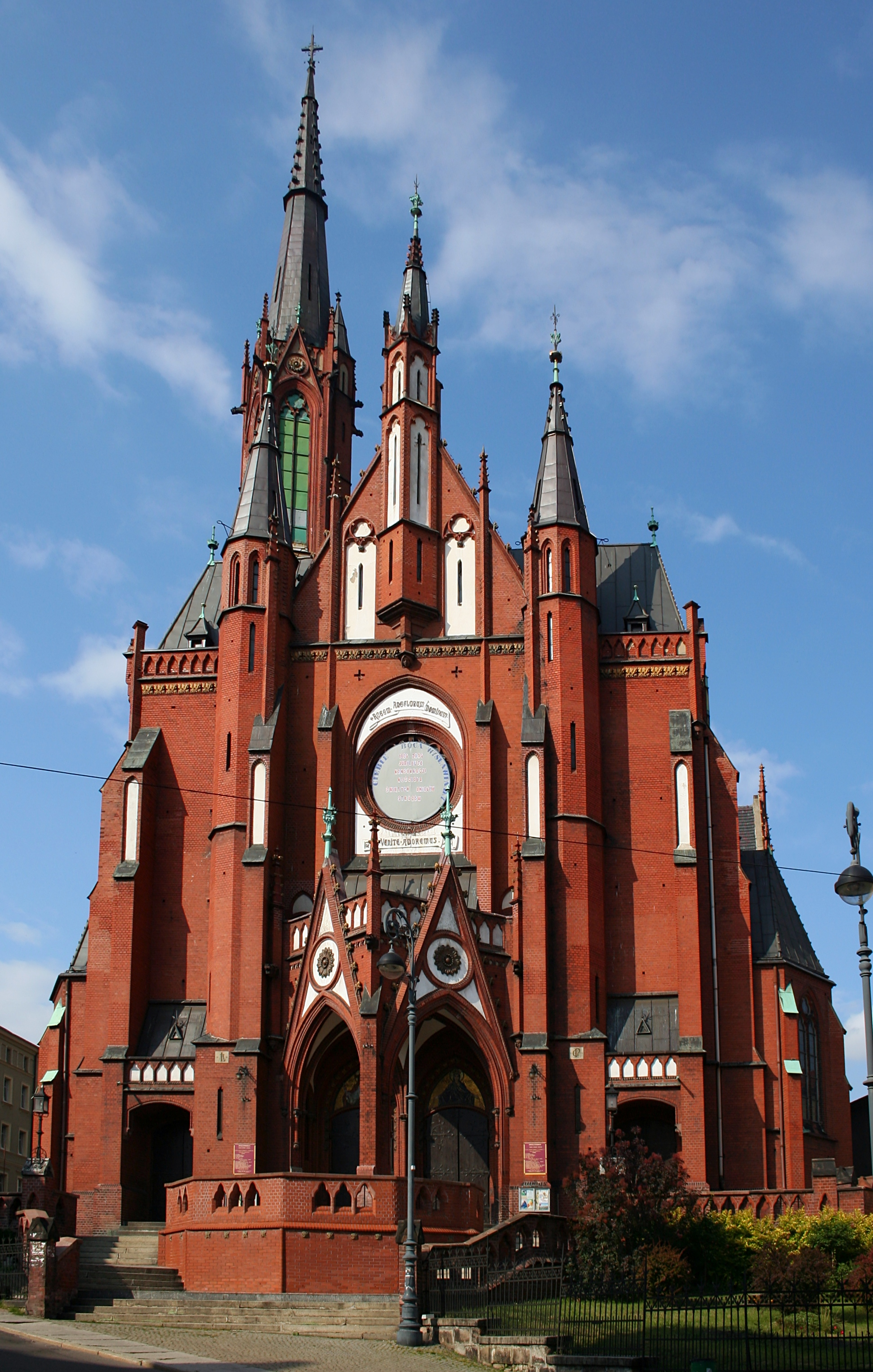
Kolegiata pw. Najświętszej Maryi Panny Bolesnej i Świętych Aniołów Stróżów

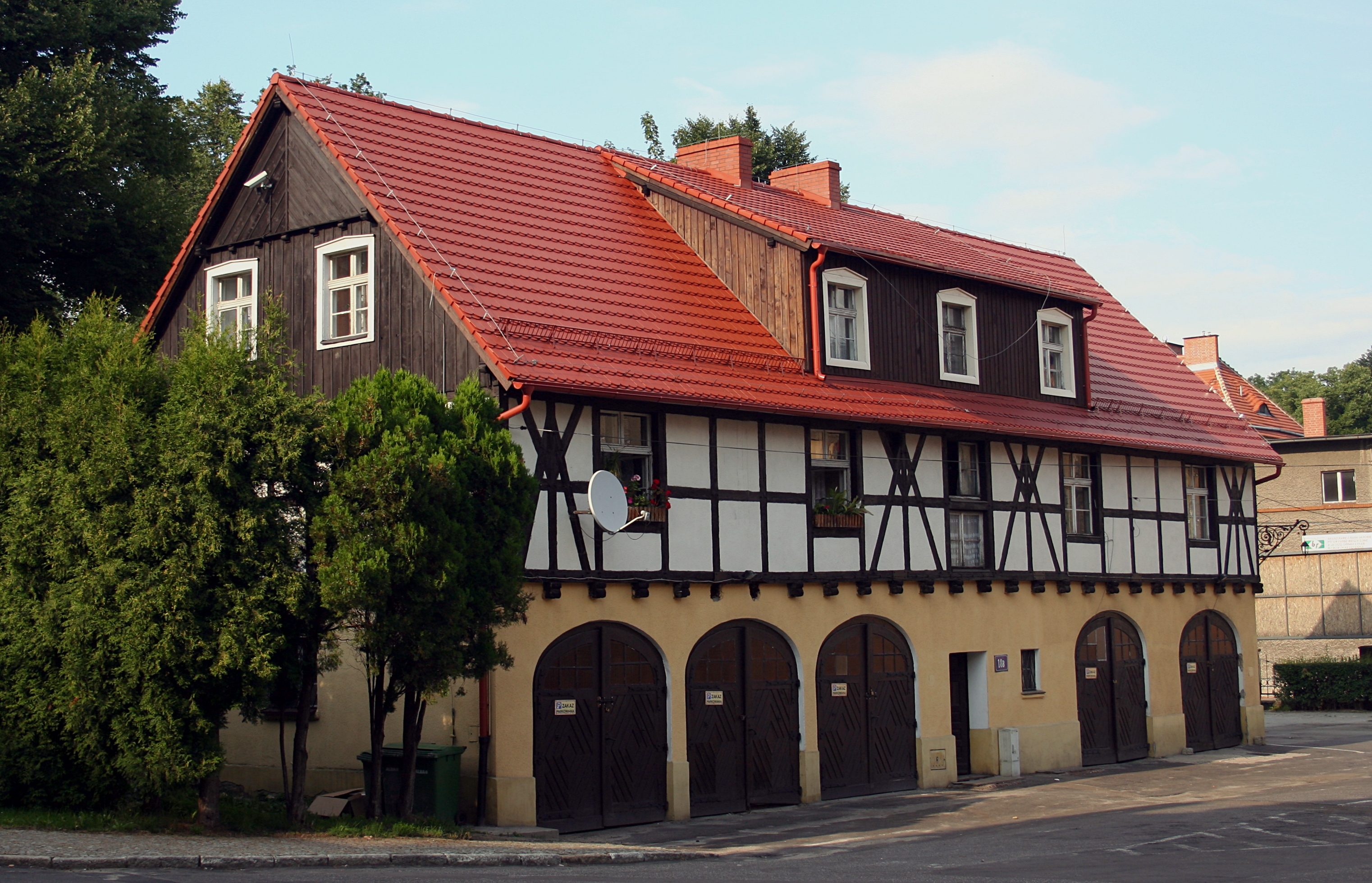
Zespół Dworski Czettritzów, ul. Młynarska

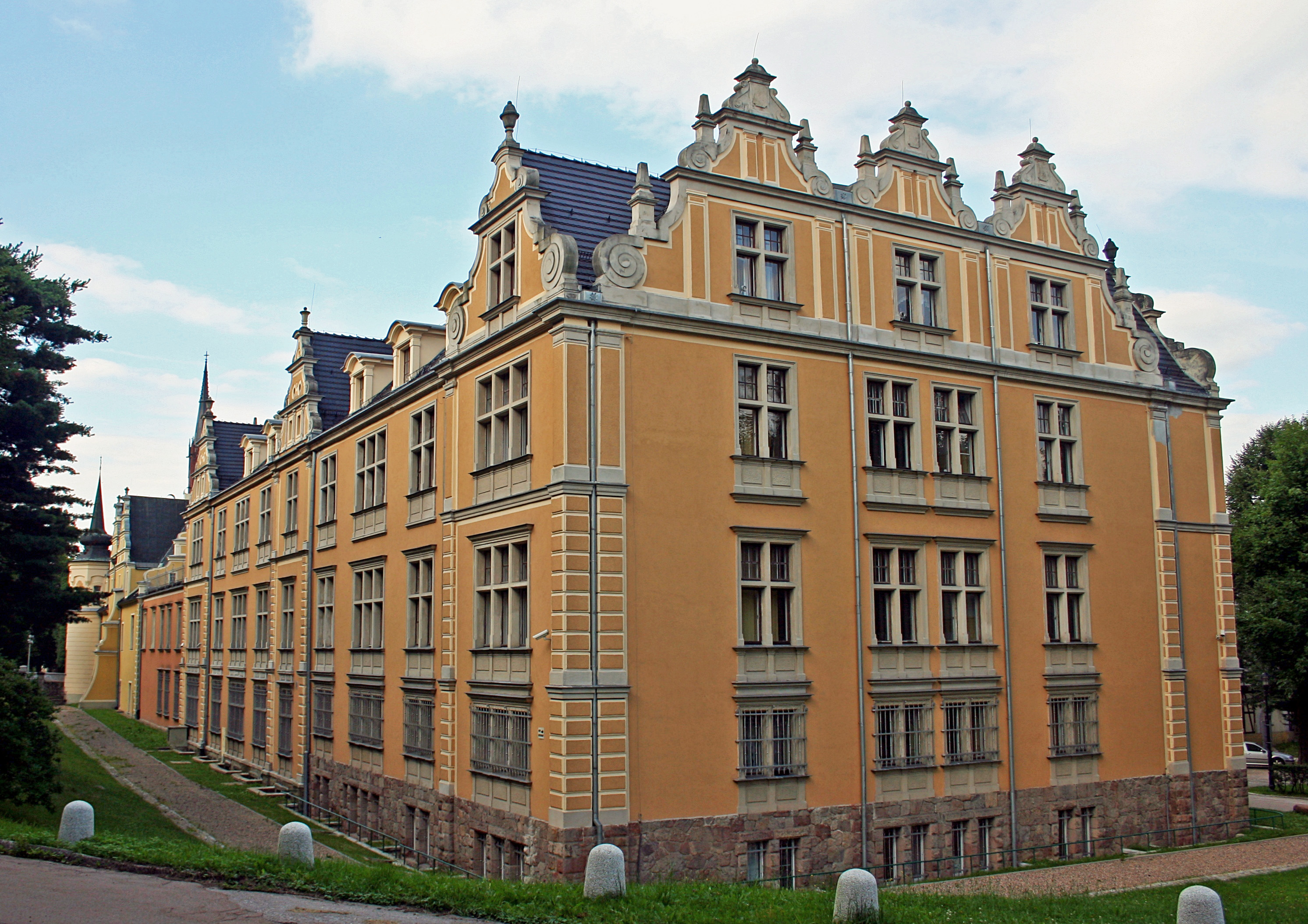
Zamek, obecnie Akademia Nauk Stosowanych Angelusa Silesiusa

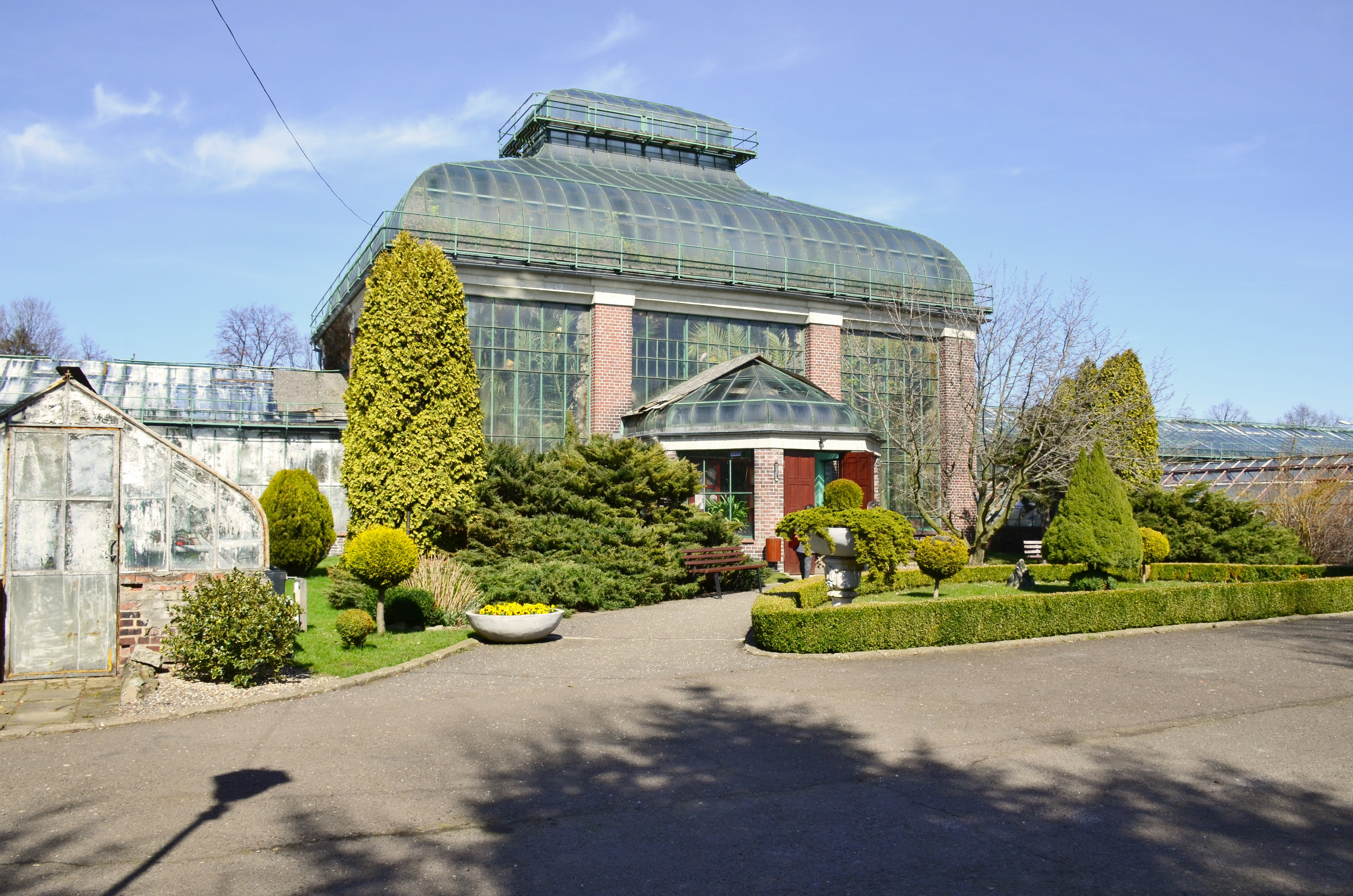
Palmiarnia w Wałbrzychu

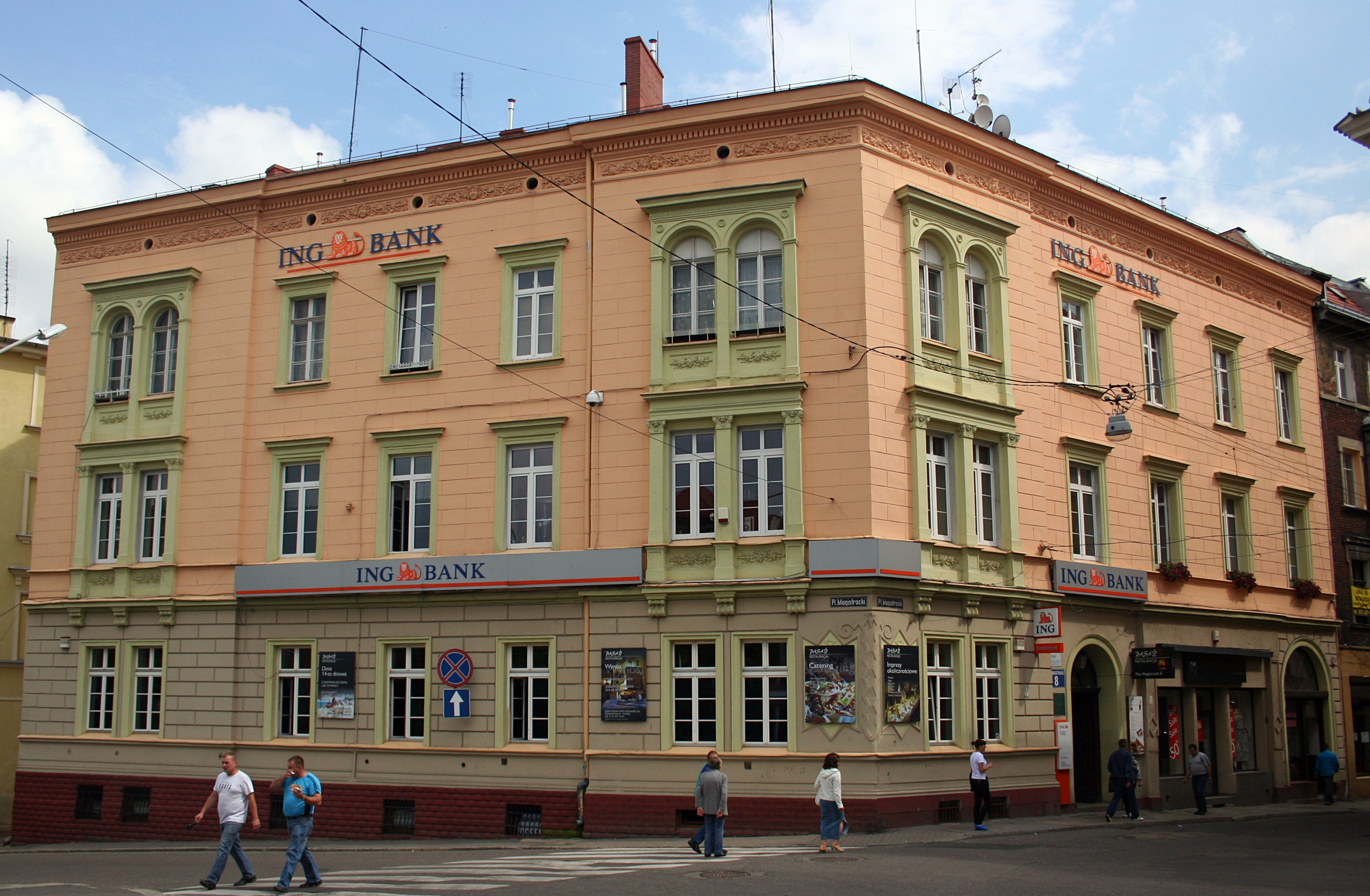
ul. Gdańska, róg pl. Magistracki

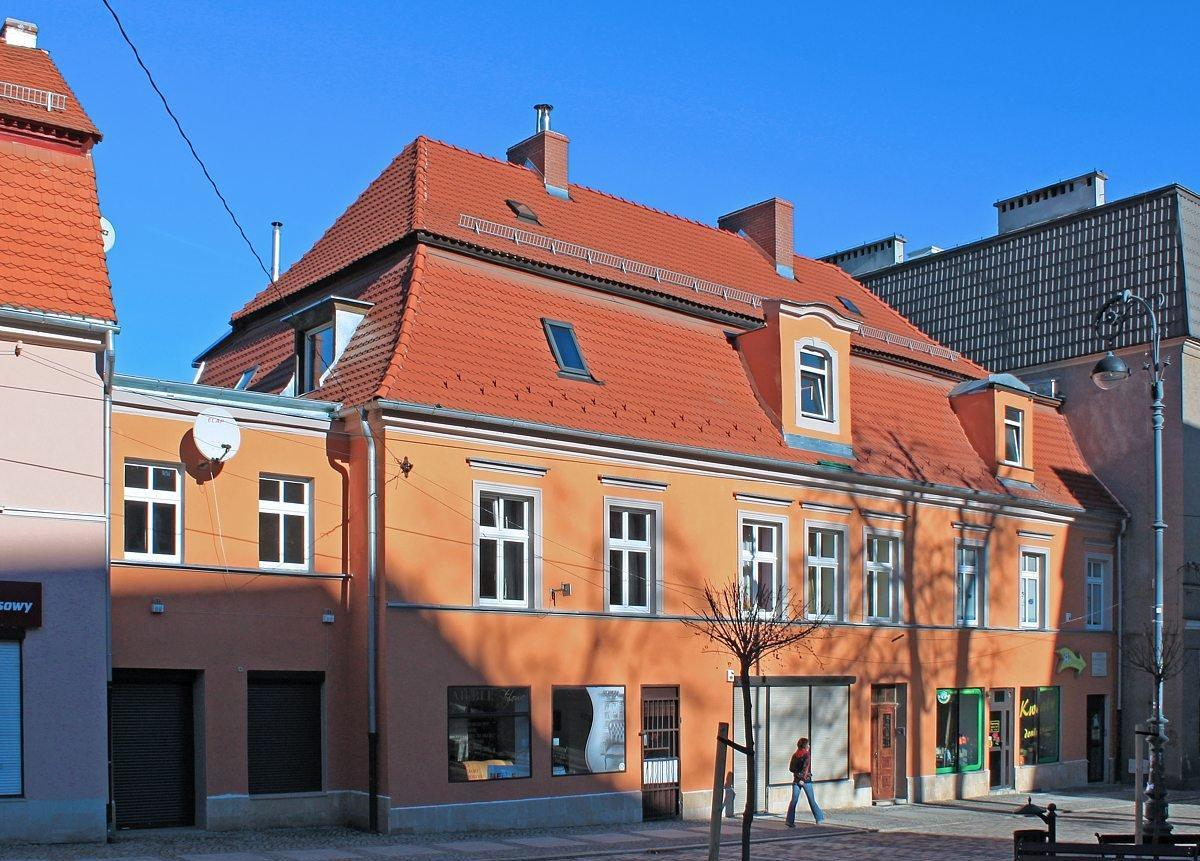
Ulica 1 Maja

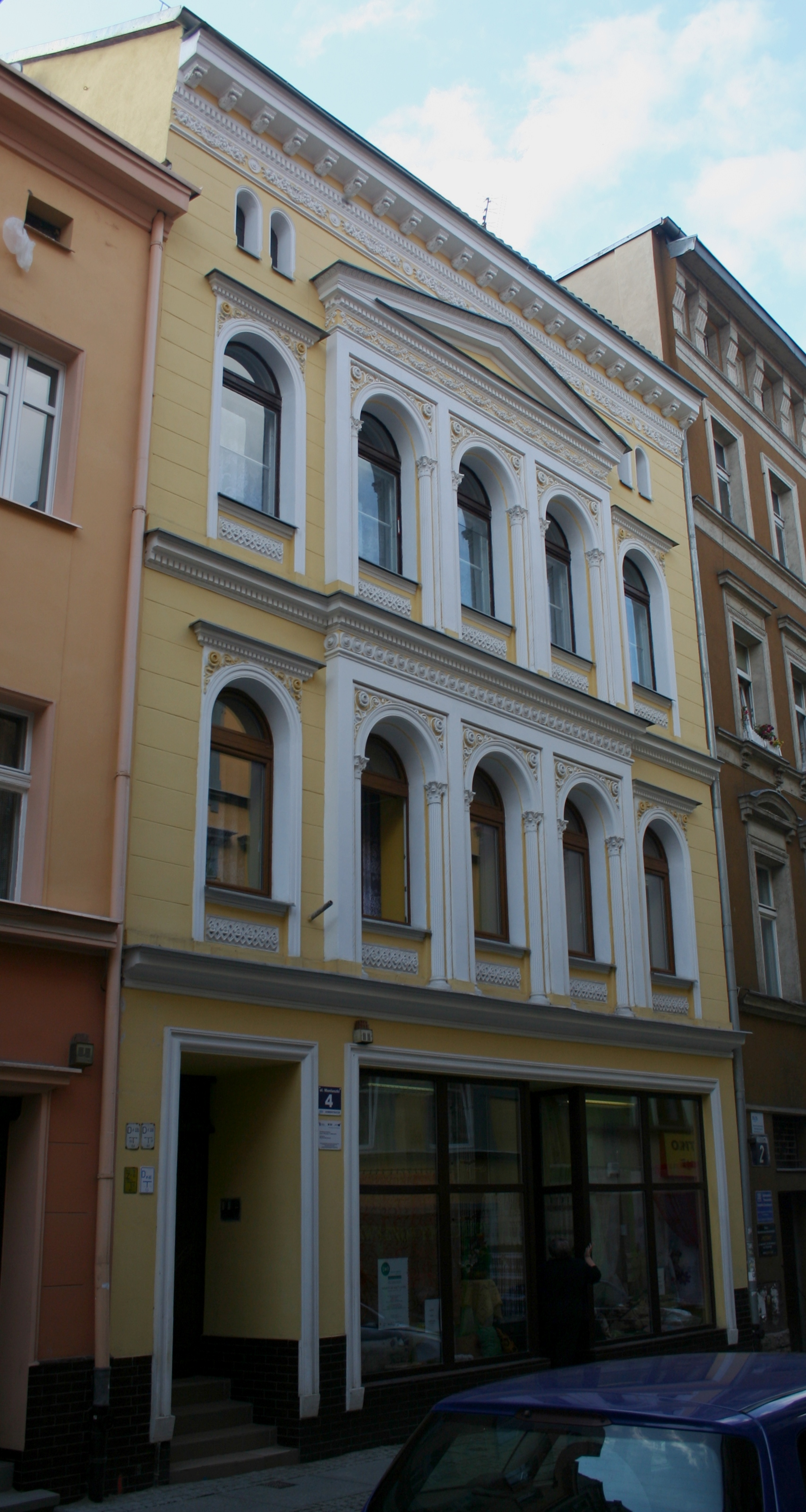
Kamienica przy ul. Moniuszki

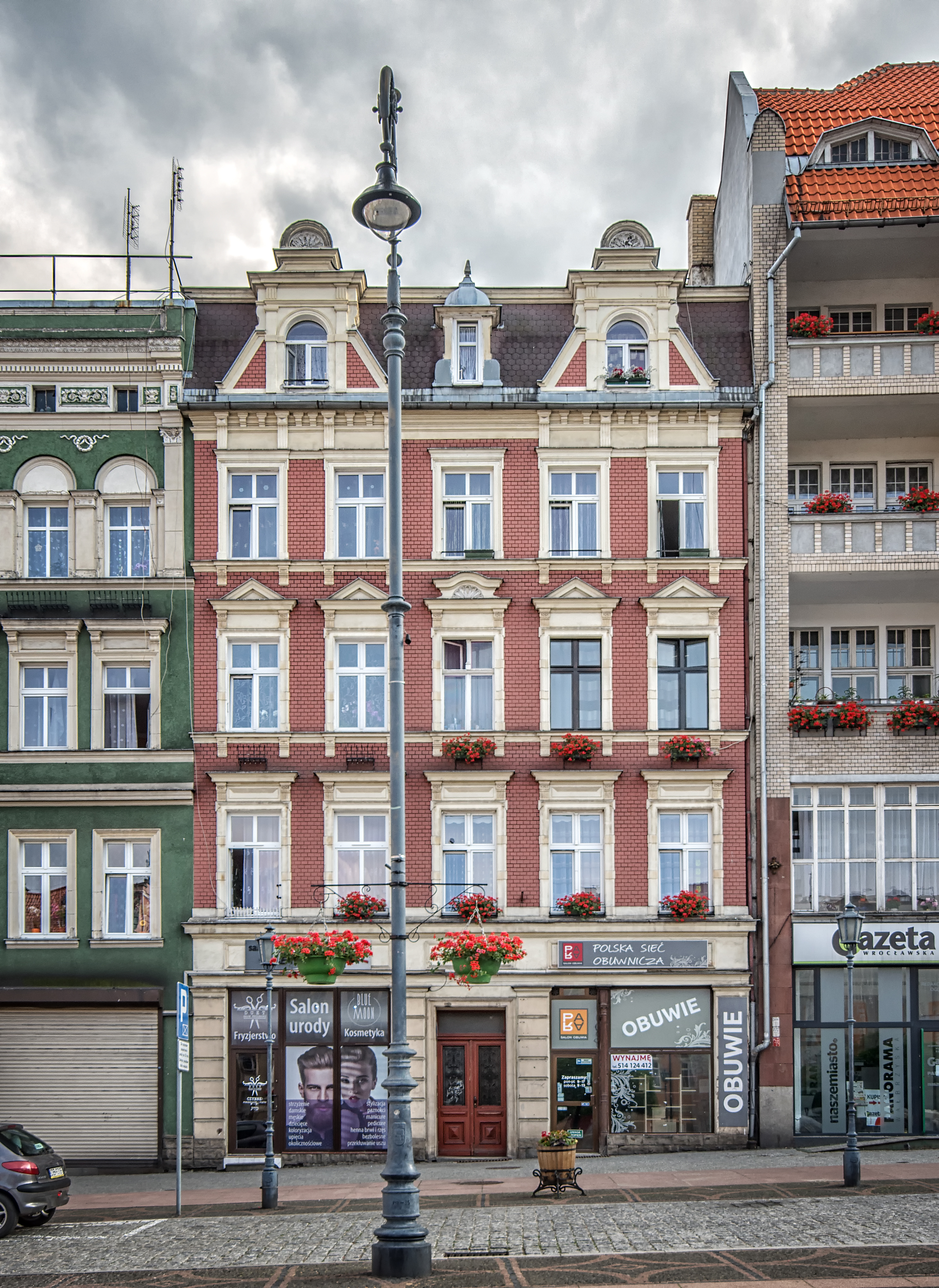
Kamienica w Rynku

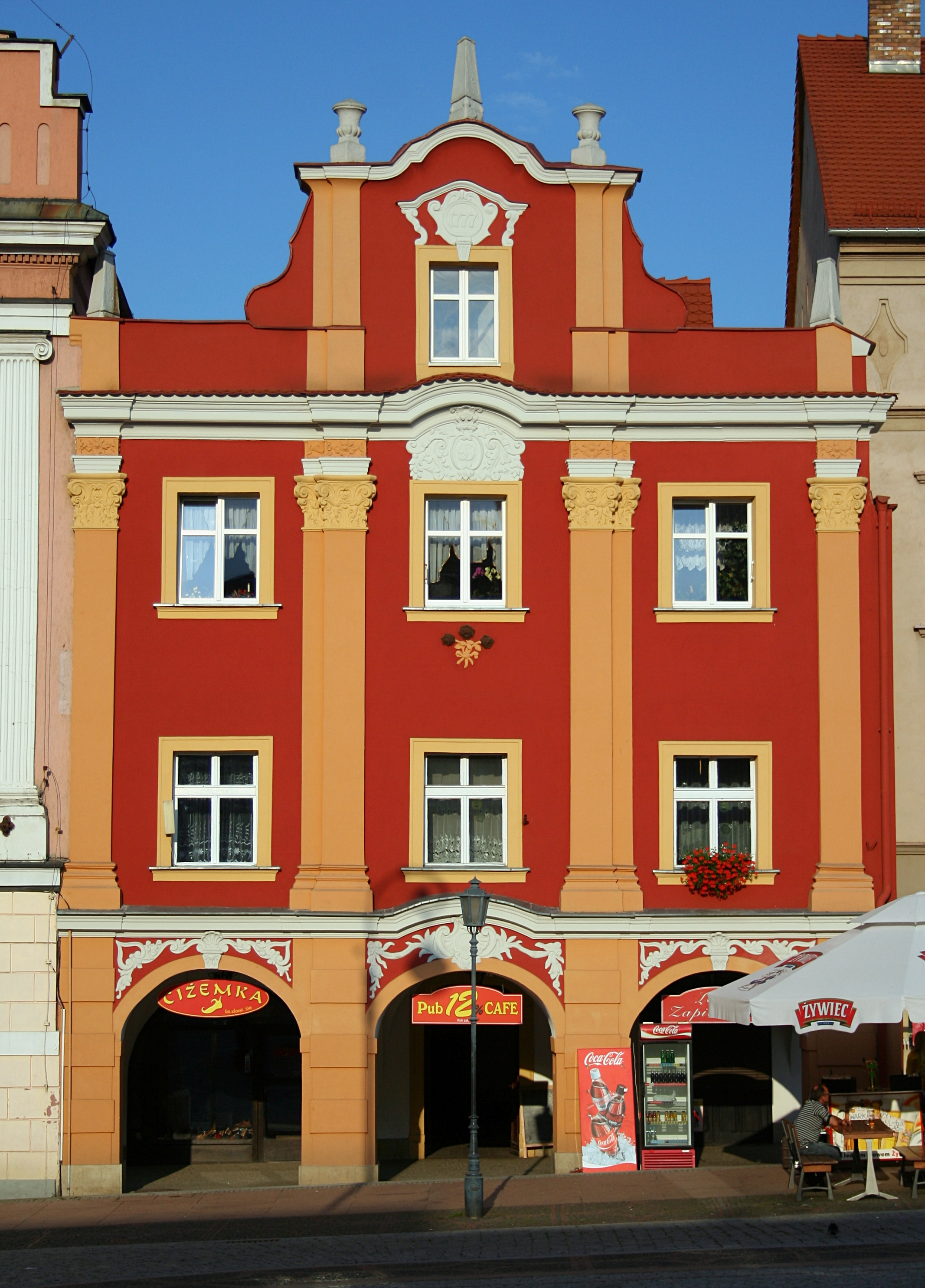
Kamienica Rynek 22

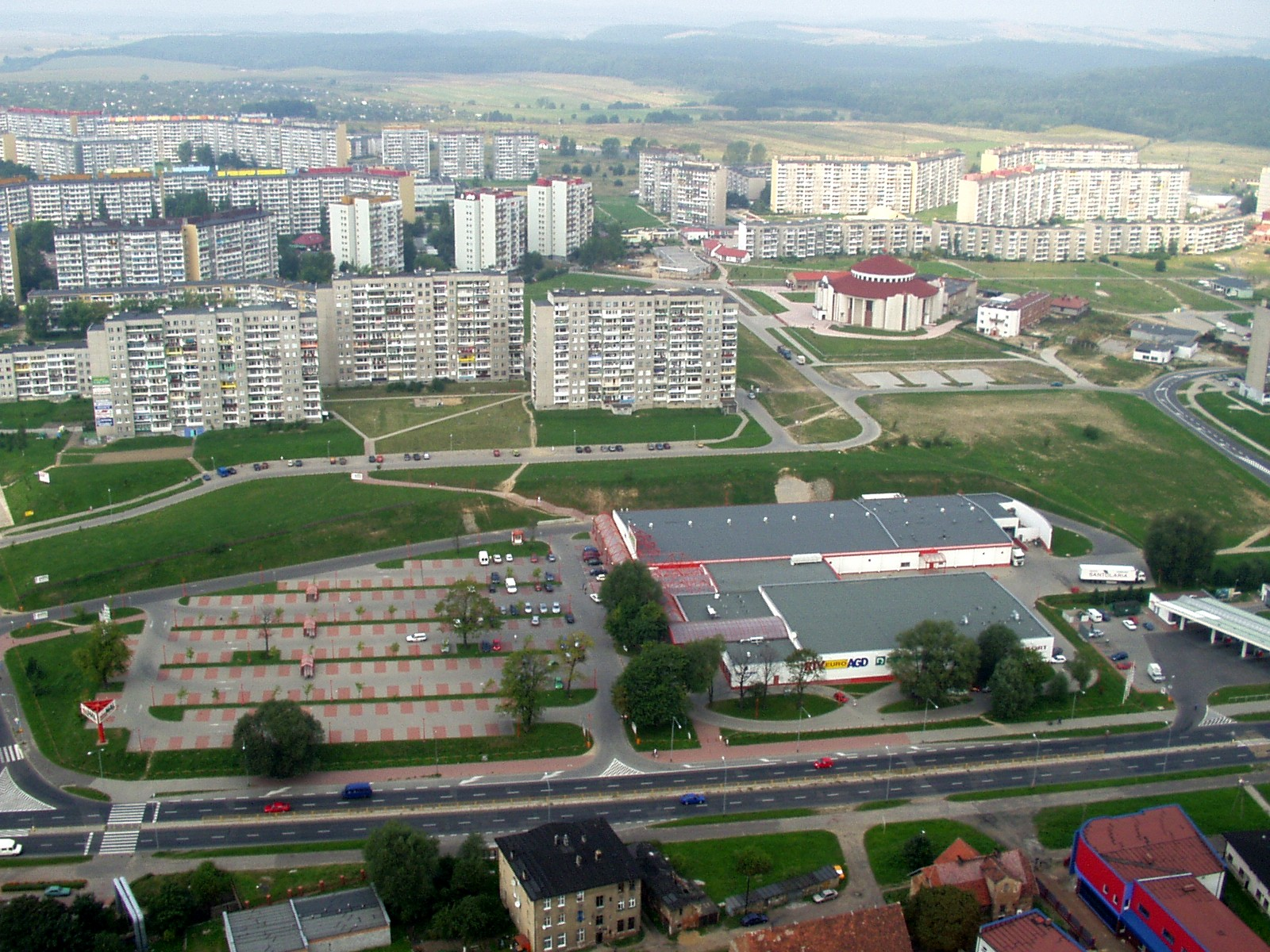
Największe wałbrzyskie osiedle Podzamcze

W Wałbrzychu znajduje się wiele zabytków architektury mieszczańskiej, sakralnej, zamki, pałace. W wałbrzyskim muzeum znajdują się unikatowe zbiory geologiczne flory i fauny karbońskiej, rarytasem kolekcji jest jedyny w Polsce i jeden z dwóch na świecie dobrze zachowanych egzemplarzy późnokarbońskiego stawonoga z gromady wijów.

### Zabytki
Do wojewódzkiego rejestru zabytków wpisane są:
- zamek Książ w dzielnicy Książ
- zamek Stary Książ w dzielnicy Książ
- zamek Nowy Dwór w dzielnicy Podgórze
- palmiarnia w dzielnicy Lubiechów
- zabytki dzielnicy Poniatów
- zabytki dzielnicy Rusinowa
- zabytki dzielnicy Szczawienko
- stare miasto, jako historyczny układ urbanistyczny, z XII w., XV w., XIX w./XX w.
- dzielnica Biały Kamień jako historyczny układ urbanistyczny, z XVI w., 1810 r., XX w.
- dzielnica Sobięcin, jako historyczny układ urbanistyczny, z XVI-XIX w./XX w.
- dzielnica Stary Zdrój, jako historyczny układ urbanistyczny, z XIV w., XVIII w.-XIX w./XX w.
- kolegiata pw. Najświętszej Maryi Panny Bolesnej i Świętych Aniołów Stróżów, ul. Moniuszki; główna świątynia rz.-kat. miasta; kościół halowy na planie krzyża łacińskiego, z l. 1898–1904; od 3 maja 2010 podniesiony do rangi kolegiaty diecezji świdnickiej pw. Najświętszej Marii Panny Bolesnej i Świętych Aniołów Stróżów
- kościół pw. MB Bolesnej, pl. Kościelny, wzniesiony w średniowieczu, w latach 1714, 1934, 2003 przeszedł gruntowną renowację
- kościół par. pw. św. Jerzego, ul. św. Jerzego (dawniej ul. Andersa 122), z lat 1894–1898
- kościół par. pw. św. Józefa, ul. św. Józefa 1, z lat 1908–1910
- plebania
- kościół par. pw. Zmartwychwstania Pańskiego, ul. Marconiego, z lat 1867–1870
- kościół ewangelicki, projektu Carla Gottharda Langhansa – zbudowany w latach 1785–1788, pl. Kościelny
- zbór staroluterański, ob. kościół polskokatolicki pw. Zesłania Ducha Świętego, ul. Garbarska 7, w stylu klasycystycznym, salowy, wzniesiony 1847–1848, obecnie polskokatolicki (parafialny)
- cmentarz żydowski, ul. Moniuszki / Przemysłowa, z 1902 r.
- park miejski im. Kościuszki w Sobięcinie, ul. Racławicka – Kosteckiego, z XIX w. – XX w.
- ratusz, pl. Magistracki 1, z XIX w., pocz. XX w.
- dworzec Wałbrzych Miasto, z XIX w./XX w.
- budynek d. dworca towarowego, ul. Nowy Świat 5 b, z 1853 r.
- Pałac Tielscha, ul. Armii Krajowej 7 a, 1860, pocz. XX w., wybudowany dla właściciela pobliskich Zakładów Porcelany – Carla Tielscha, projekt wykonany przez budowniczego wrocławskiego Wassemanna
- dom, ul. Bolesława Chrobrego 1, z 1910 r.
- sierociniec, ob. klasztor ss. nazaretanek, liceum, internat, ul. Darowskiej 1–1b, z 1872 r.: budynek główny, oficyna
- trzy domy, ul. Dmowskiego (dec. Dzierżyńskiego) 1, 3, 5, z XIX w./XX w.,
- kamienica, ul. Dmowskiego (dec. Dzierżyńskiego) 2, z k. XIX w.,
- dom, ul. Lewartowskiego 7 a, z 1905 r.
- domy, ul. Gdańska 2, 3, 5, 4, 6, 8, 10, z XIX w./XX w.
- dom, ul. Konopnickiej 4, 5, z XIX w./XX w.
- trzy domy, ul. Kościuszki 1, 3, 5, z k. XIX w.
- dom, ob. biura, pl. Magistracki 3, z k. XIX w.
- dom, pl. Magistracki 6, z 1890 r.
- bank, ob. Prokuratura Rejonowa, pl. Magistracki 7, z 1904 r., wzniósł architekt Resner z Wrocławia,
- kamienica, pl. Magistracki 8, 10, z XIX w.
- kamienica, ul. 1 Maja 4, z XVIII w.-XIX w.
- Pałac Albertich, ul. 1 Maja 9, wybudowany został w latach 1800–1803, obecnie budynek Muzeum Porcelany w Wałbrzychu
- gmach Urzędu Miasta, ul. Matejki 1, 1876-77, ratusz wałbrzyski – stary ratusz na rynku nie spełniał już wymogów więc miasto w 1854 roku zakupiło za kwotę 8000 talarów 4 morgi ziemi na wybudowanie placu rynkowego, oraz nowego ratusza. Budynek ratusza zaprojektował i wykonał królewski budowniczy Waesemann, w stylu neogotyckim
- willa, ul. Matejki 5, z k. XIX w.
- dom, ul. Mickiewicza 14, z 1897 r.
- dwa domy, w zespole dworskim Czettritzów, ul. Młynarska 18 b, c, szachulcowy, z lat 1900, 1923,
- kamienica, ul. Moniuszki 4, z XIX w., k. XIX w.
- dom, ul. Moniuszki 11, z XV w., XIX w.
- kamienica, ul. Moniuszki 13/15, z XVIII w., XIX w./XX w.
- dom „Florianka”, ul. Moniuszki (dec. Garbarska) 23, z XVII/XVIII w.,
- willa, ul. Moniuszki 43, z 1922 r.
- szkoła, ul. Paderewskiego 17, z lat 1926–1928
- dom, ul. Parkowa 8, z pocz. XX w.
- dom, ul. Pługa 1, z 1905 r.
- karczma z browarem, ob. dom mieszkalny, ul. Pocztowa 1, z k. XVIII w.,
- dom „Pod Lwami”, ul. Pocztowa 9, XVIII w., dawny dom zdrojowy „Lwi Gród” nazywany był w innych okresach także „Domem Lwów” lub „Kamienicą pod Lwami” z niemieckiego „Löwenhaus” jest jednym z nielicznych już świadectw historii Starego Zdroju, dawnego kurortu, który największą swoją świetnością cieszył się w drugiej połowie XVIII i pierwszej połowie XIX wieku. „Lwi Gród” powstał około roku 1800 (najprawdopodobniejszą datą budowy jest jednak rok 1791) na zlecenie dawnego właściciela Starego Zdroju Josepha Franza Bernarda von Mutius wraz z innymi budynkami gościnnymi,
- domy w Rynku, centralnym placu miasta na którym w 1731 roku stał barokowy ratusz. W 1996 roku rynek przeszedł gruntowną modernizację, ograniczono na nim ruch samochodowy, wybudowano fontannę oraz elementy małej architektury (dotychczas mieścił się tam parking wybudowany w 1928 r.):
  - domy, Rynek 1, 2, 3, kamienica nr 5, z XVII w., XVIII w., XIX w./XX w.
  - d. hotel „Pod Złotym Lwem”, Rynek 6, z ok. 1900 r.
  - kamienica „Pod Złotym Lwem”, Rynek 7, z XIX w.
  - dom, Rynek 9, z 1793 r.
  - kamienica, Rynek 10, 11, 12, 13, 14, 15, 17, 18, 19, 21, z XIX w./XX w.
  - dom „Pod Trzema Różami”, Rynek 22, z 1777 r.
  - dom „Pod Kotwicą”, Rynek 23, z 1799 r.
- budynek NOT, ul. Schmidta 4 a, z początku XX w.
- trzy domy, ul. Sienkiewicza 1, 1 a, 7, z XIX w., XIX w./XX w.
- d. hotel „Plessischer Hof”, ul. Sienkiewicza 2, z lat 1906–1910
- dom, ul. Sienkiewicza 4, 8, 9, z XIX w./XX w.
- domy, ul. Słowackiego 1, 2, 3, 4, 4 a, 6, 8, 10, 11, 12, 15, 15 a, 18, 20 b, 23 a, 24, 25, 26, z XIX w., XX w.
- d. młyn wodny, ob. dom mieszkalny, ul. Słowackiego 14, z lat 1700, 1816
- dom Syndykatu Górniczego, ul. Słowackiego 20a, z lat 1897–1898
- pałacyk, obecnie dom dziecka, ul. Wrocławska 115, z 1908 r.
- cztery domy, ul. Wysockiego 2, 4, 6, 8, z 1880 r., 1911–1914 r.
- kamienica, al. Wyzwolenia 1, 3,1915 r.
- szkoła, ul. Wyzwolenia 34, z lat 1905–1907
- willa, ul. Zamkowa 3, z 1907 r.
- zespół zamkowy Czettritzów, ul. Zamkowa, późnorenesansowy, rozbudowany 1857 na siedzibę administracji książąt pszczyńskich: zamek, ul. Zamkowa 4, z XVII-XIX w., pocz. XX w.; park; folwark, ul. Zamkowa 3 i 3a, k. XVIII w., XIX w.: budynek oficjalistów, oficyna gospodarcza (stajnia i wozownia), dwa domy → ul. Młynarska 18 b, c
- d. fabryka Wunderlicha, ul. Armii Krajowej 21 (22), 1896
- budynek przemysłowy w fabryce porcelany „Wałbrzych”, ul. Starachowicka, z XIX w.,
- Lisia Sztolnia, ul. Reja 1, z XVIII w./XIX w.
- zespół kopalni „Julia”, ul. Wysockiego, z lat 1865–1867- XX w.: łaźnia i lampiarnia, siłownia II, warsztat mechaniczny, kotłownia elektrowni zakładowej IV, kotłownia III, V, maszynownia – szybu „Sobótka”, siłownia i elektrownia, dawne nadszybie szybu „Dampf”, kotłownia I i budynki maszyn wyciągowych, maszynownia szybu „Julia”, sortownia, waga kolejowa, budynek płuczki i flotacji, szyb „Julia” – budynek szybowy z wieżą, 1867, szyb „Sobótka” – budynek szybowy z wieżą, 1874,
- budynek stolarni w kopalni „Victoria”, ul. Kosteckiego, z 1904 r.; obecnie Muzeum Przemysłu i Techniki w Wałbrzychu
- szyb „Chwalibóg I”: wieża nadszybowa, z 1888 r.
- szyb „Gabriel”: budynek maszyny wyciągowej, ul. E. Plater, z 1902 r.
- zespół szybu „Irena”, ul. św. Józefa, z lat 1890–1914: nadszybie, wieża nadszybowa, hala wentylatora, łaźnia górnicza, wieża ciśnień, hala maszynowni, budynek administracyjny kopalni
- szyb „Matylda” – dwa budynki wentylatorni (nr 1 i nr 2), ul. Beethovena, 1905,
- zespół szybu „Powietrznego”, ul. Świdnicka, z lat 1891–1901: nadszybie, hala wentylatorów, maszynownia szybu, wieża nadszybia, zespół szybu „Siostrzane”, ul. 1 Maja, z XIX w./XX w., budynek wieży nadszybowej, budynek maszynowni, łaźnia górnicza, inne obiekty (magazyny)
- zespół szybu „Teresa”, ul. Noworudzka 4, z 1864 r.: budynek nadszybia, budynek maszyny wyciągowej
- zespół szybu „Tytus”, ul. Kopalniana 2, z pocz. XX w.: wieża nadszybowa, łaźnia, lampiarnia, markownia
- zespół szybu „Wojciech”, ul. Kosteckiego, z 1860 r., 1902 r.: wieża nadszybowa, maszynownia
- szyb „Zbigniew” – budynek maszyny wyciągowej, ul. Kosteckiego, z XIX w.

inne obiekty:
- mauzoleum, powstałe w latach 1936–1938 według projektu Roberta Tischlera z inicjatywy Ludowego Związku Opieki nad Niemieckimi Grobami Wojennymi. Wykonane zostało przez wałbrzyskie firmy i kamieniarzy, którzy pracowali także przy wznoszeniu mauzoleum na Górze świętej Anny.
- najdłuższy tunel kolejowy w Polsce z 1876 roku, o długości 1560 m, łączy trasę kolejową Wałbrzych-Kłodzko.
- Muzeum Groß-Rosen (Gross-Rosen) z Pracownią Naukowo-Badawczą przy ul Szarych Szeregów 9.
- najwyższą budowlą w mieście jest komin Przedsiębiorstwa Energetyki Cieplnej o wysokości 138 m[38].

### Dzielnice i osiedla mieszkalne
Większość dzielnic mieszkalnych to byłe wsie lub miasteczka, które zostały wchłonięte przez rozwijające się miasto. Obecnie w mieście są następujące dzielnice i osiedla mieszkalne:

- Biały Kamień,
- Gaj,
- Glinik Nowy,
- Glinik Stary
- Konradów,
- Kozice,
- Książ,
- Lubiechów,
- Nowe Miasto,
- Nowy Poniatów,
- Osiedle Wanda,
- Piaskowa Góra,
- Podgórze,
- Podzamcze,
- Poniatów,
- Rusinowa,
- Sobięcin,
- Stary Zdrój,
- Szczawienko,
- Śródmieście (Wałbrzych).

Miasto ma bardzo dużą liczbę osiedli w różnych dzielnicach. Niektóre osiedla były wzorowane na angielskich osiedlach np. w dzielnicy Sobięcin wzorowano się na londyńskim West End i East End. Były to projekty niemieckie.
Oprócz nich można wyróżnić różnego rodzaju nazwy historyczne lub zwyczajowe odnoszące się do różnych części miasta:
- Osiedle Trzech Róż (między ulicą Radomską a Różaną),
- Osiedle Słoneczne (okolice skrzyżowania ulic Świdnickiej i 11 Listopada) zwane też Osiedlem Parkowym,
- Podzamcze (Ogorzelec) (okolice kolonii Nowy Dom, pod ruinami zamku Nowy Dwór),
- Opoka (niem. Hartau) – obszar ulic: Przyj.Żołnierza, Wańkowicza, Miczurina, Bema, Dubois
- Osiedle Matylda – Położone na wzgórzu Matyldy, rejon ulicy Beethovena
- Osiedle Szczęść Boże[41] obszar ulic: Weteranów, Fałata, Siemiradzkiego, Niegolewskiego i Kochanowskiego.
- Kamionek,
- Górny Sobięcin
- Rozłoga
- Osiedle Patronackie[42].
- Osiedle Tęczowe[43].
- Osiedle Policjant[44].
- Osiedla Książańskiego III[45].
- Dolina Szwajcarska[46].

## Administracja

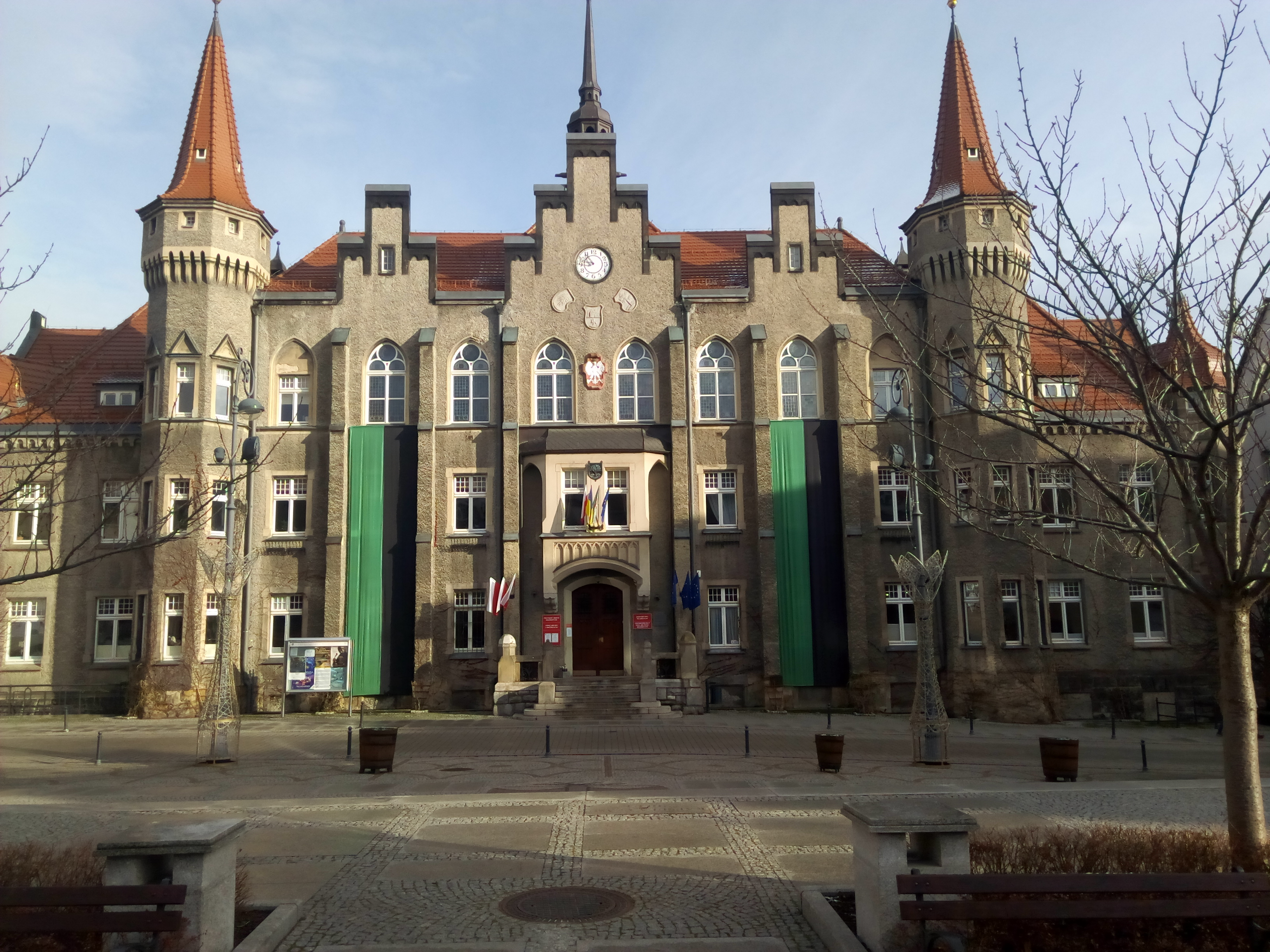
Ratusz w Wałbrzychu przyozdobiony we flagi górnicze z okazji Barbórki w 2022 roku.

Wałbrzych ma status miasta na prawach powiatu. Mieszkańcy wybierają do rady miejskiej 23 radnych. Organem wykonawczym samorządu jest prezydent miasta. Pierwszym prezydentem polskiego Wałbrzycha został 1945 Eugeniusz Szewczyk.

### Prezydenci Wałbrzycha
- Eugeniusz Szewczyk (1945–1946)
- Stanisław Bukowski (1946–1948)
- Marian Wajda (1948–1950)
- Tomasz Piętka (1950–1954)
- Stanisław Jeżyk (1954–1963)
- Józef Florczak (1963–1972)
- Władysław Pruchnicki (1972–1979)
- Zbigniew Fedorowicz (1979–1981)
- Jerzy Listwan (1981–1984)
- Henryk Gołębiewski (1985–1990)
- Zdzisław Grzymajło (1990–1994)
- Jerzy Sędziak (1994–1998)[48]
- Lech Bukowiec (1998–2001)[49]
- Stanisław Kuźniar (2001–2002)
- Piotr Kruczkowski (2002–2011)
- Roman Szełemej (od 2011)

### Rada miejska
| Ugrupowanie                           | Kadencja 2002–2006 | Kadencja 2006−2010 | Kadencja 2010–2014 | Kadencja 2014–2018 | Kadencja 2018-2024 | Kadencja 2024-2029 |
| ------------------------------------- | ------------------ | ------------------ | ------------------ | ------------------ | ------------------ | ------------------ |
| Sojusz Lewicy Demokratycznej          | 12 (SLD-UP)        | 7 (LiD)            | 5                  | –                  |                    | -                  |
| Obywatelskie Porozumienie Samorządowe | 5                  | –                  | –                  | –                  |                    | -                  |
| Nasz Wałbrzych 2002                   | 8                  | –                  | –                  | –                  |                    | -                  |
| Prawo i Sprawiedliwość                | –                  | 5                  | 4                  | 4                  | 4                  | 6                  |
| Platforma Obywatelska                 | –                  | 8                  | 9                  | 15                 | 21                 | 17                 |
| Dobry Plan dla Wałbrzycha             | –                  | 2                  | –                  | –                  |                    | -                  |
| KWW Alicji Rosiak                     | –                  | 3                  | –                  | –                  |                    | -                  |
| Wałbrzyska Wspólnota Samorządowa      | –                  | –                  | 7                  | 4                  |                    | -                  |
| Lepszy Wałbrzych                      | –                  | –                  | –                  | 2                  |                    | -                  |

### Jednostki pomocnicze
Wałbrzych jest podzielony na 11 jednostek pomocniczych miasta, które określa się jako wspólnoty samorządowe:
- Biały Kamień, Konradów[57]
- Lubiechów[58]
- Nowe Miasto[59]
- Piaskowa Góra[60]
- Podgórze, Nowy i Stary Glinik[61]
- Podzamcze[62]
- Rusinowa, Kozice[63]
- Sobięcin, Gaj[64]
- Stary Zdrój[65]
- Szczawienko, Książ[66]
- Śródmieście[67].

### Samorząd powiatowy
Miasto jest też siedzibą samorządu powiatu wałbrzyskiego.
Po reformie administracyjnej od 1 stycznia 1999 Wałbrzych był miastem na prawach powiatu. 1 stycznia 2003 został włączony do powiatu wałbrzyskiego. 1 stycznia 2013 przywrócono stan prawny sprzed 2003.

### Urzędy i instytucje

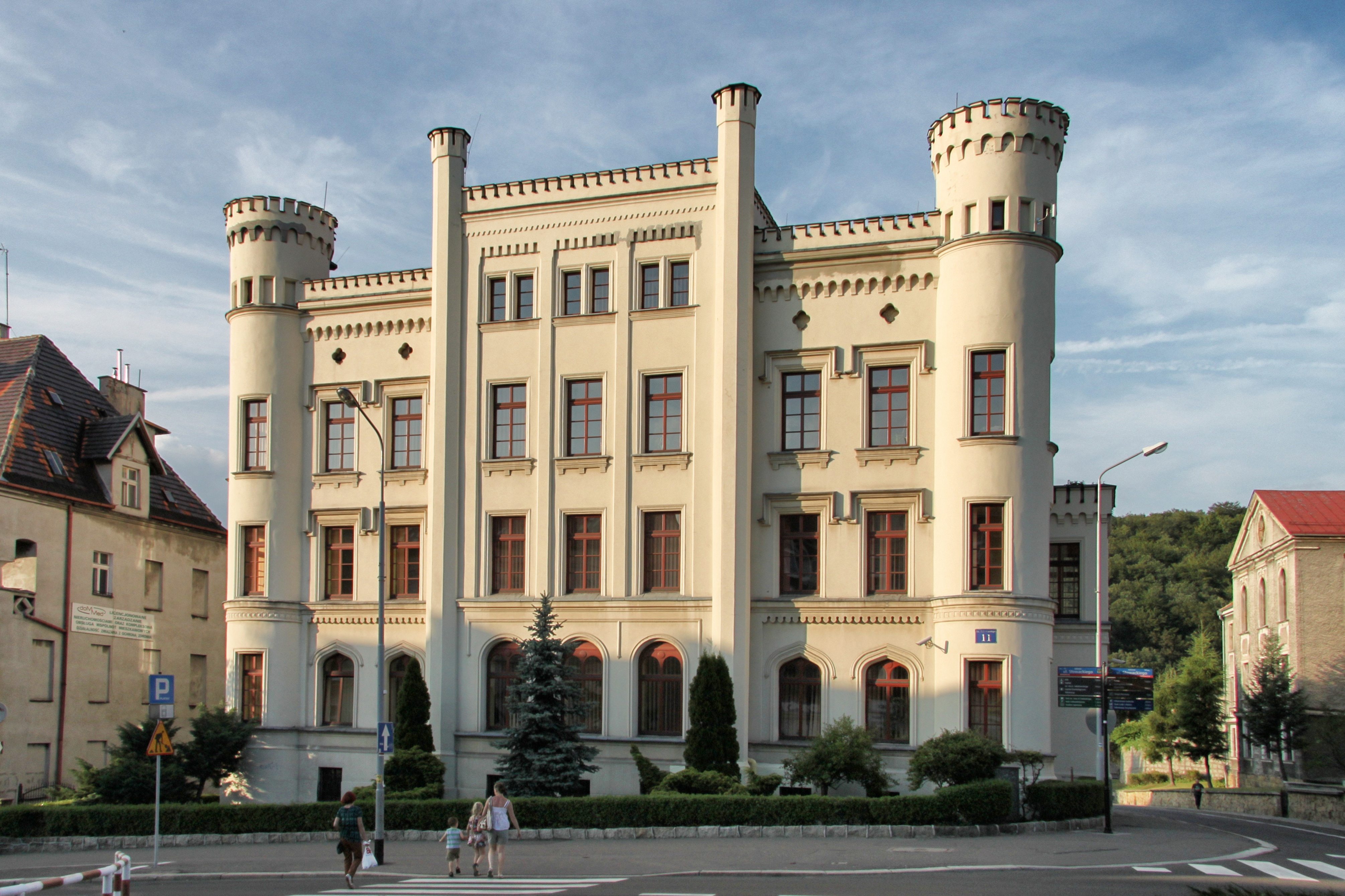
Sąd Rejonowy w Wałbrzychu

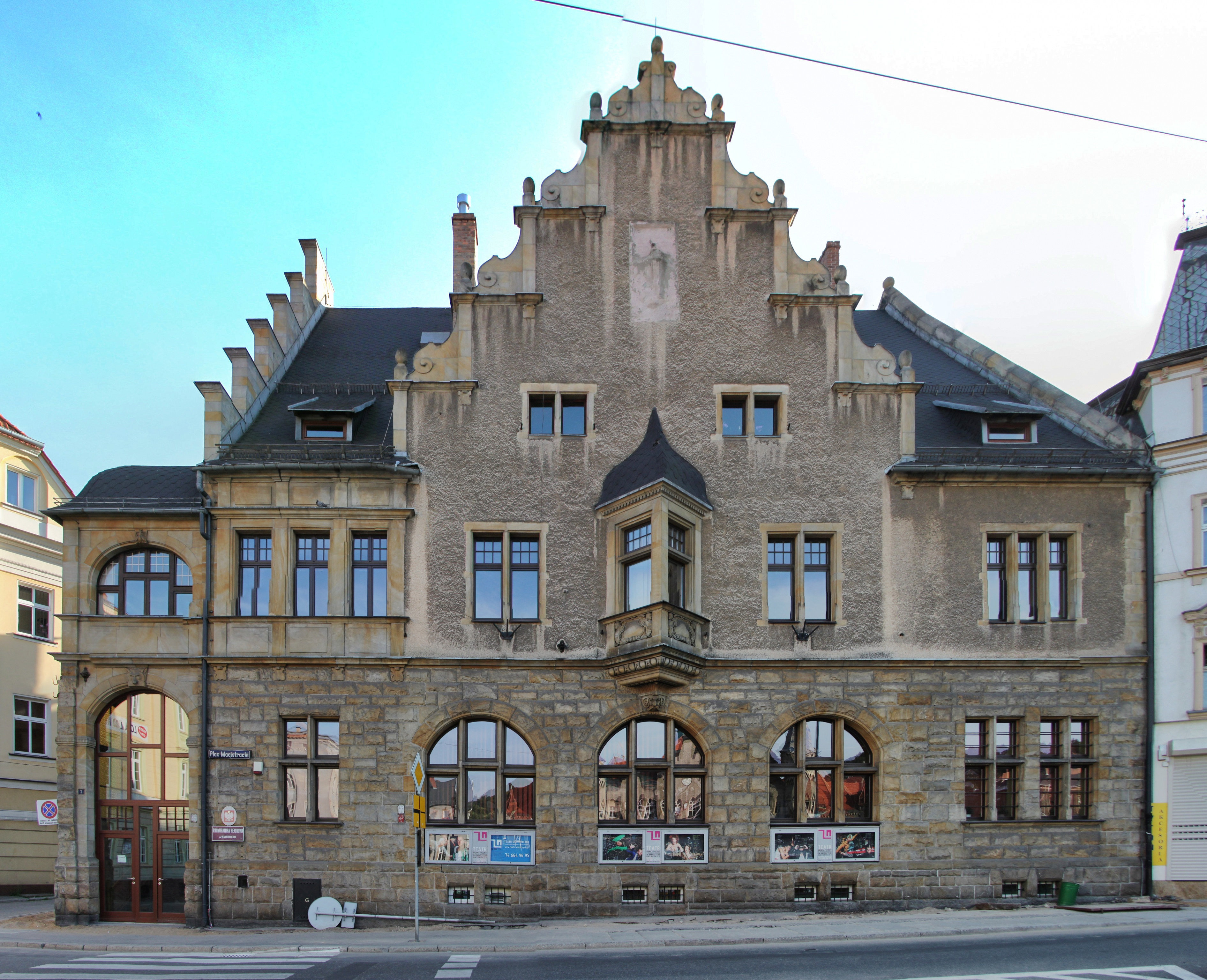
Wałbrzych – zabytkowy budynek Prokuratury Rejonowej przy pl. Magistrackim.

W Wałbrzychu siedzibę mają delegatury Urzędu Marszałkowskiego i Urzędu Wojewódzkiego oraz wiele urzędów i instytucji obejmujących powiaty wałbrzyski, świdnicki, kłodzki, dzierżoniowski, ząbkowicki oraz województwo dolnośląskie. Od dnia 15 marca 1991 r. w Wałbrzychu funkcjonuje, powołana przez radę gminy, Straż Miejska. To jedna z pierwszych tego typu formacji umundurowanych powstała w Polsce.

## Gospodarka
Wałbrzych jest ośrodkiem przemysłowym o rozwiniętym przemyśle budowlanym, motoryzacyjnym, szklarskim, chemicznym, włókienniczym, odzieżowym, spożywczym. Szczególnie rozwinięty jest przemysł ceramiczny, oraz przemysł motoryzacyjny.

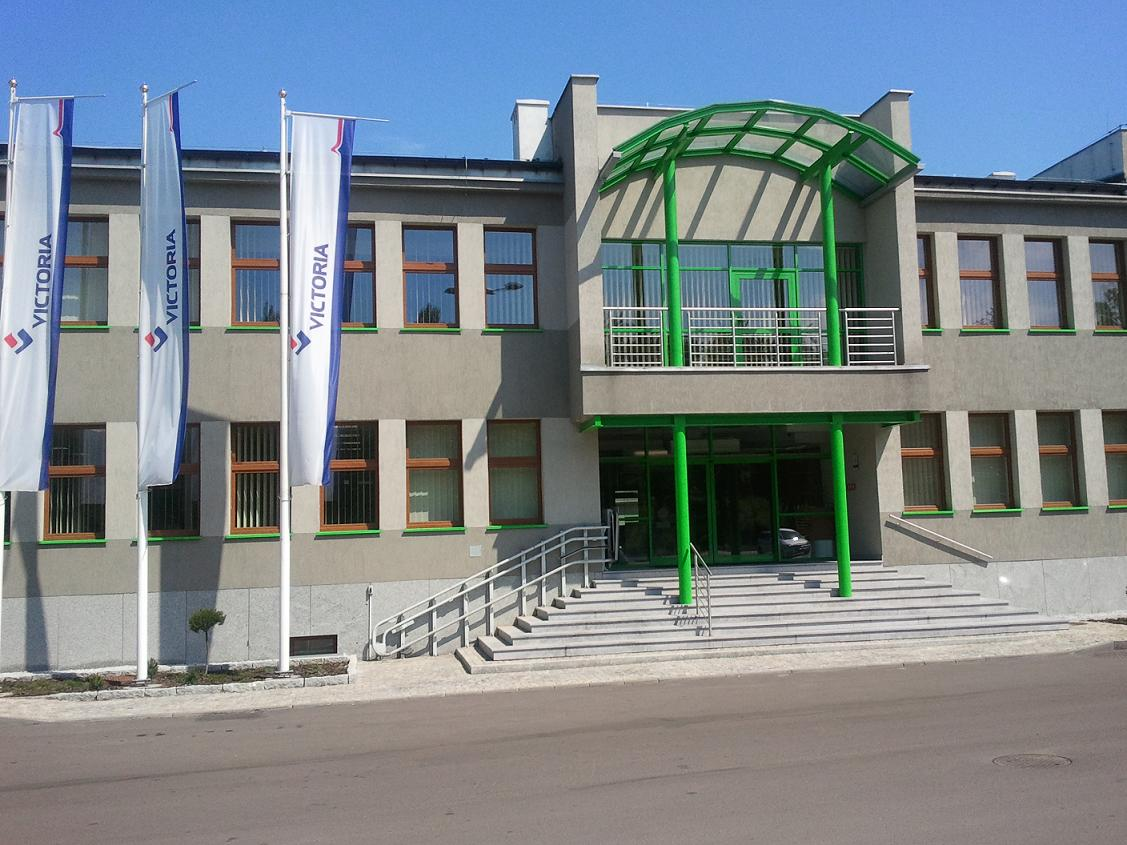
Biurowiec Koksowni „Victoria” w Wałbrzyskiej dzielnicy Sobięcin

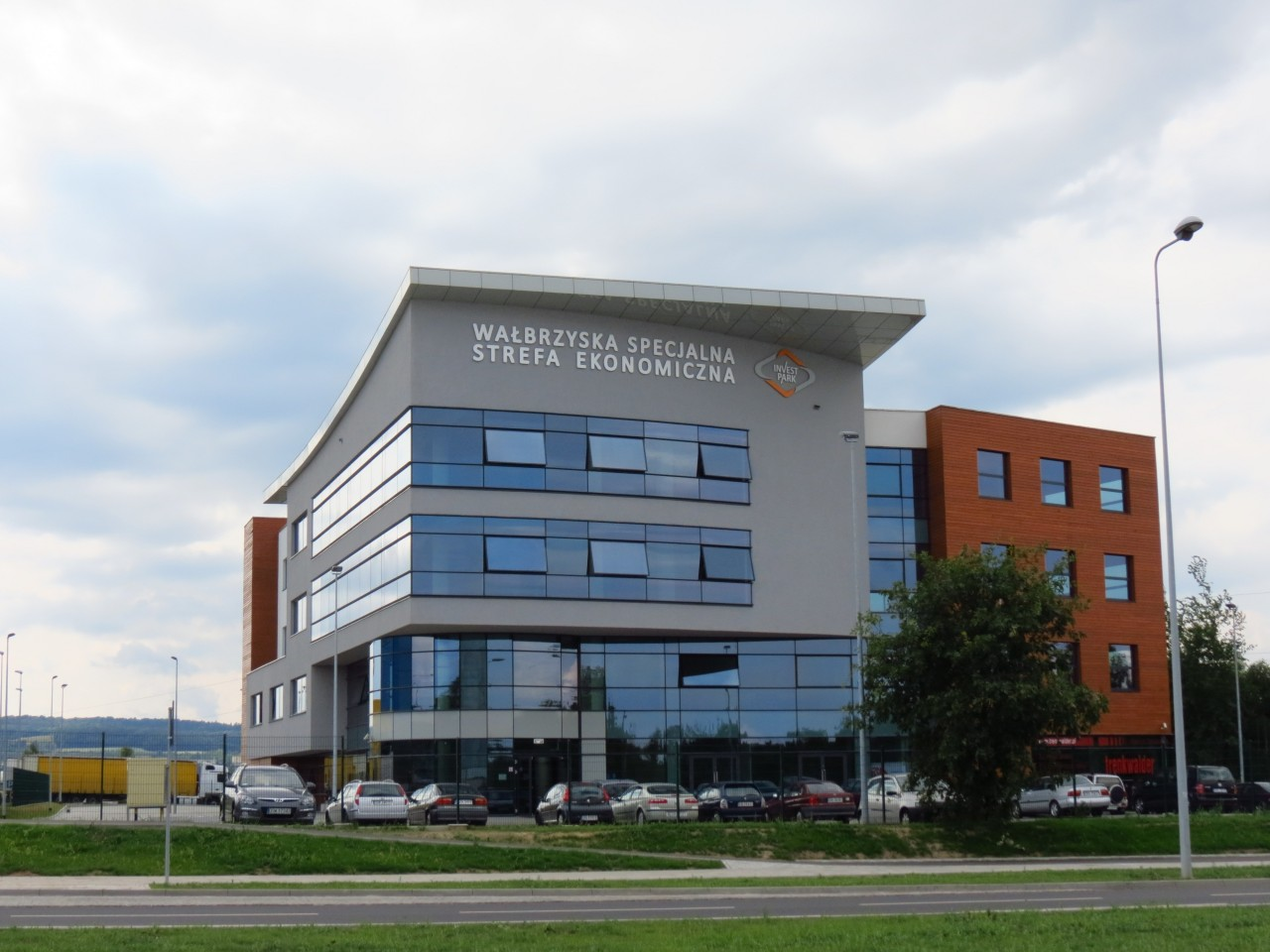
Biurowiec WSSE w Wałbrzychu

Był on dawniej dużym ośrodkiem wydobycia i przetwórstwa węgla kamiennego. W Wałbrzychu działały trzy duże kopalnie węgla kamiennego (Wałbrzych, Victoria, Julia). Ostatnią kopalnię zamknięto w połowie lat 90. Obecnie działa jedna koksownia (Victoria).
W północnej części Wałbrzycha zlokalizowana jest podstrefa Wałbrzyskiej Specjalnej Strefy Ekonomicznej obejmująca tereny o łącznej powierzchni 194,27 ha.
Ogółem na koniec 2002 roku było 14 195 podmiotów gospodarczych zarejestrowanych w systemie REGON. W skład tej liczby wchodziło 9468 zakładów osób fizycznych, 771 różnego rodzaju spółek, 51 spółdzielni oraz 4 przedsiębiorstwa państwowe. Na koniec 2004 roku liczba podmiotów w systemie REGON wynosiła już 14 688, w tym 778 spółek, 50 spółdzielni i tylko 1 przedsiębiorstwo państwowe.
W lipcu 2011 r. w Wałbrzychu było 6938 zarejestrowanych bezrobotnych.

### Historia przemysłu

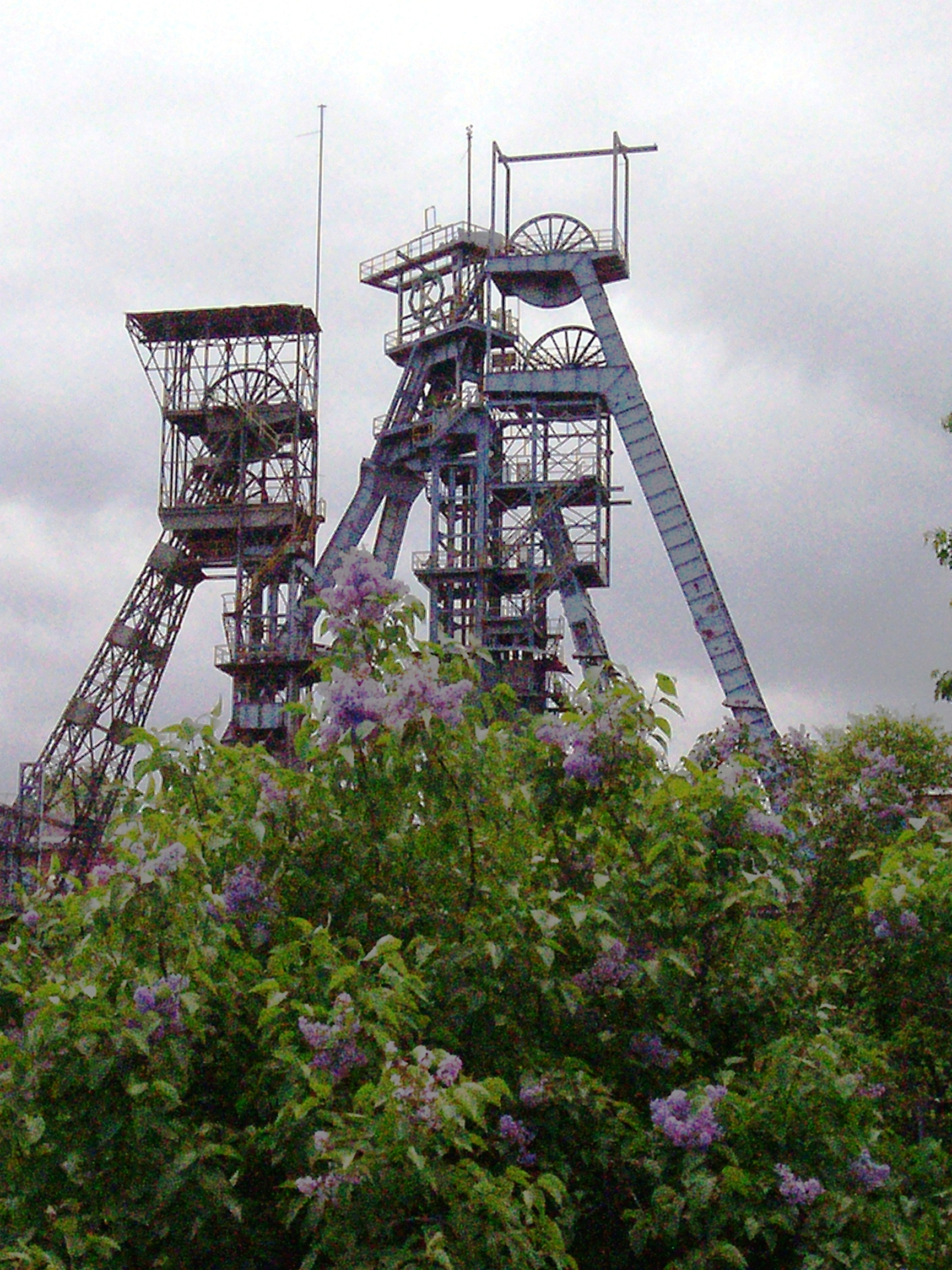
Nieczynna kopalnia „Bolesław Chrobry” w Wałbrzychu

Początkowo mieszkańcy pierwszego grodu wałbrzyskiego trudnili się bartnictwem i myślistwem. W późniejszym okresie do branż tych doszły rolnictwo oraz hodowla bydła. W XIV wieku w Wałbrzychu wydobywano srebro i rudy ołowiu.
- Górnictwo –Według lokalnej legendy[73] złoża węgla kamiennego w rejonie wałbrzyskim, odkryto na zboczu Lisiego wzgórza, zaś pierwszy pisany i zachowany dokument o powstaniu pierwszej wałbrzyskiej kopalni węgla kamiennego pochodzi z 1366 roku. Dokument ten podaje iż Książę świdnicko-jaworski Bolko II za zasługi dworzan wykonywane dla księcia, mogą „po wsze czasy” posiąść prawo do sztolni dziedzicznej (sztolni odwadniającej) w Starym Zdroju. W 1805 były już 54 kopalnie. Tak szybki rozwój górnictwa wymagał powstania urzędów, które kontrolowałyby działania tej branży. I tak się stało. W 1778 roku powstał w Wałbrzychu inspektorat górniczy, a prawie sto lat później w 1861 roku – urząd górniczy. XX wiek to okres intensywnej eksploatacji złóż węgla. Rok 1990 to okres początku końca zagłębia wałbrzyskiego.
- Produkcja porcelany w Wałbrzychu- na terenie miasta po wojnie, działały prężnie trzy fabryki:

1. Fabryka Porcelany „Książ” Sp. z o.o.
2. Fabryka Porcelany „Wałbrzych” S.A.
3. Fabryka Porcelany „Krzysztof”

- Sukiennictwo- W XVII i XVIII wieku wyroby dolnośląskich tkaczy, trafiały na rynki zbytu w Europie, Ameryce Południowej i Afryce. Eksport wyraźnie napędzał niski koszt wyrobu sukna, a więc i niska cena, a także miękka woda oraz olbrzymia ilość drewna niezbędna do bielenia tkanin. Tkacze wałbrzyscy należeli do cechów w Świdnicy, a od 1602 roku założyli oni własny cech – wałbrzyski, potwierdzony przez ówczesnego właściciela Wałbrzycha – Dipranda Czettritza. Połowa XVIII wieku to okres uprzemysłowienia wałbrzyskiego tkactwa.
- Koksownictwo – Pierwsze próby koksowania wałbrzyskiego węgla podjęto w 1776 roku. Niespełna osiem lat później koksownie były już wybudowane na Sobięcinie, oraz niedaleko szybu Witold.

Przed II wojną światową do 1998 roku, Wałbrzych był ważnym miastem o charakterze przemysłowym na Dolnym Śląsku istniało tutaj wiele kopalni, hut, koksowni oraz elektrowni okręgowych i małych przedsiębiorstw oraz różnych dobrze rozwiniętych gałęzi przemysłowych m.in. budowlany, szklarski, chemiczny, włókienniczy, odzieżowy, spożywczy i ceramiczny. Oprócz kopalni oraz hut i koksowni, ważnym elementem przemysłu w mieście był zakład gazowniczy. Od 1911 roku wałbrzyski gaz z koksowni docierał do Jeleniej Góry oraz Świdnicy. W 1935 roku utworzono z dwóch spółek gazowych jeden zakład gazowniczy Schlesien Fern Gas AG. Gaz z Wałbrzycha docierał w promieniu 70 km od Wałbrzycha m.in. do Wrocławia i Jeleniej Góry oraz okolicznych miejscowości. W 1940 roku gaz z Wałbrzycha docierał do znacznie większej odległości aż do Brzegu nad Odrą i Zgorzelca oraz w okolice Drezna, powodem tego było wybudowanie nowoczesnej tłoczni gazu wraz z całą infrastrukturą potrzebną do jego oczyszczania, która mieściła się w dzielnicy Sobięcin. W około 1975 roku Zakład Gazowniczy Wałbrzych stał się dystrybutorem gazu ziemnego zaazotowanego ze złóż z terenów Wielkopolski. Zakład działa do dzisiejszego dnia pod nazwą Państwowe Przedsiębiorstwo Użyteczności Publicznej Polskie Górnictwo Naftowe i Gazownictwo (PGNiG S.A.. Zakład Gazowniczy Wałbrzych). Oprócz gazownictwa wyróżnić można Zakład Energetyczny Wałbrzych, który swoim zasięgiem obejmował i obejmuje okoliczne powiaty i gminy m.in. Dzierżoniów, Świdnica, Kłodzko. Podczas końcówki II wojny światowej zniszczeniu uległo kilka zakładów chemicznych i fabryk na terenie Kopalni Bolesław Chrobry przy ulicy Ludwika Beethovena, zakłady zostały wywiezione przez Rosjan na tereny ZSRR.
W wyniku zamknięcia wałbrzyskich kopalń z powodu nieopłacalności wydobycia surowca w 1998 roku, miasto które napędzało gospodarkę na terenie województwa wałbrzyskiego i regionem Dolnego Śląska zatrudniając tysiące ludzi w Wałbrzychu oraz w okolicznych gminach tj.: Świdnica, Świebodzice, znacząco podupadło ekonomicznie. W wyniku tego pozamykano inne zakłady które produkowały części mechaniczne dla potrzeb kopalni, przyczyniło się to do dużego bezrobocia w samym Wałbrzychu oraz w okolicznych gminach powiatu wałbrzyskiego i okolicznych powiatów. Bezrobotna rzesza ludzi z Wałbrzycha oraz okolicznych miast m.in. Świebodzic czy Świdnicy, przyczyniła się do spadku popytu na towary i usługi, w wyniku tego wiele przedsiębiorstw zostało zamkniętych.
W późnych latach 90. XX wieku w Wałbrzychu utworzono Wałbrzyska Specjalna Strefa Ekonomiczna (WSSE), która powoli zaczęła napędzać ponownie region, dając zatrudnienie w powstałych fabrykach tj. Toyoty, Cersanitu, Metzelera, Faurecia, Ronal, Mando i wiele innych dużych fabryk. Od 2012 roku w Wałbrzychu przybyło kilka dużych przedsiębiorstw miejskich oraz prywatnych zakładów, m.in. zakłady przeróbki odpadów pokopalnianych „Eco Carbo Julia” która przerabia odpady pokopalniane w ekologiczne paliwo stałe i budulec ceramiki budowlanej. Znacznie rozbudowano zakłady opieki zdrowotnej zatrudniające w branży medycznej. Wałbrzych również od roku 2013 przekształca się w region turystyczny, powodując powstawanie obiektów hotelowych i przekształcanie opuszczonych obiektów przemysłowych w instytucje kultury i rozrywki. Przykładem jest tutaj Stara Kopalnia – Centrum Nauki i Sztuki. Miasto stanowi również centrum handlowe, zlokalizowanych jest tutaj wiele centrów handlowych i usługowych.

### Przedsiębiorstwa komunalne
Miasto Wałbrzych posiada większość udziałów w następujących spółkach miejskich:
- Zarząd Dróg, Komunikacji i Utrzymania Miasta w Wałbrzychu,
- Wałbrzyski Ośrodek Sportu i Rekreacji,
- Schronisko dla zwierząt,
- Przedsiębiorstwo „Zamek Książ” w Wałbrzychu Sp. z o.o.

Spółki ze znaczącym udziałem gminy:
- Miejski Zarząd Budynków Sp. z o.o. w Wałbrzychu,
- Miejski Zakład Usług Komunalnych Sp. z o.o. w Wałbrzychu,
- Wałbrzyskie Przedsiębiorstwo Oczyszczania Sp. z o.o.,
- Wałbrzyski Związek Wodociągów i Kanalizacji.
- „Aqua–Zdrój” Spółka z o.o.

Spółki te mają za zadanie utrzymanie czystości w mieście, zarządzanie budynkami miejskimi i ich bieżące remonty, wywóz śmieci, nieczystości i odpadów płynnych, utrzymanie zieleni w mieście oraz utrzymanie i kompleksowe zarządzanie komunikacją miejską.

### Rynek pracy
Z racji trudnych warunków wydobywczych, niskiej opłacalności wydobywania węgla, oraz czynników takich jak niska cena węgla, dekapitalizacja budynków, urządzeń oraz maszyn kopalń postanowiono zlikwidować Dolnośląskie Zagłębie Węglowe. W latach 1990–1993 zwolniono około 20 tysięcy pracowników zatrudnionych w wałbrzyskich kopalniach, co odbiło się głębokim piętnem na mieście. Upadek kopalń spowodował także upadek wielu przedsiębiorstw i instytucji działających na rzecz górnictwa. Upadły Przedsiębiorstwa Robót Górniczych, podupadła Fabryka Maszyn Górniczych „Wamag”. Obiekty kopalń w większości zostały rozkradzione, a resztki wyburzone. Likwidacja wałbrzyskich kopalń spowodowała bezrobocie strukturalne w całym regionie, z którego dojeżdżały tysiące osób do pracy w Wałbrzychu. Bezrobocie dalece przekraczało średnią dla Polski. Dodatkowo wałbrzyskie zakłady włókiennicze zaczęły mieć poważne problemy ze zbytem produkowanych przez siebie towarów co doprowadziło do dalszych masowych zwolnień. Ta sytuacja trwała do późnych lat 90. XX wieku, czyli do powołania Wałbrzyskiej Specjalnej Strefy Ekonomicznej „Invest Park”.
Obecnie
Zaczęły się pojawiać nowe firmy, chcące ulokować swe siedziby właśnie w Wałbrzychu. Wybudowana została fabryki firm Toyota, Cersanit, Metzeler, Faurecia, Ronal i wiele innych dużych fabryk. Również na terenie miasta powstało wiele innych przedsiębiorstw i zakładów dających pracę tysiącom Wałbrzyszan. W rankingu „Financial Timesa” z roku 2010 strefa została uznana za jedną z najlepszych w Europie (3. miejsce) i na świecie (17. miejsce). Obejmuje 40 podstref położonych w czterech województwach południowo-zachodniej Polski. Zajmują one łącznie powierzchnię 1685,1 ha. W Wałbrzychu działają również inne duże zakłady i przedsiębiorstwa. W mieście powstają nowe zakłady oraz są realizowane mniejsze i większe inwestycje zatrudniające sporą część osób bezrobotnych z Wałbrzycha i regionu.

### Sklepy wielkopowierzchniowe

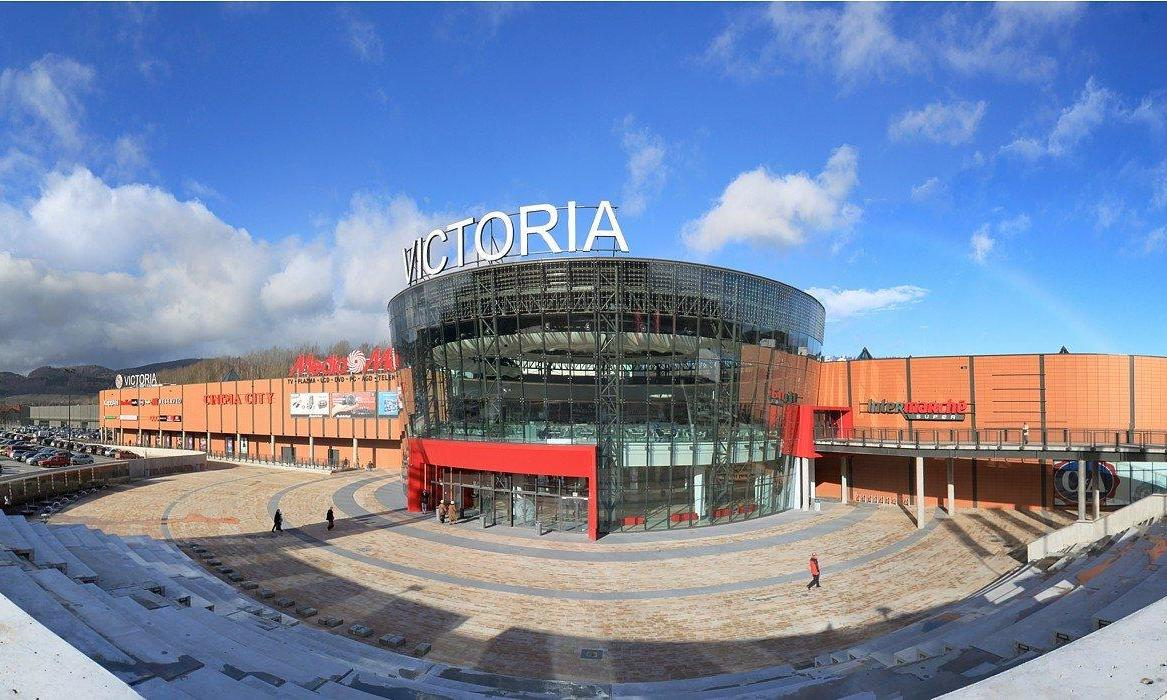
Galeria Handlowa „Victoria”

Lista sklepów wielkopowierzchniowych w Wałbrzychu:
- HalfPrice marka w Grupie CCC sklep działający w segmencie off-price na terenie Galeria Victoria, [82]
- Galeria Handlowa „Victoria” (ok.  80 tysięcy m kw. powierzchni w tym park handlowy oraz Cinema City) ul. 1 Maja 64,
- Galeria Handlowa „Auchan” (50 sklepów) ul. Wieniawskiego 19,
- Centrum Handlowe „Centrum OK” ul. Mazowiecka 3,
- Centrum Handlowe „bi1” ul. Kusocińskiego 4,
- Centrum Handlowe „Kaufland” ul. Długa 4B,
- „OBI” ul. Długa 1,
- „Castorama” ul. H.Wieniawskiego 21.

## Transport

### Transport drogowy
Przez Wałbrzych prowadzi droga i linia kolejowa do Czech. Jest on połączony koleją z trzema ośrodkami: Wrocławiem, Jelenią Górą i Kłodzkiem. Wałbrzych jest węzłem drogowym, przez jego teren biegnie kilka znaczących tras:
- 35 Droga krajowa nr 35: Bielany Wrocławskie – Wałbrzych – Golińsk – granica państwa
- 367 Droga wojewódzka nr 367: Jelenia Góra – Wałbrzych
- 375 Droga wojewódzka nr 375: Dobromierz – Wałbrzych
- 376 Droga wojewódzka nr 376: Jabłów – Szczawno-Zdrój – Wałbrzych
- 379 Droga wojewódzka nr 379: Świdnica – Wałbrzych
- 381 Droga wojewódzka nr 381: Wałbrzych – Kłodzko

### Transport miejski

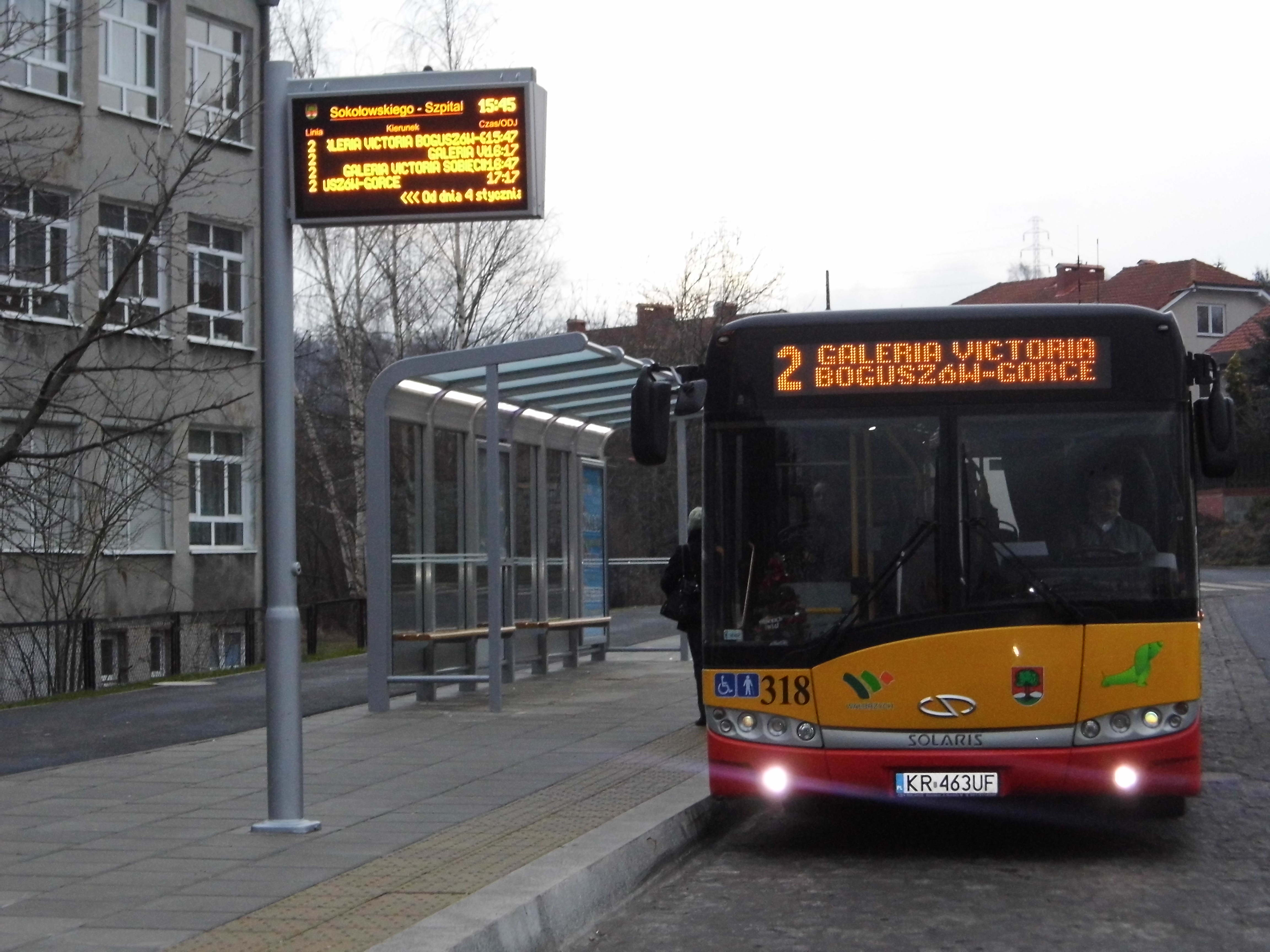
Autobus wałbrzyskiej komunikacji miejskiej

Komunikacja miejska w Wałbrzychu funkcjonuje od 1898 r. Na przestrzeni ponad 100 lat po Wałbrzychu kursowały: tramwaje elektryczne (do 1966 r.), trolejbusy, i autobusy, które od 1973 roku są jedynym środkiem transportu miejskiego. W okresie istnienia województwa wałbrzyskiego, organizacją i prowadzeniem komunikacji miejskiej w regionie zajmowało się Wojewódzkie Przedsiębiorstwo Komunikacyjne w Wałbrzychu. Podczas transformacji gospodarczej przełomu lat 80. i 90. WPK zostało przekształcone w komunalne przedsiębiorstwo komunikacji miejskiej i w latach 1991–2011 istniało pod różnymi nazwami (od 2001 r. MPK Wałbrzych).
Obecnie, transport miejski w Wałbrzychu funkcjonuje w ramach modelu, w którym organizatorem przewozu jest powołana przez Urząd Miasta wyspecjalizowana jednostka (Zarząd Dróg, Komunikacji i Utrzymania Miasta), zaś wykonawcą podmiot zewnętrzny wybierany w przetargach na dziesięcioletnią obsługę wszystkich połączeń komunikacyjnych.
Głównym podmiotem świadczącym usługi komunikacyjne, wyłonionym na 10 lat w drodze przetargu jest Śląskie Konsorcjum Autobusowe. Przedsiębiorstwo świadczy usługi przewozowe dla miasta od 29 grudnia 2012 r.
Tabor komunikacji miejskiej w Wałbrzychu należy w części do miasta, a w części jest zapewniany przez operatora świadczącego usługi przewozowe dla gminy. Według stanu na 27 marca 2013 r., wałbrzyską komunikację miejską obsługiwało 20 autobusów miejskich, użyczonych operatorowi, oraz 30 autobusów operatora.
Wszystkie autobusy miejskie w Wałbrzychu mają jednolitą malaturę w barwach miejskich oraz wizualny i głosowy system informacji pasażerskiej. W niektórych autobusach pracują konduktorzy, zatrudniani przez organizatora komunikacji.
Od września 2018 roku do Wałbrzycha dojeżdżają również autobusy miejskie MPK Świdnica.
Poza systemem zorganizowanej komunikacji miejskiej (objętej np. miejskimi biletami) po mieście i najbliższych okolicach nadal kursują mikrobusami mali, prywatni przewoźnicy. Część z nich zawiązała Stowarzyszenie Prywatnych Przewoźników Komunikacji Miejskiej „Kontra”. Według doniesień medialnych, prywatni przewoźnicy uważają rozwój zorganizowanej komunikacji miejskiej w Wałbrzychu i gminach ościennych za akt nieuczciwej konkurencji, wycelowanej przez władze miasta przeciwko nim.

### Transport kolejowy

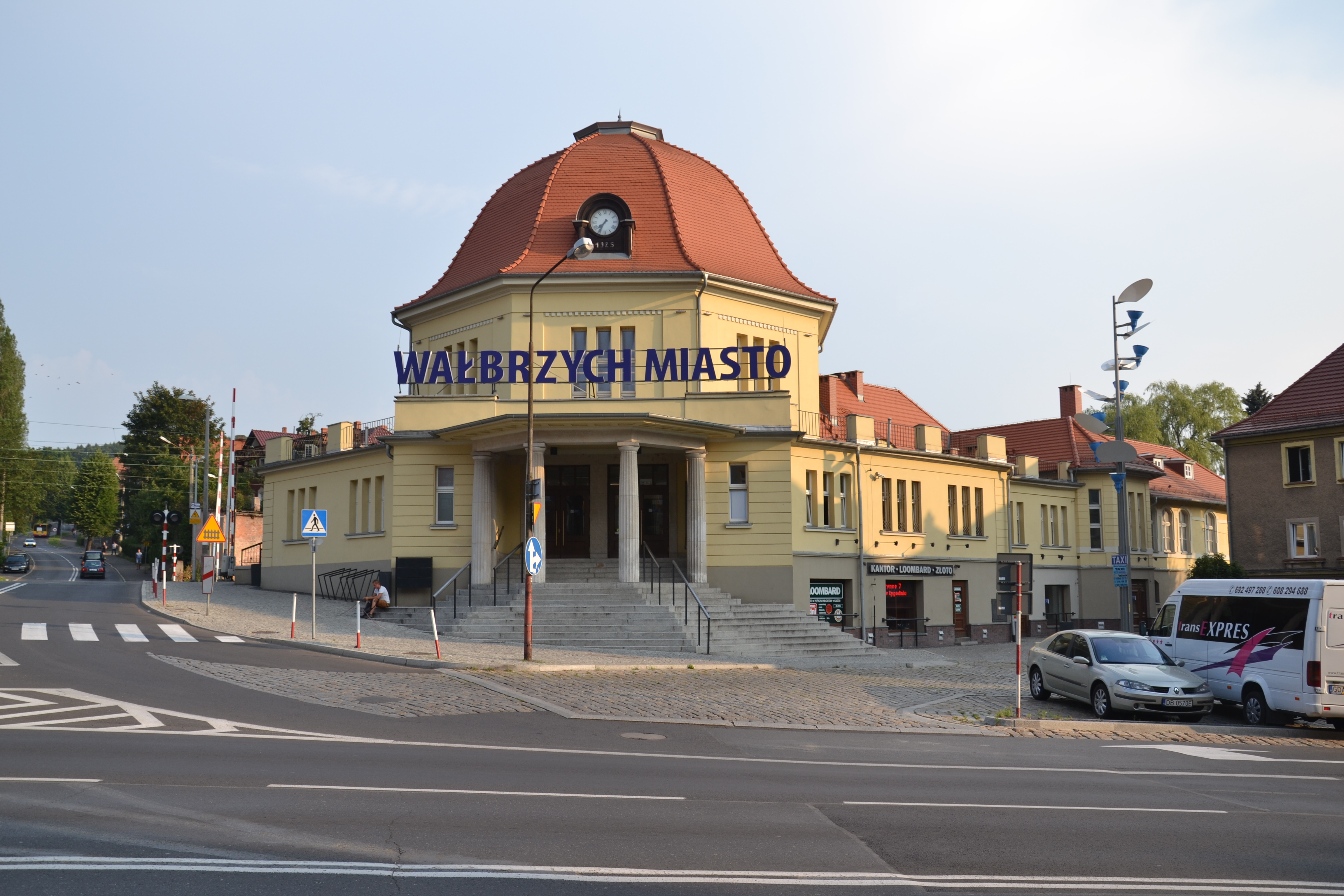
Dworzec Kolejowy Wałbrzych Miasto

Przez teren miasta przebiegają linie kolejowe o ponadregionalnym znaczeniu. Wcześniej na terenie obecnego Wałbrzycha istniało 7 stacji. Były to:
- Biały Kamień,
- Wałbrzych Główny,
- Wałbrzych Miasto,
- Wałbrzych Szczawienko,
- Wałbrzych Fabryczny,
- Wałbrzych Dolny,
- Wałbrzych Towarowy.

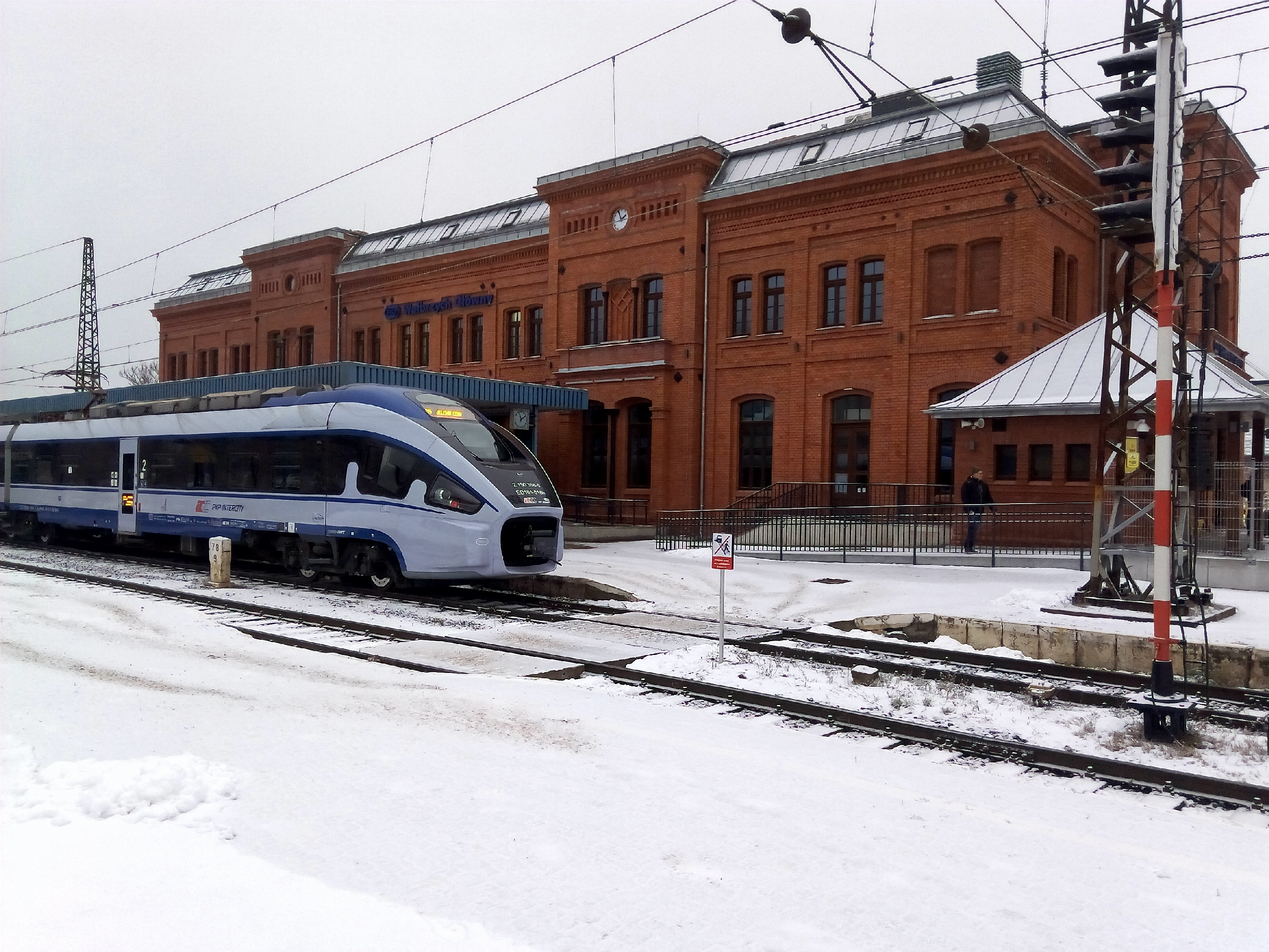
Dworzec Wałbrzych Główny po rewitalizacji

Oprócz wyżej wymienionych dworców na terenie obecnego miasta w latach 1953–1991, w bezpośrednim sąsiedztwie szybu Irena, istniał przystanek kolejowy Szybowice Wałbrzyskie.
Obecnie z 7 stacji pozostały 4, są to: Wałbrzych Główny, Wałbrzych Miasto, Wałbrzych Fabryczny oraz Wałbrzych Szczawienko. 13 grudnia 2020 otwarto nowy przystanek kolejowy Wałbrzych Centrum zlokalizowany przy ulicy Lubelskiej między stacjami Wałbrzych Miasto i Wałbrzych Fabryczny (km 71,361 – 71,717). Docelowo ma on pełnić funkcję węzła przesiadkowego. Centrum przesiadkowe będzie budowane etapami, najpierw powstaną perony, następnie wybudowany zostanie budynek dworca z galerią handlową oraz plac z peronami dla autobusów międzymiastowych i miejskich.

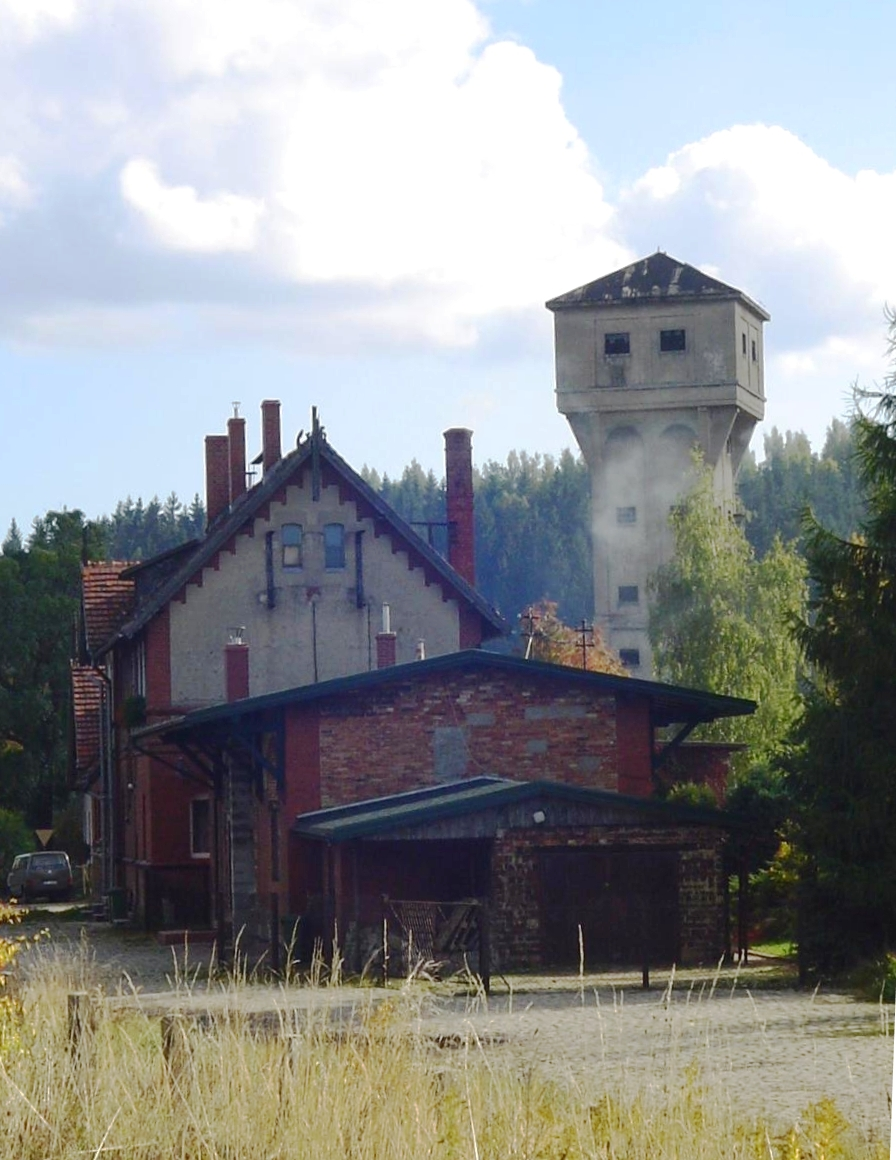
Dworzec kolejowy Biały Kamień (dawny). W tle Szyb Tytus

Główną linią kolejową przechodzącą przez Wałbrzych jest linia kolejowa nr 274 z Wrocławia (przez Kąty Wrocławskie, Imbramowice, Jaworzynę Śląską, Świebodzice) do Jeleniej Góry (przez Boguszów-Gorce, Marciszów) i dalej D29-311 do Jakuszyc oraz do Görlitz (przez Gryfów Śląski, Lubań Śląski i Zgorzelec). Jej początki sięgają marca 1853, kiedy to uruchomiono pierwszy 12,3 km 2-torowy odcinek Świebodzice-Wałbrzych Miasto.

### Transport lotniczy
W 2010 przy ul. Alfreda Sokołowskiego otworzono sanitarne lądowisko.
Około 13 km od miasta funkcjonuje lądowisko Świebodzice, na którym docelowo ma powstać lotnisko Sudeckie.

## Oświata i ośrodki naukowo-badawcze

### Oświata

II Liceum Ogólnokształcące im. Hugona Kołłątaja

Na terenie Wałbrzycha znajdują się szkoły szkoły podstawowe, ponadpodstawowe, policealne i wyższe.
- Państwowa Muzyczna Szkoła Muzyczna I oraz II st.
- Prywatne Medyczne Studium Zawodowe.

Szkoły ponadpodstawowe:
- I Liceum Ogólnokształcące (Zespół Szkół nr 1 im. Ignacego Paderewskiego) – Nowe Miasto,
- II Liceum Ogólnokształcące im. Hugona Kołłątaja (Śródmieście) – 8. najlepsza szkoła średnia w Polsce (2009)[96]
- III Liceum Ogólnokształcące im. Mikołaja Kopernika (Sobięcin),
- IV Liceum Ogólnokształcące (Zespół Szkół nr 4) – Piaskowa Góra (zostało do niego włączone po likwidacji V Liceum Ogólnokształcące z Oddziałami Integracyjnymi),
- Rzemieślnicza Zasadnicza Szkoła Zawodowa im. Stanisława Palucha ul. Osiedle Górnicze 29 (Rusinowa) (Szkoła jest pod organizacją Cechu Rzemiosł Różnych i Małej Przedsiębiorczości w Wałbrzychu pl. Magistracki 3)
- Zespół Szkół nr 5 (dawny Zespół Szkół Mechanicznych Międzyresortowych – „Mechanik”) im. Maksymiliana Tytusa Hubera – Szczawienko,
- Zespół Szkół nr 7 (Zespół Szkół Ekonomiczno-Gastronomicznych) – ul Kłodzka 29 (Rusinowa),
- Zespół Szkół Politechnicznych „Energetyk” (dawniej Zespół Szkół nr 8 „Energetyk”) – Śródmieście,
- Zespół Szkół Ponadgimnazjalnych nr 10 (była odzieżówka i budowlanka) – Stary Zdrój,
- Społeczne Liceum Ogólnokształcące – Piaskowa Góra – powołane do istnienia w 1991 roku.

Szkoły wyższe:

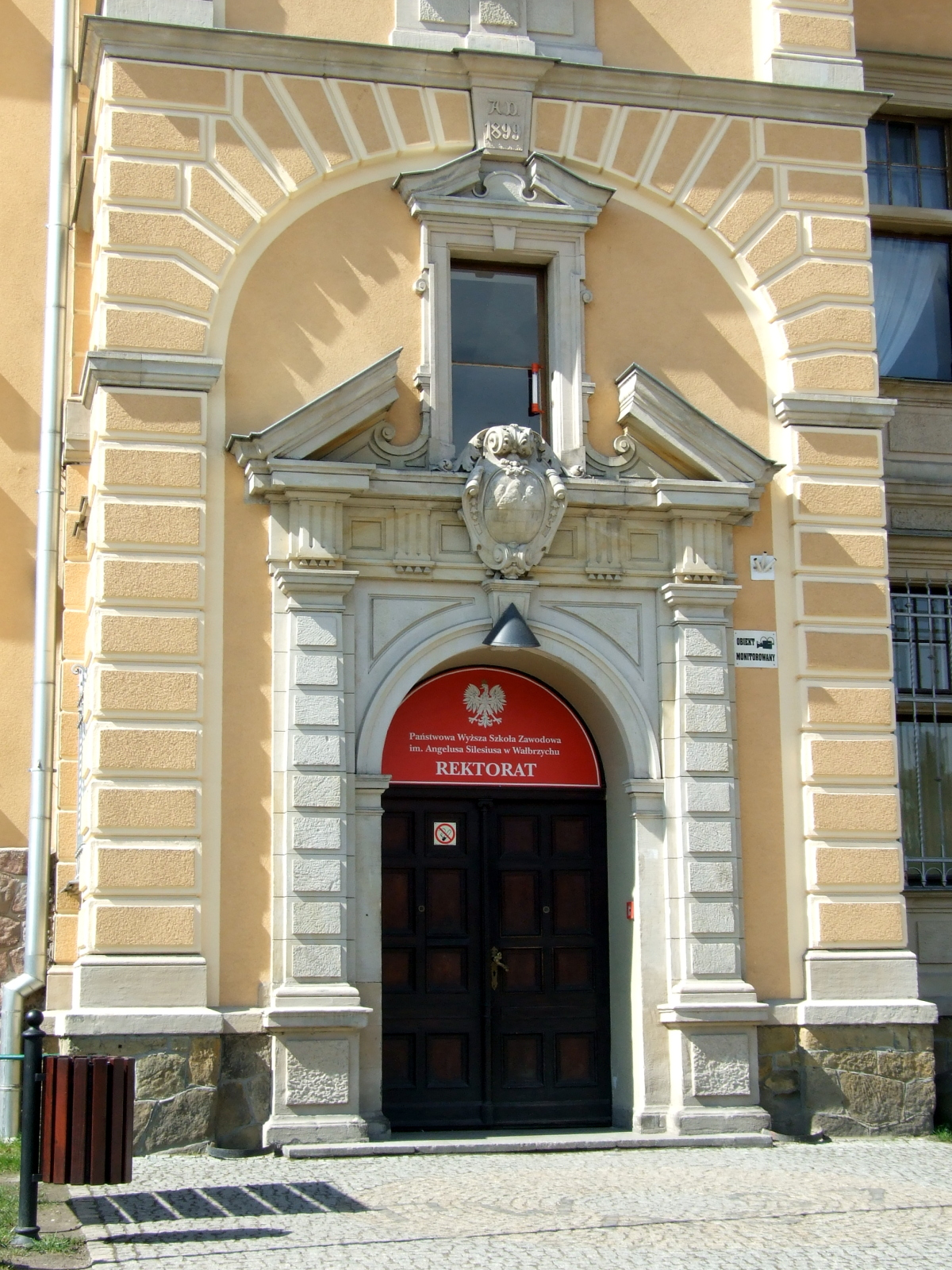
Wejście do budynku rektoratu Akademii Nauk Stosowanych Angelusa Silesiusa

- Akademia Nauk Stosowanych Angelusa Silesiusa,
- Wyższa Szkoła Zarządzania i Przedsiębiorczości z siedzibą w Wałbrzychu,
- Politechnika Wrocławska filia w Wałbrzychu,
- Uniwersytet Medyczny imienia Piastów Śląskich we Wrocławiu, filia w Wałbrzychu.

W przeszłości funkcjonowały jeszcze:
- Uniwersytet Kazimierza Wielkiego w Bydgoszczy – Zamiejscowy Ośrodek Dydaktyczny w Wałbrzychu,
- Wyższa Szkoła Pedagogiczna TWP w Warszawie, Instytut Pedagogiki w Wałbrzychu.

Na terenie Wałbrzycha działa również:
- Sudecki Uniwersytet Trzeciego Wieku
- Uniwersytet III Wieku przy Wałbrzyskiej Wyższej Szkole Zarządzania i Przedsiębiorczości, oferujące zajęcia dla ludzi starszych, bez względu na ich formalne wykształcenie.
- Uniwersytet Dziecięcy UNIKIDS
- Uniwersytet I Wieku,
- Dolnośląski Ośrodek Doskonalenia Nauczycieli we Wrocławiu Filia w Wałbrzychu.

W mieście działa również Park Nauki i Techniki „ExploraPark”, funkcjonujący na tej samej zasadzie co Centrum Nauki Kopernik w Warszawie.
- Obserwatorium astronomiczne – edukacyjne. Znajdujące się przy Prywatnym Liceum Ogólnokształcącym Sióstr Niepokalanek

### Ośrodki naukowe i badawcze
- Pracownie Naukowo-Badawcze wraz z archiwum oraz muzeum Groß-Rosen ul. Szarych Szeregów 9
- Instytutu Geofizyki Polskiej Akademii Nauk Stacja sejsmologiczna.
- Ośrodek Naukowy Badań Kosmicznych Centrum Badań Kosmicznych Polskiej Akademii Nauk

## Opieka zdrowotna
W Wałbrzychu istnieją 4 szpitale, międzynarodowe centrum diagnostyczne, kilkanaście przychodni, pogotowie ratunkowe, Powiatowa Stacja Sanitarno-Epidemiologiczna, Wojewódzka Kolumna Transportu Sanitarnego, Regionalne Centrum Krwiodawstwa i Krwiolecznictwa. Ponadto od 2016 roku na terenie wałbrzyskich szkół, funkcjonuje jedyny w Polsce „Wałbrzyski Program profilaktycznej opieki stomatologicznej”. Programem objęte są dzieci i młodzież szkolna.
Szpitale

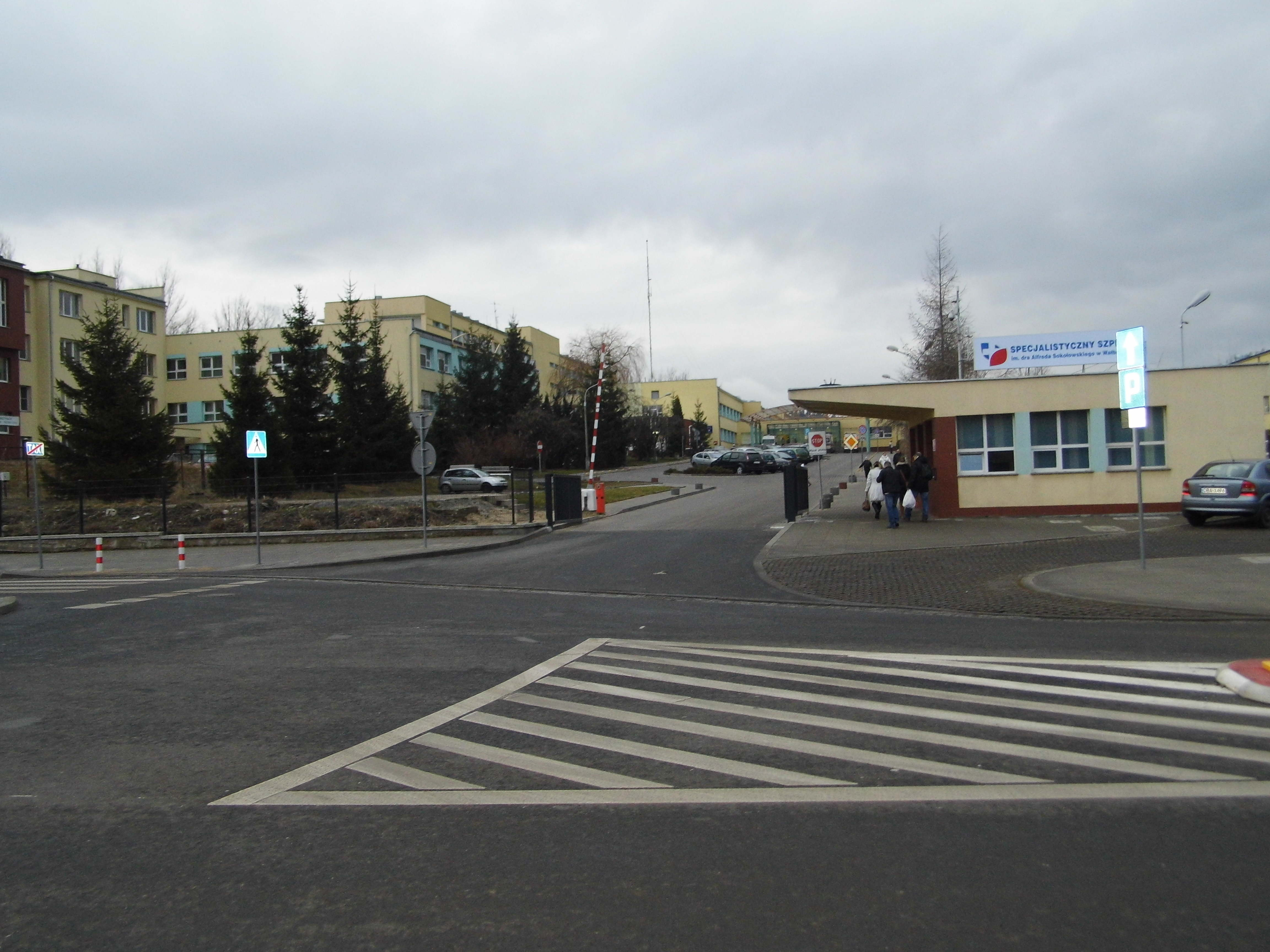
Szpital im. dr. Sokołowskiego w Wałbrzychu

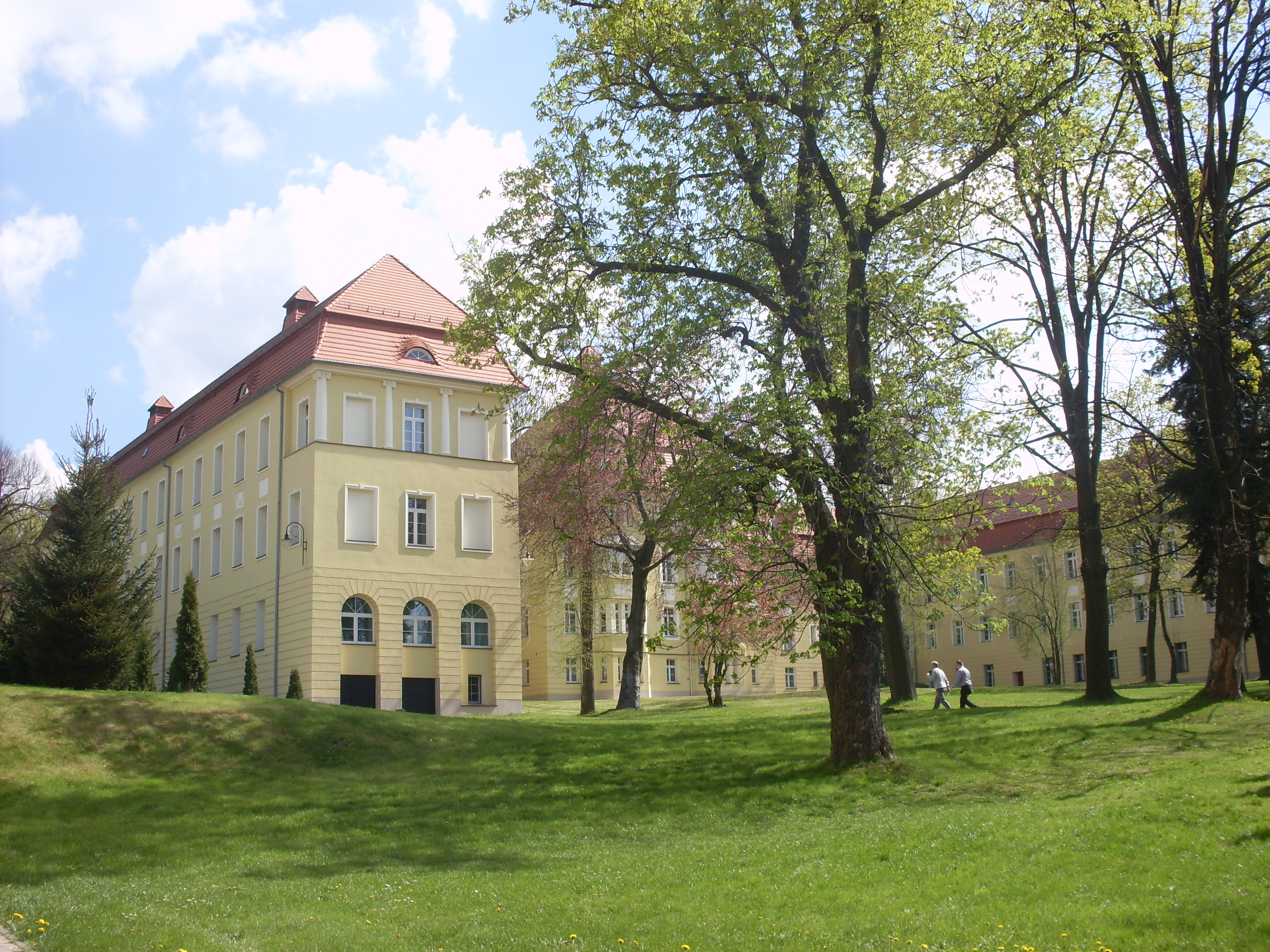
Szpital im. Stefana Batorego w Wałbrzychu

Trzy wałbrzyskie szpitale zostały włączone w jedną strukturę zarządzania przez Specjalistyczny Szpital im. dra Alfreda Sokołowskiego:
- Specjalistyczny Szpital im. dra Alfreda Sokołowskiego (Szpital Górniczy)
- Specjalistyczny Szpital im. Stefana Batorego (Dawny Szpital Miejski nr 2)
- Specjalistyczny Zespół Opieki Zdrowotnej nad Matką i Dzieckiem (Dawny Wojewódzki Szpital Dziecięcy)

Samodzielna placówka:

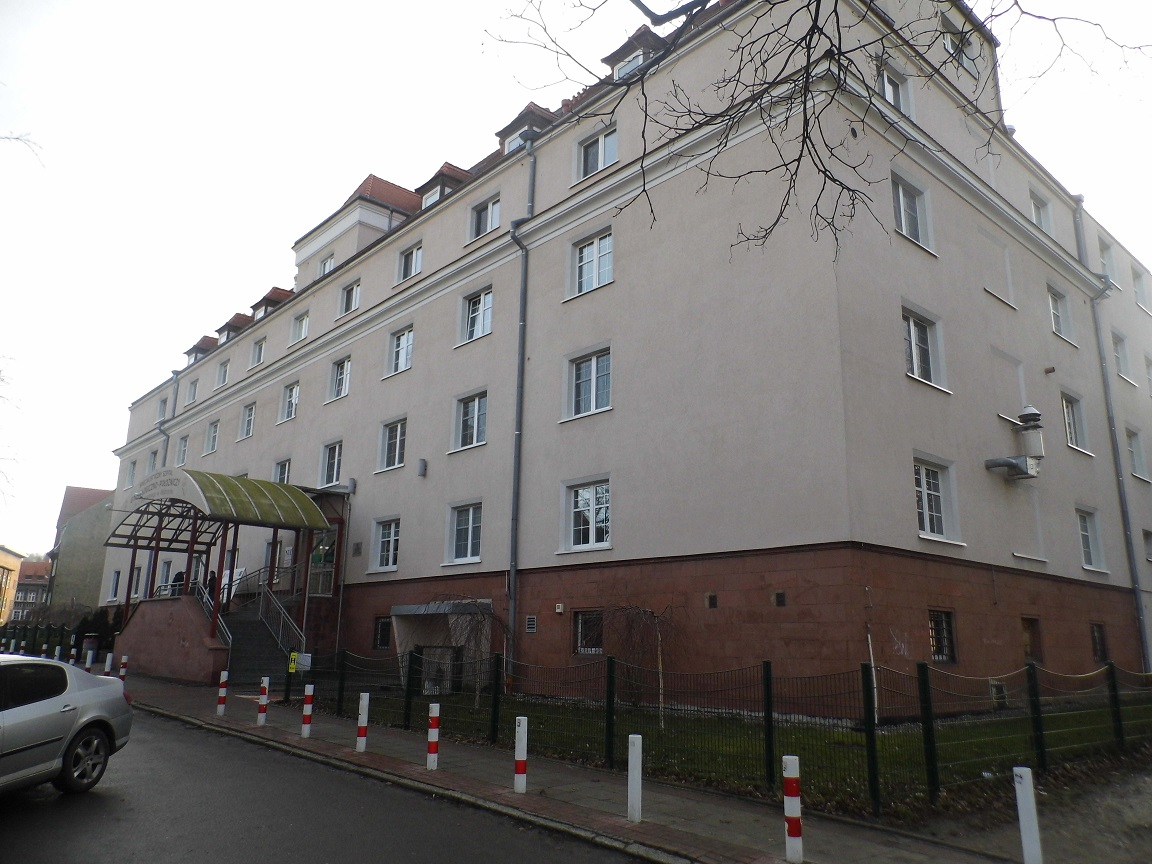
Szpital Ginekologiczno Położniczy w Wałbrzychu

- Specjalistyczny Szpital Ginekologiczno-Położniczy im. E. Biernackiego.

Ponadto w mieście funkcjonuje międzynarodowe centrum diagnostyczne współpracujące ze Szpitalem Methodist International w Houston w Stanach Zjednoczonych:
- Międzynarodowe Centrum Onkoterapii ul. Sokołowskiego

Przychodnie
Niektóre z przychodni
- Zakład Opieki Zdrowotnej MSWiA ul. Graniczna 2 (dawna poliklinika) Śródmieście,
- Niepubliczny Zakład Opieki Zdrowotnej „Śródmieście-Biały Kamień” Sp. z o.o.
- Niepubliczny Zakład Opieki Zdrowotnej „Przychodnia Piaskowa Góra” Sp. z o.o.
- Niepubliczny Zakład Opieki Zdrowotnej „Nowe Miasto” Sp. z o.o.
- Niepubliczny Zakład Opieki Zdrowotnej „Zdrowy Sobięcin”,
- Przychodnia Podgórze[98],
- Przychodnia Stary Zdrój[99],
- Niepubliczny Zakład Opieki Zdrowotnej Ośrodek Diagnostyczno-Leczniczy przy Górniczej Fundacji Ochrony Zdrowia,
- Przychodnia Chorób Płuc i Gruźlicy przy Wojewódzkim Specjalistycznym Zespole Opieki Zdrowotnej Chorób Płuc w Sokołowsku.
- Niepubliczny Zakład Opieki Zdrowotnej Poradnia Opieki Hospicyjno-Paliatywnej

Inne
- Pogotowie Ratunkowe (ul. Chrobrego oraz podstacja Wałbrzych Północ ul. Ogrodowa)
- Wojewódzka Kolumna Transportu Sanitarnego,
- Regionalne Centrum Krwiodawstwa i Krwiolecznictwa,
- Hospicjum Stacjonarne im. Jana Pawła II,
- Hospicjum Domowe,
- Prywatne Pogotowie Ratunkowe „Paramedyk”
- Górskie Ochotnicze Pogotowie Ratunkowe – Grupa Sudecka
- Wałbrzyskie Wodne Ochotnicze Pogotowie Ratunkowe, ul. Jana Brzechwy
- Sudeckie Wodne Ochotnicze Pogotowie Ratunkowe, ul. Pankiewicza

## Kultura
Miasto ma rozwinięte zaplecze kulturalne, kina, teatry, filharmonię, muzea, biblioteki, Galeria Sztuki BWA, Park Nauki i Techniki, w mieście działa Wałbrzyski Ośrodek Kultury i szkoły wyższe, ośrodki naukowe Polskiej Akademii Nauk.

### Wałbrzyski Ośrodek Kultury

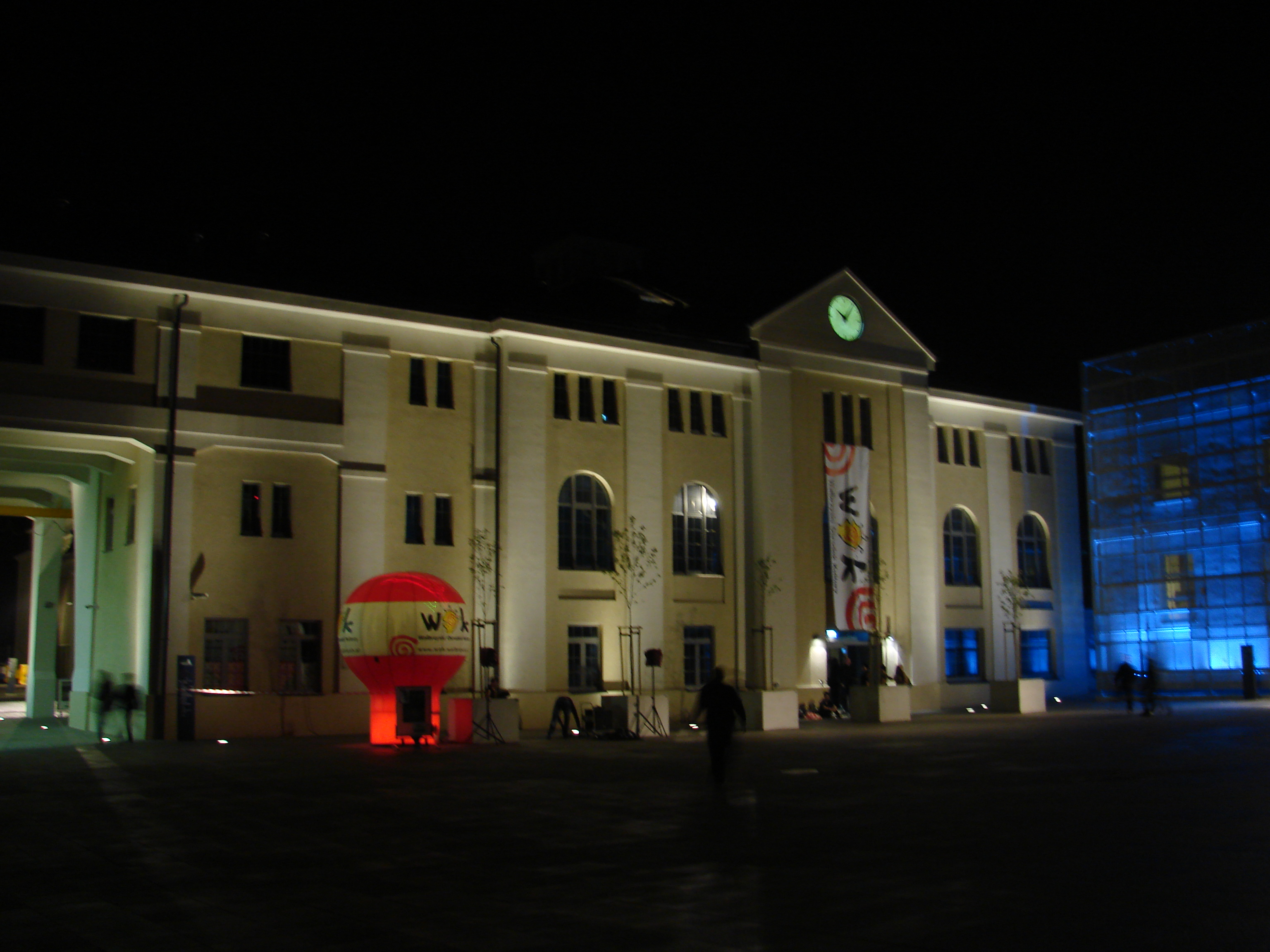
Gmach Wałbrzyskiego Ośrodka Kultury

Wałbrzyski Ośrodek Kultury (WOK) był instytucją działającą na terenie Wałbrzycha. Siedziby mieściły się w dzielnicach Piaskowa Góra oraz Biały Kamień. Wałbrzyski Ośrodek Kultury był instytucją, która prowadziła wiele imprez kulturalnych, rozrywkowych i oświatowych na terenie miasta. Angażowała w życie kulturalne samych mieszkańców, oferując zajęcia stałe prowadzone przez wyspecjalizowane osoby. Podczas październikowej sesji Rady Miejskiej w Wałbrzychu radni przyjęli uchwałę. Zgodnie z nią, od 1 stycznia 2024 roku dokonano połączenia dwóch samorządowych instytucji kultury: Wałbrzyskiego Ośrodka Kultury z siedzibą w Wałbrzychu i Centrum Nauki i Sztuki Stara Kopalnia w Wałbrzychu. Wielu wałbrzyszan może się aktywnie włączyć w animację życia kulturalnego miasta, poprzez uczestnictwo w różnego rodzaju zajęciach plastycznych, muzycznych, tanecznych, rozrywkowych.

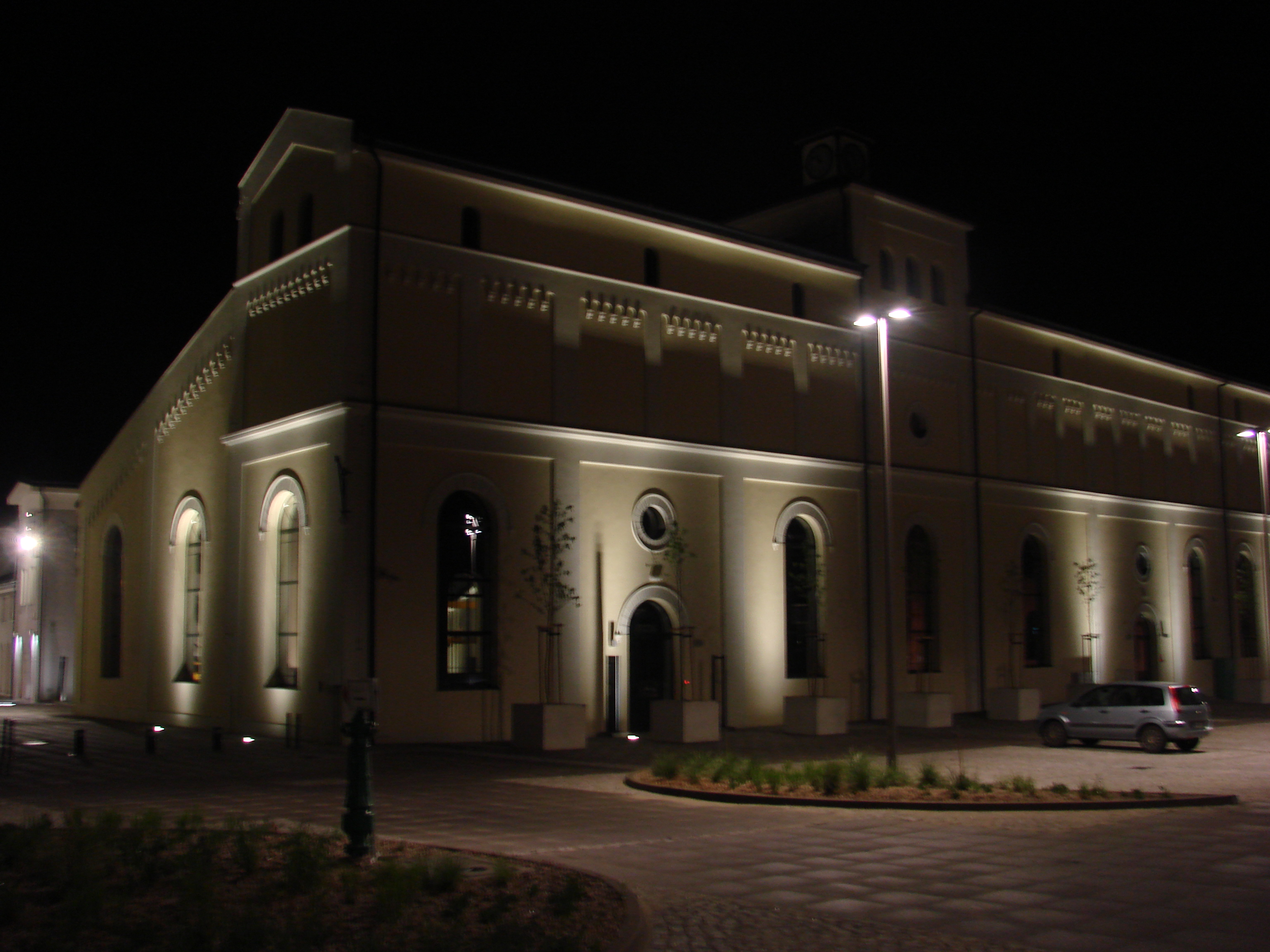
Gmach Centrum Ceramiki Użytkowej

### Filharmonia Sudecka

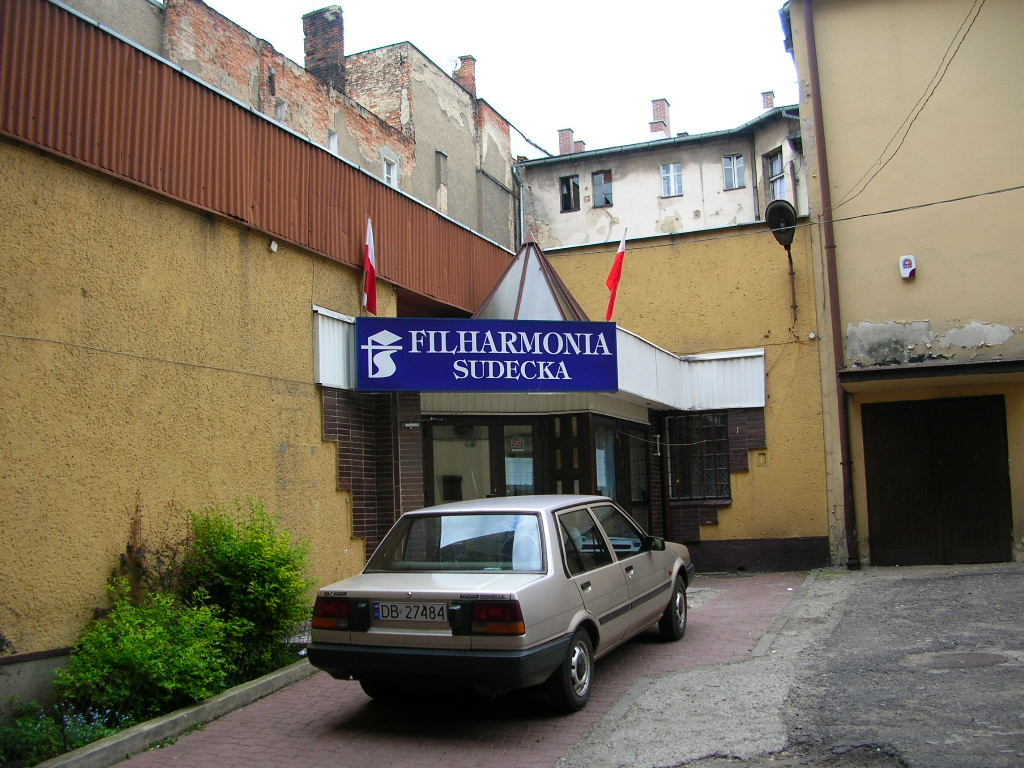
Filharmonia Sudecka

Filharmonia Sudecka powstała w roku 1978 z inicjatywy Józefa Wiłkomirskiego. Orkiestra Symfoniczna Filharmonii Sudeckiej, licząca obecnie około 80 muzyków prezentuje dzieła kameralne, symfoniczne, oratoryjno-kantatowe i popularne począwszy od muzyki dawnej, poprzez największe kompozycje klasyczne i romantyczne aż po muzykę współczesną. Zespół ma na swoim koncie także kilka prawykonań utworów współczesnych kompozytorów polskich i obcych. Oprócz tego przy filharmonii działa kilka zespołów kameralnych.

Orkiestra od czasów powstania brała udział w wielu festiwalach i konkursach krajowych i zagranicznych akompaniując wielu znanym, a także początkującym artystom. Występowała w byłej Czechosłowacji, Francji, Niemczech, Włoszech. Zespoły kameralne filharmonii występowały także w byłym ZSRR, Szwajcarii, Niemczech i Francji.
Na estradzie Filharmonii Sudeckiej mieli okazję wystąpić dyrygenci i soliści z całej niemal Europy, a także z tak odległych i egzotycznych krajów, jak Argentyna, Brazylia, Chile, Chiny, Japonia, Korea, Kuba, Liban, Meksyk, Nowa Zelandia i inne.

Od początków XXI w. orkiestra daje regularne koncerty noworoczne i karnawałowe w Berlinie. Orkiestra nagrała również kilkanaście płyt CD, które zostały wydane w Polsce i Niemczech. Od 1 września 2005 do 2010 r. dyrektorem Filharmonii Sudeckiej był dr Dariusz Mikulski, obecnie od 20 grudnia 2010 roku funkcję tę sprawuje Jerzy Kosek.

### Teatr Dramatyczny im. Jerzego Szaniawskiego

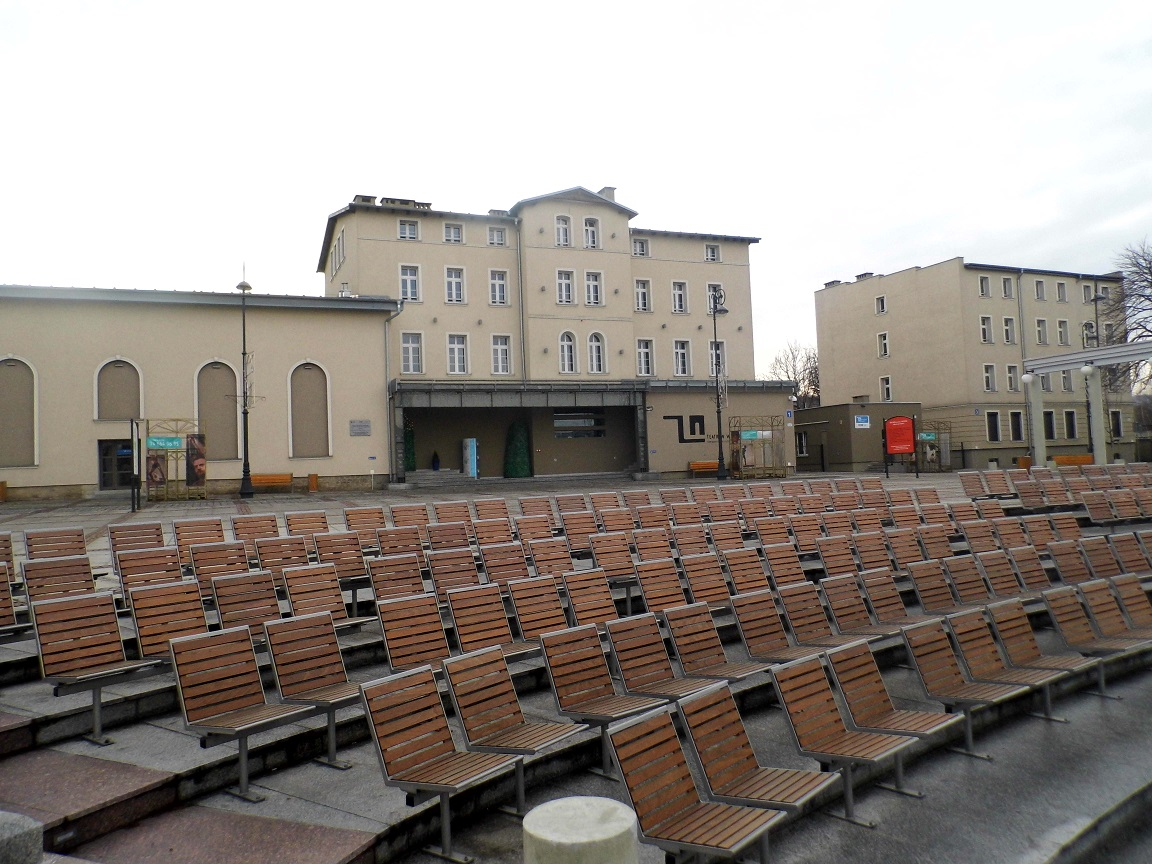
Teatr Dramatyczny im Szaniawskiego w Wałbrzychu

Teatr Dramatyczny im. Jerzego Szaniawskiego w Wałbrzychu powstał jako miejski teatr w 1957 roku. Zaczątkiem dzisiejszego teatru była założona w 1947 roku sala teatralna im. Aleksandra Fredry, która występowała dla nielicznej jeszcze wówczas ludności polskiej (około 7 tysięcy). Współpracowano również wtedy z już istniejącym teatrem jeleniogórskim. Jednak wałbrzyska scena nie była samodzielna i nie miała stałego miejsca występów. Powodów tego było dużo, ale najważniejszym był brak wolnego budynku. Scena wałbrzyska została uroczyście otwarta dopiero w 1956 roku kiedy utworzono tutaj scenę filialną Państwowych Teatrów Dolnośląskich w Jeleniej Górze. Miejska Rada Narodowa w 1960 roku podjęła uchwałę zobowiązującą miasto Wałbrzych do wszczęcia postępowania dla powołania teatru dramatycznego. 1 października 1964 roku w Wałbrzychu powołano Teatr Dramatyczny. Dyrektorem nowego teatru pozostał B. Orlicz, a placówka działalność artystyczną rozpoczęła 23 listopada 1964 roku premierą „Zemsty” Fredry. Wałbrzyski teatr w ciągu pierwszego sezonu dał 7 spektakli premierowych i 285 widowisk które obejrzało ponad 100 tysięcy widzów. O działalności wałbrzyskiego teatru pisało wiele czasopism i gazet m.in. „Trybuna Wałbrzyska”, „Słowo Ludu”, „Gazeta Robotnicza”, „Życie Literackie”, czy „Teatr”. Sezon 1967–1968 odbył się już pod nowym kierownictwem Krystyny Tyszarskiej. Zaprezentowano „Hamleta”, „Żeglarza” Szaniawskiego oraz „Dwaj” Juliusa Barč – Ivana. Malała dość znacznie liczba widzów, która spadła z liczby prawie 140 tysięcy w sezonie 1966/1967 do liczby 81 tysięcy widzów w sezonie 1967/1968. Lata 1969–1971 to okres wystawiania dalszych premier i powolnej stagnacji teatru. Teatr do 1991 roku wystawił 190 premier (8182 przedstawienia) które obejrzało ponad 2 miliony widzów. Przemiany ustrojowe w 1989 dały plon w postaci spektaklu „Noce dziadów” W. Jesionki. Jednak frekwencja w latach osiemdziesiątych i dziewięćdziesiątych nie przekroczyła progów z lat sześćdziesiątych i siedemdziesiątych. Obecnie publiczność teatru to publika młodzieżowa, szkolna i indywidualna. Natomiast w latach 70. była to publika organizowana przez zakłady pracy, które finansowały pracownikom wyjścia do teatru. Za największy sukces teatru, można uznać to iż w 1992 roku widownia w większości była widownią młodzieżową (w proporcji 60 do 40%). Niektóre nagrody przyznane teatrowi:
Zdobyte nagrody:
- Nagrody ogólne:
  - „Iwona, Księżniczka Burgunda” Witold Gombrowicz, XXXI Opolskie Konfrontacje Teatralne „Klasyka Polska 2006”, I nagroda, nagroda za reżyserię – A. Tyszkiewicz, nagroda za scenografię – Jan Polivka, nagroda za debiut sceniczny w roli Księcia Filipa – Rafał Kosowski, „PerełkA” aktorska jako nagroda pozaregulaminowa za najlepszy epizod dla Piotra Kondrata za rolę Walentego.
- Nagrody dla teatru:
  - Ankiety miesięcznika „Teatr” – Teatr Dramatyczny im. Jerzego Szaniawskiego w Wałbrzychu dwukrotnie (w 2003 i 2004 roku) wymieniony jako jeden z najlepszych w Polsce.
- Nagrody dla ludzi teatru:
  - „Paszport Polityki” – dwukrotne (w 2003 i 2004 roku) nominacje dla Piotra Kruszczyńskiego oraz Jana Klaty w dziedzinie Teatru.

### Teatr Lalki i Aktora

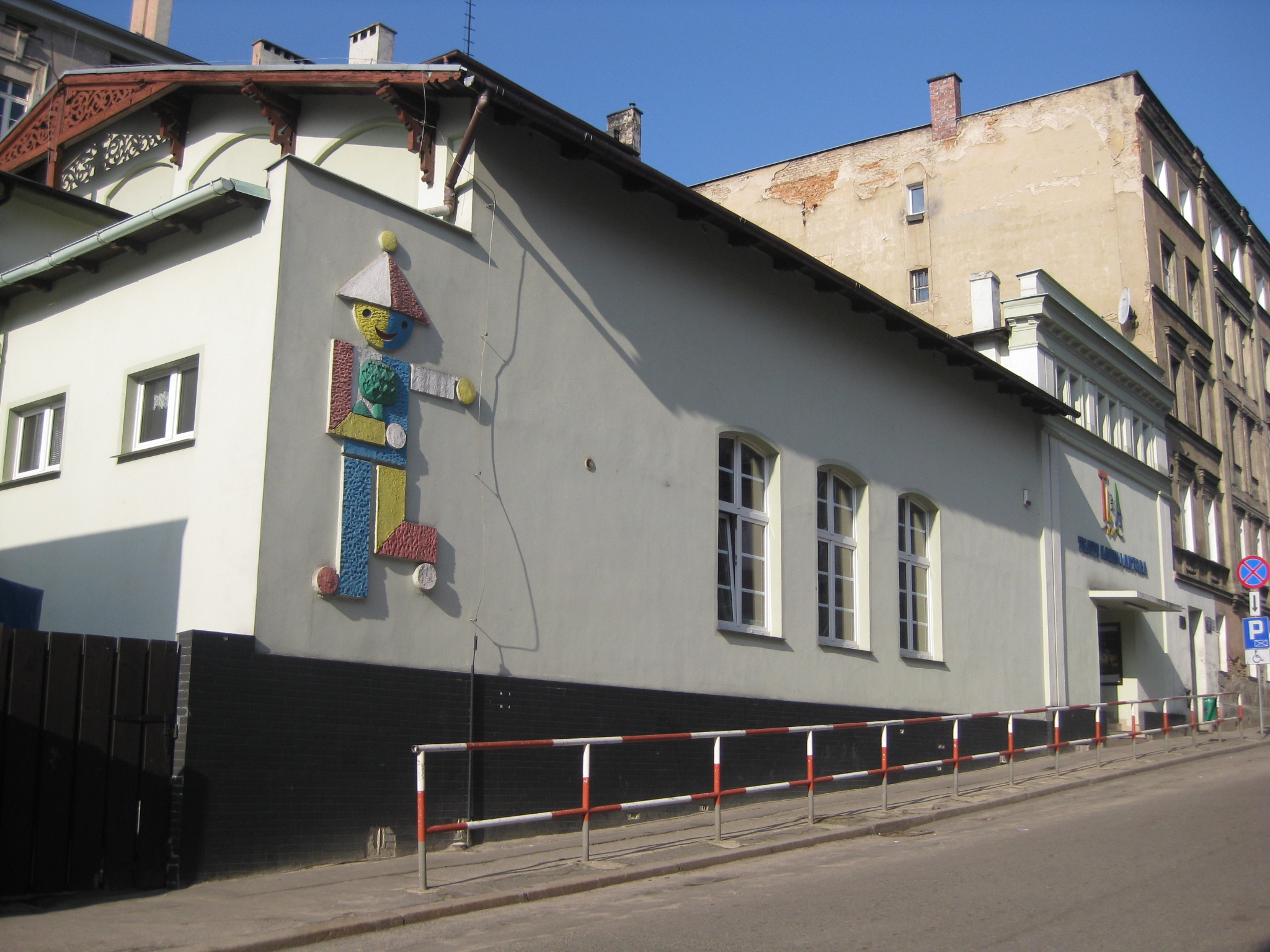
Teatr Lalki i Aktora w Wałbrzychu

Historia Wałbrzyskiego Teatru Lalki i Aktora sięga 1945 roku kiedy to krótko po otwarciu Szkoły Muzycznej nieopodal powstał amatorsko-społeczny Teatr Lalek, a właściwie Teatr Kukiełek. Teatr powstał i narodził się dzięki życiowej pasji małżonków Melanii i Tadeusza Karwatów, którzy jeszcze przed II wojną światową angażowali się w sosnowiecki teatr „Baj-Baj”. Pierwsze próby do premierowego przedstawienia „O dzielnym Szewczyku, złotowłosej królewnie, strasznym smoku i królu Goździku” odbywały się w prywatnym mieszkaniu państwa Karwatów. Premiera odbyła się w grudniu 1945 roku w sali „Cyganerii” na Podgórzu, będącej w owym czasie salonem miasta Wałbrzycha. W skład pierwotnego zespołu oprócz wspomnianego już T. Karwata – reżysera, a zarazem kierownika teatru, wchodziły cztery osoby: scenograf Ferdynand Drabik oraz aktorzy Anna Białas, Melania Karwatowa i Zdzisław Sanecki. W 1951 roku teatr dostaje dotację ze Społecznego Funduszu Odbudowy Stolicy i zakupuje budynek przy ul. Brzechwy 16 (d. Buczka 16) gdzie mieści się do dziś.
Niektóre wyróżnienia:
- 1960 – Nagroda dla „Najlepszego Teatru Poezji Ziem Zachodnich” we Wrocławiu,
- 1965 – Ogólnopolski Festiwal Sztuk Małoobsadowych w Warszawie, Andrzej Rettinger – II nagroda za reżyserię – „Bamba w oazie Tongo”,
- 1967 – III Śląski Festiwal Teatrów Lalkowych w Opolu, Włodzimierz Dobrowolski, Ali Bunsch – I nagroda za ogólny poziom artystyczny i I nagroda za scenografię – „O chłopie co wszystkich zwodził (złoty klucz)”,
- 1968 – Nagroda Artystyczna Prezydium WRN,
- 1972 – Ogólnopolski Konkurs Solistów Teatrów Lalek w Białymstoku, J. Górecka, W. Pietrzyk – II nagroda – „Romeo i Julia”,
- 1993 – VIII Łomżyńskie Spotkania Teatrów w Walizce, I nagroda za scenografię – „Romeo i Julia”,
- 1996 – X Łomżyński Festiwal Teatru w Walizce, I nagroda za scenografię – „Dziesięciu Małych Murzynków”.

Obecnie teatr jest jednym z 22 teatrów lalek w Polsce i jednym z dwóch teatrów lalek na Dolnym Śląsku.

### Powiatowa i Miejska Biblioteka Publiczna „Biblioteka pod Atlantami”

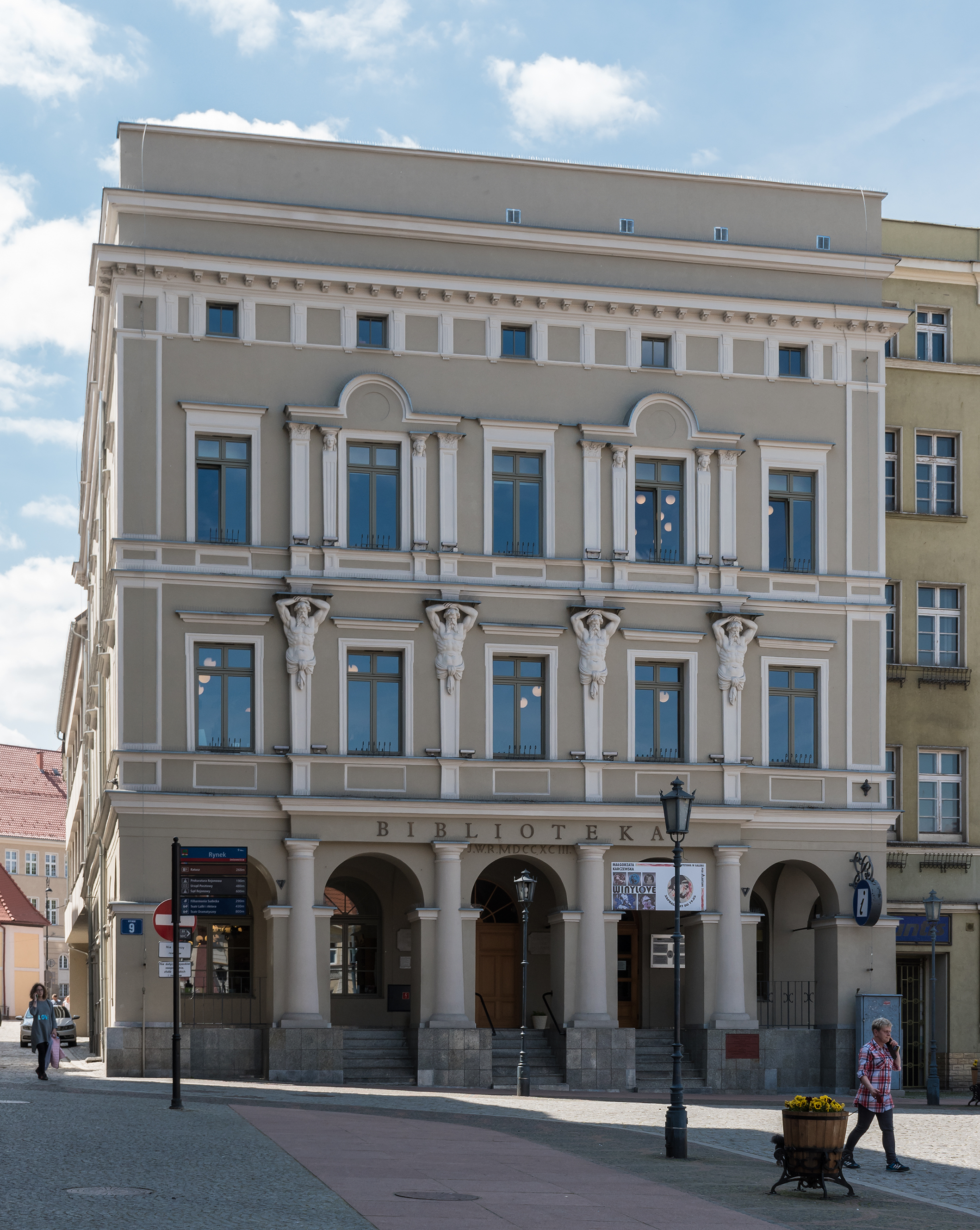
PIMBP „Biblioteka pod Atlantami”

Historia biblioteki w Wałbrzychu sięga 1945 roku, kiedy to w mieście zawiązał się komitet na rzecz budowy Miejskiej Biblioteki Publicznej. W latach 1946–1956 biblioteka podlegała pod Ministerstwo Oświaty, które dzieliło centralnie pieniądze, w efekcie czego wałbrzyska biblioteka uzyskała 40000 pozycji. Jednak w większości mało wartościowych. Lata te to także okres politycznych perturbacji które nie pozostały bez znaczenia dla księgozbioru wałbrzyskiej biblioteki. Wiele książek zniszczono lub skonfiskowano co poskutkowało stratą ponad 45 tysięcy książek z placówki miejskiej. W 1973 roku nastąpiło zespolenie Powiatowej Biblioteki Publicznej z Miejską Biblioteką Publiczną, co po reformie administracyjnej w 1975 roku dało Wojewódzką Bibliotekę Publiczną. W latach 1980–1990 postępował dalszy rozwój biblioteki. W 1983 roku otwarto dwie specjalistyczne filie, a mianowicie dla niedowidzących i niewidomych oraz filię dla dzieci na Podzamczu. W 1993 roku biblioteka dostała od miasta gmach blisko Rynku wałbrzyskiego, kamienicę pod czterema Atlantami, która była dobrze przystosowana do funkcji bibliotecznych. Obecnie biblioteka ma zasobny księgozbiór liczący około 150 tys. pozycji, jest prenumeratorem ok. 170 tytułów czasopism, ma ponad 12,5 tys. roczników archiwalnych oraz ma bogaty zbiór pozycji specjalnych liczący ok. 16 tys. woluminów, w tym 13 tys. audiowizualnych. Biblioteka wykorzystuje elektroniczne technologie w zakresie rejestracji czytelników i wypożyczeń, tworzy i udostępnia bazy danych dotyczących swych zbiorów. W roku 2005 nastąpiło połączenie Miejskiej Biblioteki Publicznej z Powiatową Biblioteką Publiczną w jedną instytucję kultury pod nazwą Powiatowa i Miejska Biblioteka Publiczna „Biblioteka pod Atlantami”. Dyrektorem placówki został Cezary Kasiborski. Aktualnie biblioteka ma 7 filii i siedzibę główną w budynku przy ul. Rynek 9. Dyrektorem biblioteki jest Renata Nowicka.

### Wałbrzyska Galeria Sztuki BWA „Zamek Książ”

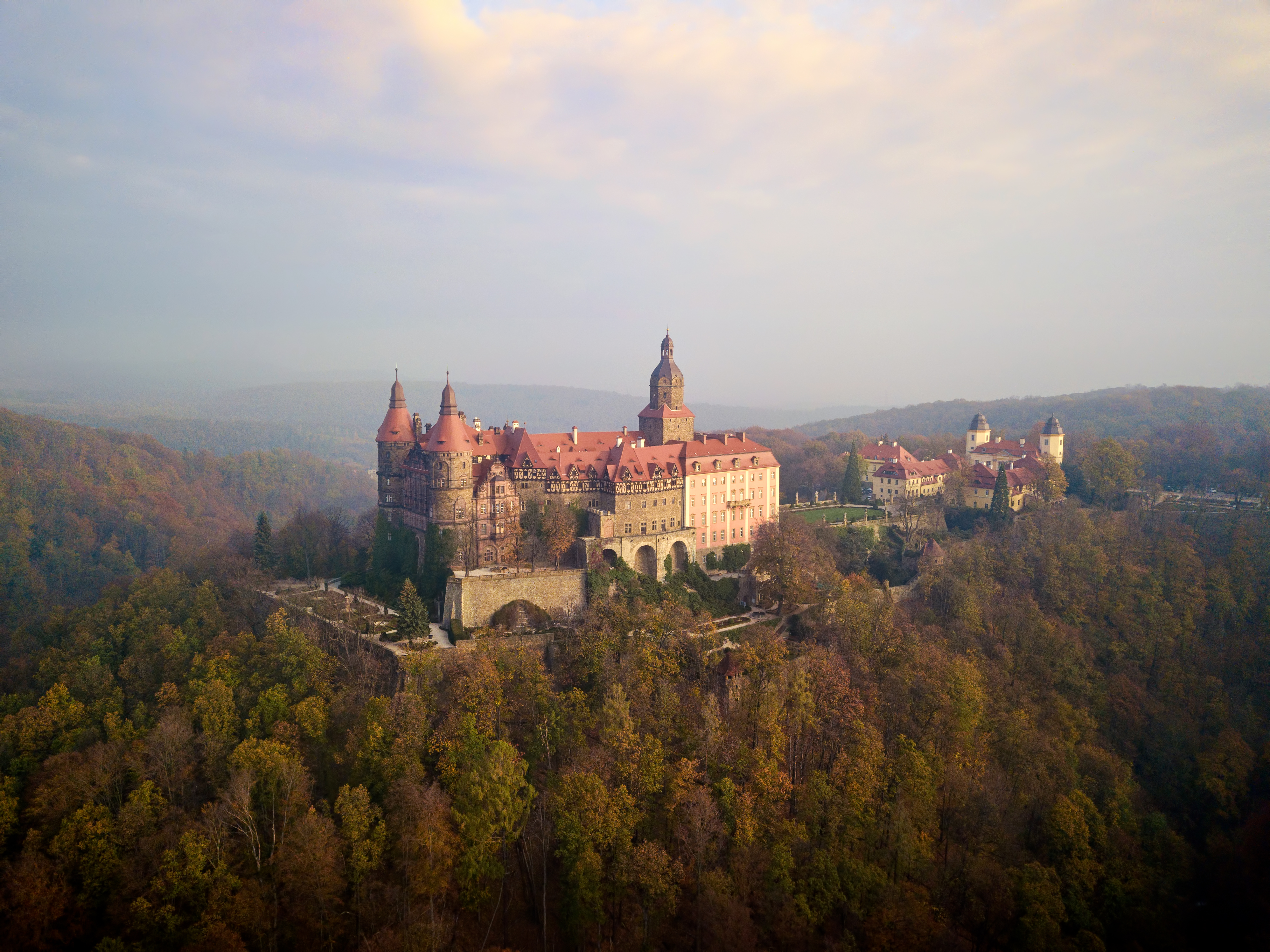
Kompleks zamku Książ

Wałbrzyska Galeria Sztuki Biuro Wystaw Artystycznych „Zamek Książ” została utworzona jako samodzielna jednostka 1 stycznia 1976 roku przez wojewodę wałbrzyskiego, a od 1 stycznia 1996 roku jej organizatorem jest miasto Wałbrzych.
Celem działalności Galerii jest promowanie sztuki współczesnej poprzez prezentację ciekawych i oryginalnych postaw twórczych artystów z kraju i z zagranicy oraz twórców własnego środowiska. Galeria realizuje corocznie kilkanaście wystaw w siedzibie własnej oraz przygotowuj i prezentuje ekspozycje w placówkach obcych. Do ciekawszych realizacji należały wystawy plakatów Jana Sawki z USA, drzeworytów HAP Grirshabera, polskich osobowości twórczych takich jak Jan Szancenbach, Janina Kraupe, Adam Myjak, Władysław Hasior, Stanisław Mikulski, Tomek Sętowski. Prezentowała także prestiżowe wystawy ze zbiorów ukraińskich i wielkich mistrzów malarstwa polskiego np. Jacka Malczewskiego. „Arcydzieła malarstwa polskiego”, czy „Piękny Lwów” to wystawy, które cieszyły się ogromnym zainteresowaniem zwiedzających. Galeria organizowała pokazy szkła artystycznego z kolekcji własnej za granicą, we Włoszech – w Pałacu Sztuki w Foggii, w Czechach i w Rosji oraz wielokrotnie w ośrodkach wystawienniczych w Polsce.
Galeria promuje również rodzimych twórców, zwłaszcza młodych artystów, organizując ich wystawy i wydając katalogi oraz prezentuje ich twórczość w innych placówkach wystawienniczych. Ostatnie z wystaw środowiskowych m.in. „Przegląd młodej twórczości wałbrzyskiej i świdnickiej” odbył się także w Świdnicy, a twórczość Miłosza Pobiedzińskiego została zauważona na Bielskiej Jesieni w Bielsku-Białej, prace Agnieszki Starościak prezentowane była również w Częstochowie, Legnicy i Jeleniej Górze, obrazy Cyryla Bartkowiaka w Krynicy oraz Ostrowcu Świętokrzyskim.
W ramach prowadzonej działalności funkcjonuje Galeria Sprzedaży, oferująca duży wybór profesjonalnych dzieł, począwszy od malarstwa, grafiki, rzeźby po ceramikę i szkło. Szczególne miejsce w ofercie zajmują prace artystów z własnego środowiska, co stanowi dla nich doskonały sposób promowania.

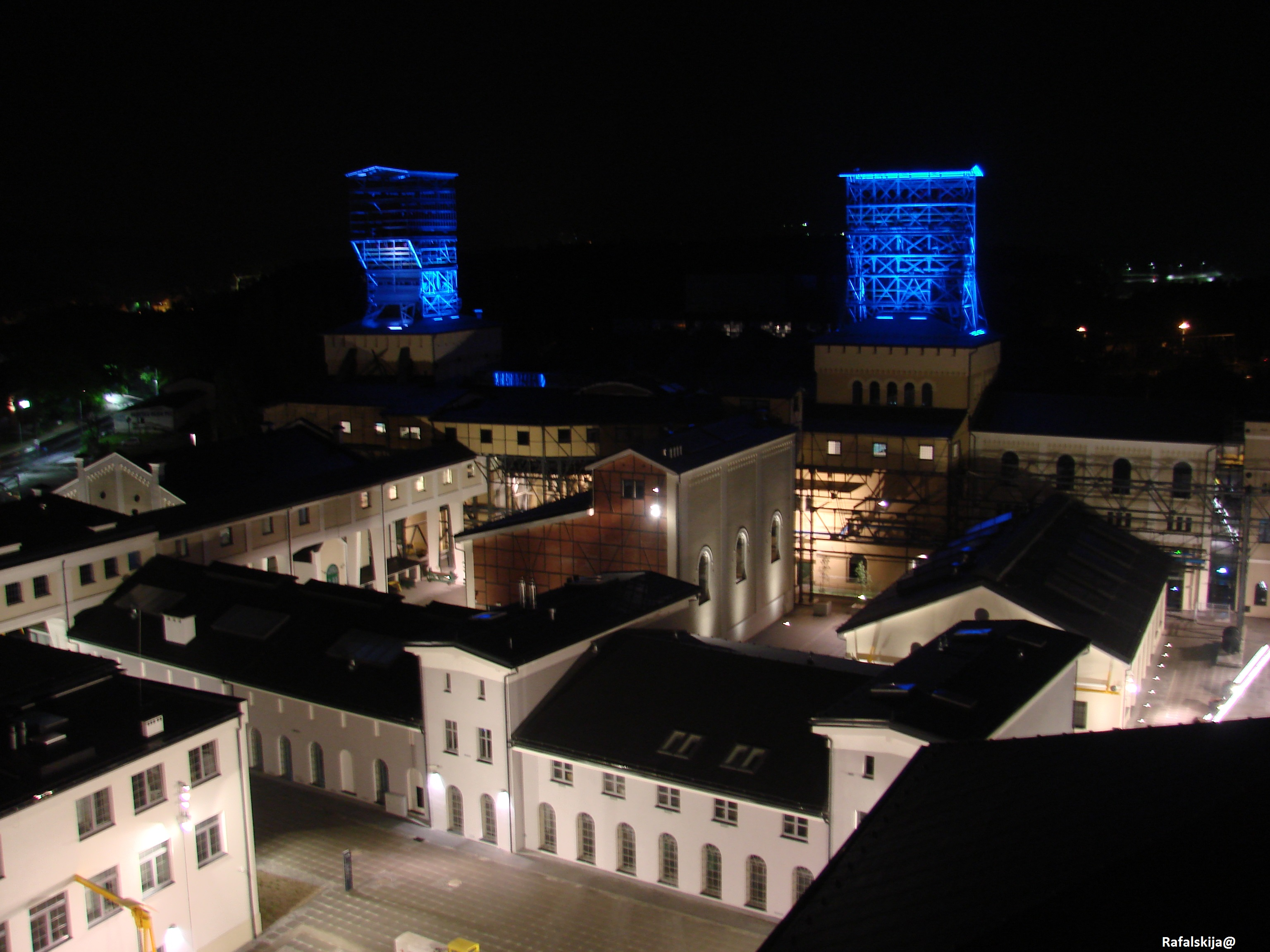
Wałbrzych Stara Kopalnia – Centrum Nauki i Sztuki

Galeria rozwija także działalność edukacyjną, oferując wałbrzyskim szkołom zwiedzanie swoich wystaw z przewodnikiem, lekcje z zakresu sztuki oraz konkursy towarzyszące dużym przedsięwzięciom wystawienniczym. Dyrektorem instytucji jest mgr Alicja Młodecka.

### Muzea
- Stara Kopalnia – Centrum Nauki i Sztuki
- Muzeum Porcelany w Wałbrzychu
- Muzeum Gross Rosen – muzeum oraz archiwum i pracownie naukowo-badawcze przy ulicy Szarych Szeregów 9
- Muzeum Górnictwa i Sportów Motorowych na terenie Kopalni Teresa

### Kina
Na terenie miasta działają następujące kina:
- „Apollo”,
- „Cinema City” (multipleks z 7 salami kinowymi).

## Media

### Filmy i seriale zrealizowane w Wałbrzychu i okolicach

#### Filmy fabularne
- Trzy starty (1955), reż. Antoni Bohdziewicz i Seweryn Kruszyński;
- Hrabina Cosel (1968), reż. Jerzy Antczak;
- Pułapka (1970), reż. Andrzej Jerzy Piotrowski;
- Diabeł (1972), reż. Andrzej Żuławski;
- Zaklęte rewiry (1975), reż. Janusz Majewski;
- Trędowata (1976), reż. Jerzy Hoffman;
- Akademia pana Kleksa (1983), reż. Krzysztof Gradowski;
- Tajemnica starego ogrodu (1983), reż. Julian Dziedzina;
- Magnat (1986), reż. Filip Bajon;
- Panna Nikt (1996), reż. Andrzej Wajda;
- Weiser (2001), reż. Wojciech Marczewski;
- Julia wraca do domu (2002), reż. Agnieszka Holland;
- Królowa chmur (2003), reż. Radosław Piwowarski;
- Droga Molly (Molly's Way, 2005), reż. Emily Atef (prod. Niemcy);
- Komornik (2005), reż. Feliks Falk;
- Sztuczki (2007), reż. Andrzej Jakimowski;
- Nieruchomy poruszyciel (2008), reż. Łukasz Barczyk;
- Daas (2010), reż. Adrian Panek;
- Pamiętne lata (Schicksalsjahre, 2011), reż. Miguel Alexandre (prod. Niemcy);
- Bez wstydu (2011), reż. Filip Marczewski;
- Shaandaar (2015), reż. Vikas Bahl (prod. Indie)[101].
- Igrzyska śmierci: Ballada ptaków i węży (2023) reż. Francis Lawrence[102]
- Kajtek Czarodziej (2023), reż. Magdalena Łazarkiewicz [103]

#### Seriale telewizyjne
- Hrabina Cosel (1968), reż. Jerzy Antczak;
- Strachy (1979), reż. Stanisław Lenartowicz;
- Biała wizytówka (1986), reż. Filip Bajon;
- Beethoven (2005), reż. Ursula Macfarlane, Damon Thomas i Francesca Kemp (prod. Wielka Brytania);
- Tajemnica twierdzy szyfrów (2007), reż. Bogusław Wołoszański;
- Arabian Nights (2015), reż. Raouf Abd El Aziz (prod. Egipt);
- Komisja morderstw (2016), reż. Jarosław Marszewski (odc. 1-6) i Adrian Panek (odc. 7-12);
- Rojst ’97 (2021), reż. Jan Holoubek.
- Infamia (2023), reż. Anna Maliszewska, Kuba Czekaj

## Wspólnoty wyznaniowe
Na terenie miasta działalność religijną prowadzą następujące Kościoły i związki wyznaniowe:

### Katolicyzm

#### Kościół rzymskokatolicki

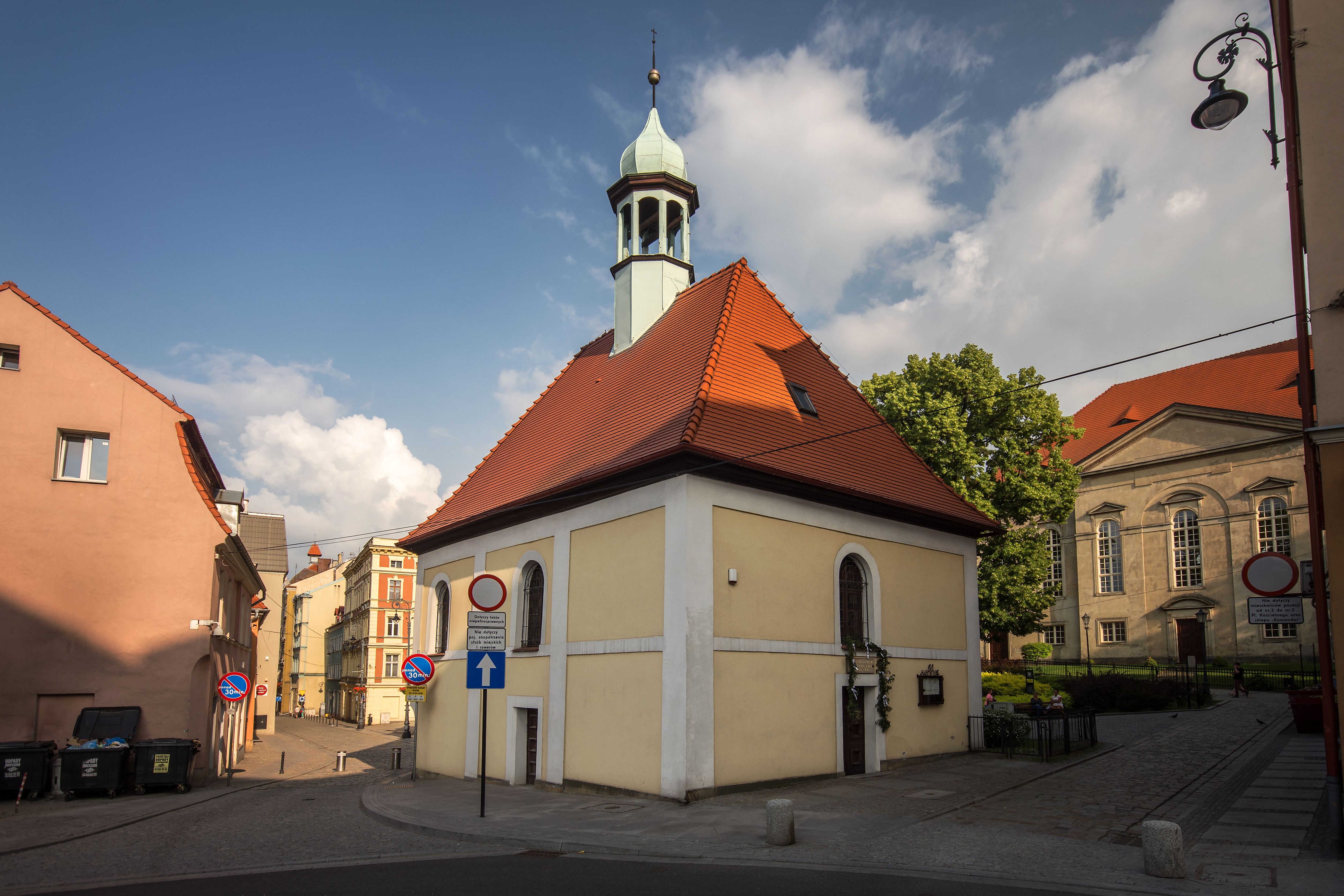
Najstarsza budowla Wałbrzycha- Kościół Matki Boskiej Bolesnej

Biskupem diecezjalnym jest bp Marek Mendyk, biskupem pomocniczym bp Adam Bałabuch, biskupem emerytem jest Ignacy Dec. W Wałbrzychu znajduje się 17 parafii należących do trzech dekanatów:
- Wałbrzych – Północ[104]:

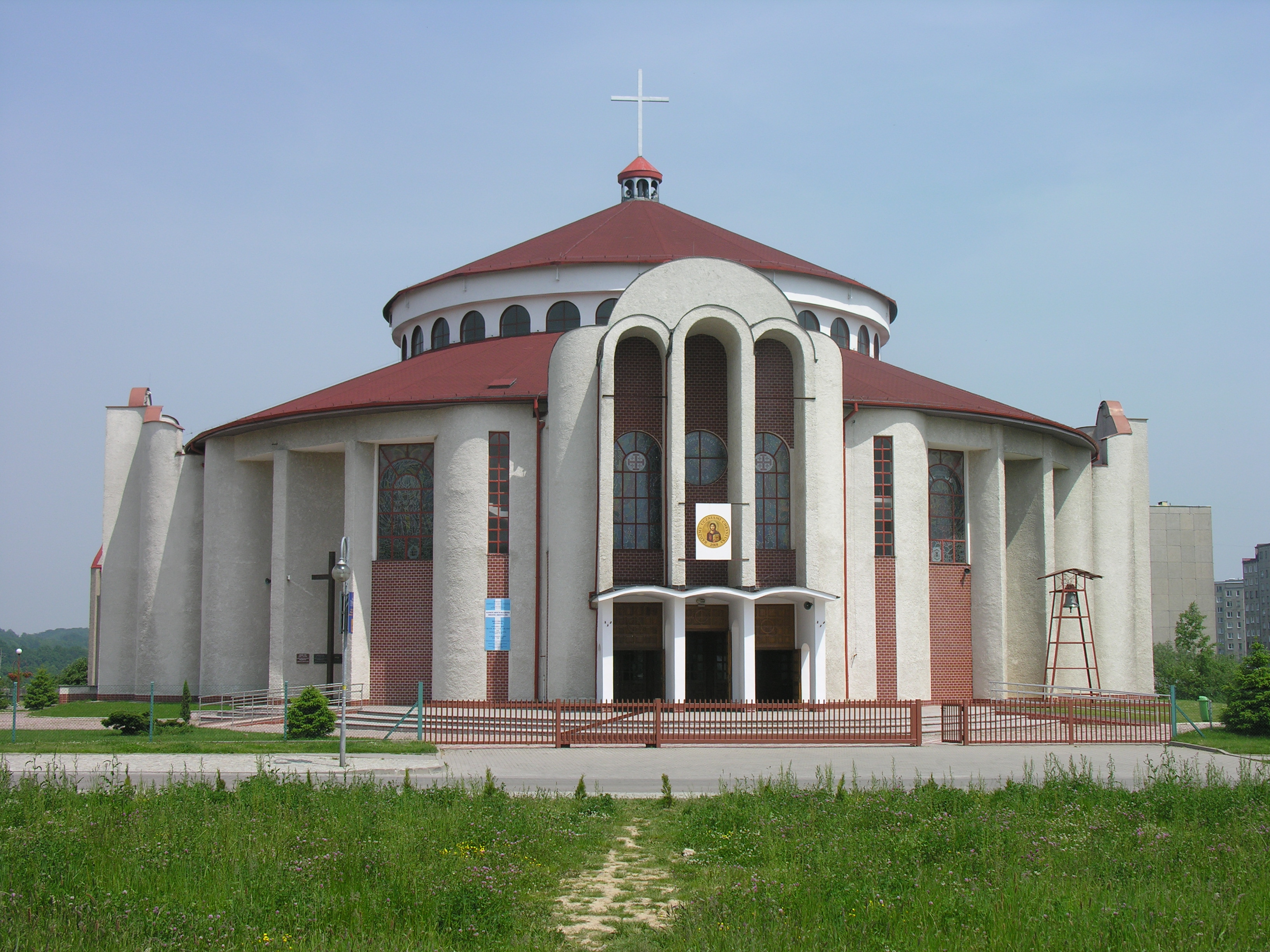
Sanktuarium Relikwii Drzewa Krzyża Świętego w Wałbrzychu

  - parafia pw. Matki Boskiej Częstochowskiej – Konradów,
  - parafia pw. św. Jerzego i MB Różańcowej – Biały Kamień,
  - parafia pw. św. Rodziny – Opoka
  - parafia pw. św. Józefa Robotnika – Piaskowa Góra,
  - parafia pw. Niepokalanego Poczęcia Najświętszej Maryi Panny – Piaskowa Góra,
  - parafia pw. Najświętszego Serca Pana Jezusa – Poniatów,
  - parafia pw. św. Barbary – Stary Zdrój,
  - parafia pw. Zmartwychwstania Pańskiego – Stary Zdrój.
- Wałbrzych – Południe[105]:
  - parafia pw. św. Maksymiliana Marii Kolbego – Glinik Nowy i Gaj
  - parafia pw. Matki Bożej Nieustającej Pomocy – Nowe Miasto.
  - parafia pw. św. Franciszka z Asyżu – Podgórze,
  - parafia pw. św. Józefa Oblubieńca – Sobięcin,
  - parafia pw. Świętych Aniołów Stróżów – Śródmieście.
- Wałbrzych – Zachód[106]:
  - parafia pw. św. Wojciecha – Piaskowa Góra,
  - parafia pw. św. Apostołów Piotra i Pawła – Podzamcze,
  - parafia pw. Podwyższenia Krzyża Świętego – Sanktuarium Relikwii Krzyża Świętego – Podzamcze,
  - parafia pw. św. Anny – Szczawienko.

Najmłodszą parafią Wałbrzycha jest ustanowiona 24 czerwca 2010 parafia pw. Matki Bożej Częstochowskiej w dzielnicy Konradów i części ulic w Szczawnie Zdroju.

#### Kościół greckokatolicki
- parafia św. Józefa Oblubieńca Najświętszej Maryi Panny[107]

#### Starokatolicyzm
- Kościół Polskokatolicki w RP:
  - parafia Zesłania Ducha Świętego[108]
- Kościół Starokatolicki w RP:

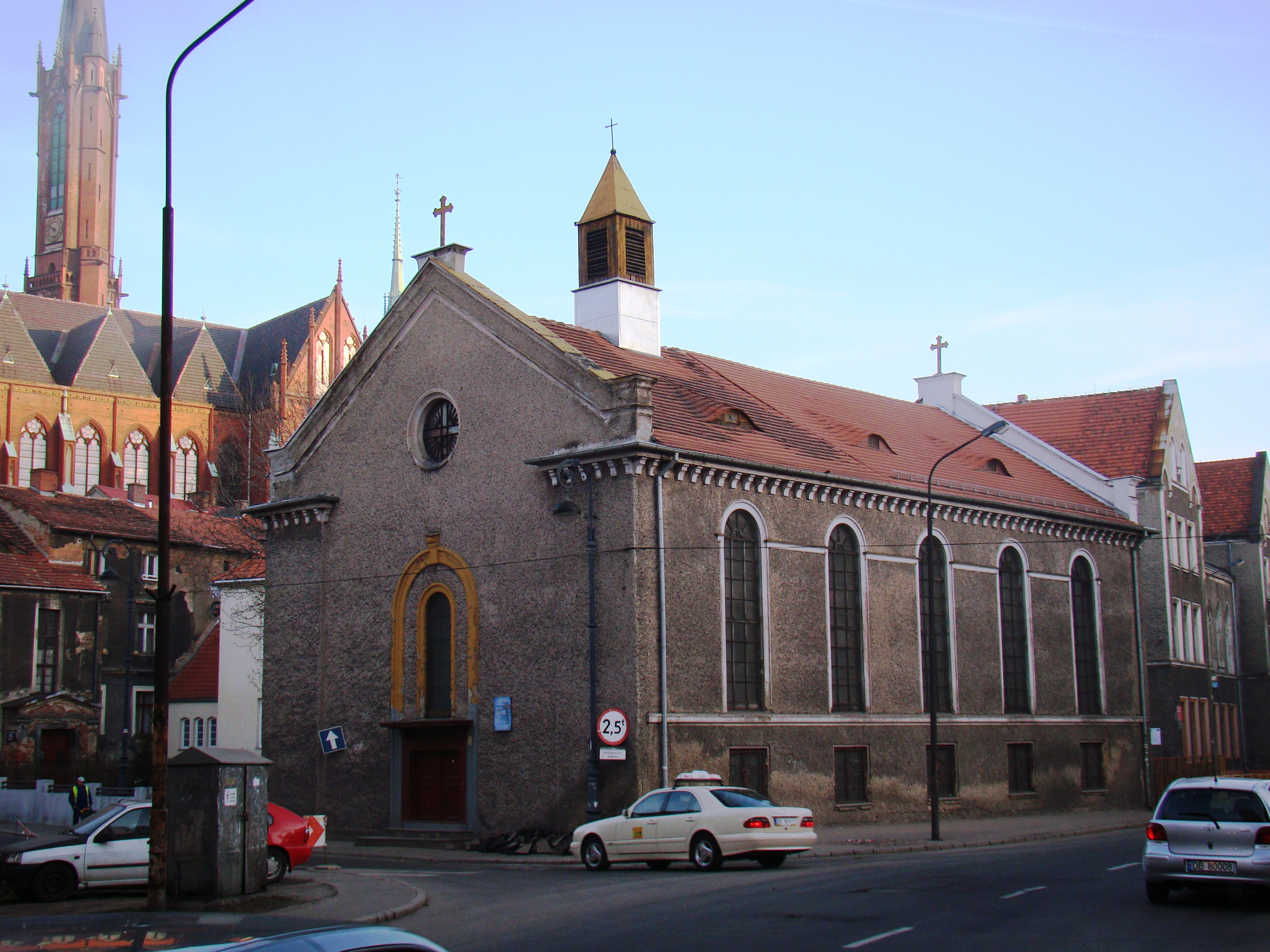
Kościół polskokatolicki Zesłania Ducha Świętego

  - kaplica pw. Zmartwychwstania Pańskiego w Wałbrzychu[109]

### Prawosławie
- Polski Autokefaliczny Kościół Prawosławny:
  - parafia Wszystkich Świętych[110]

### Protestantyzm

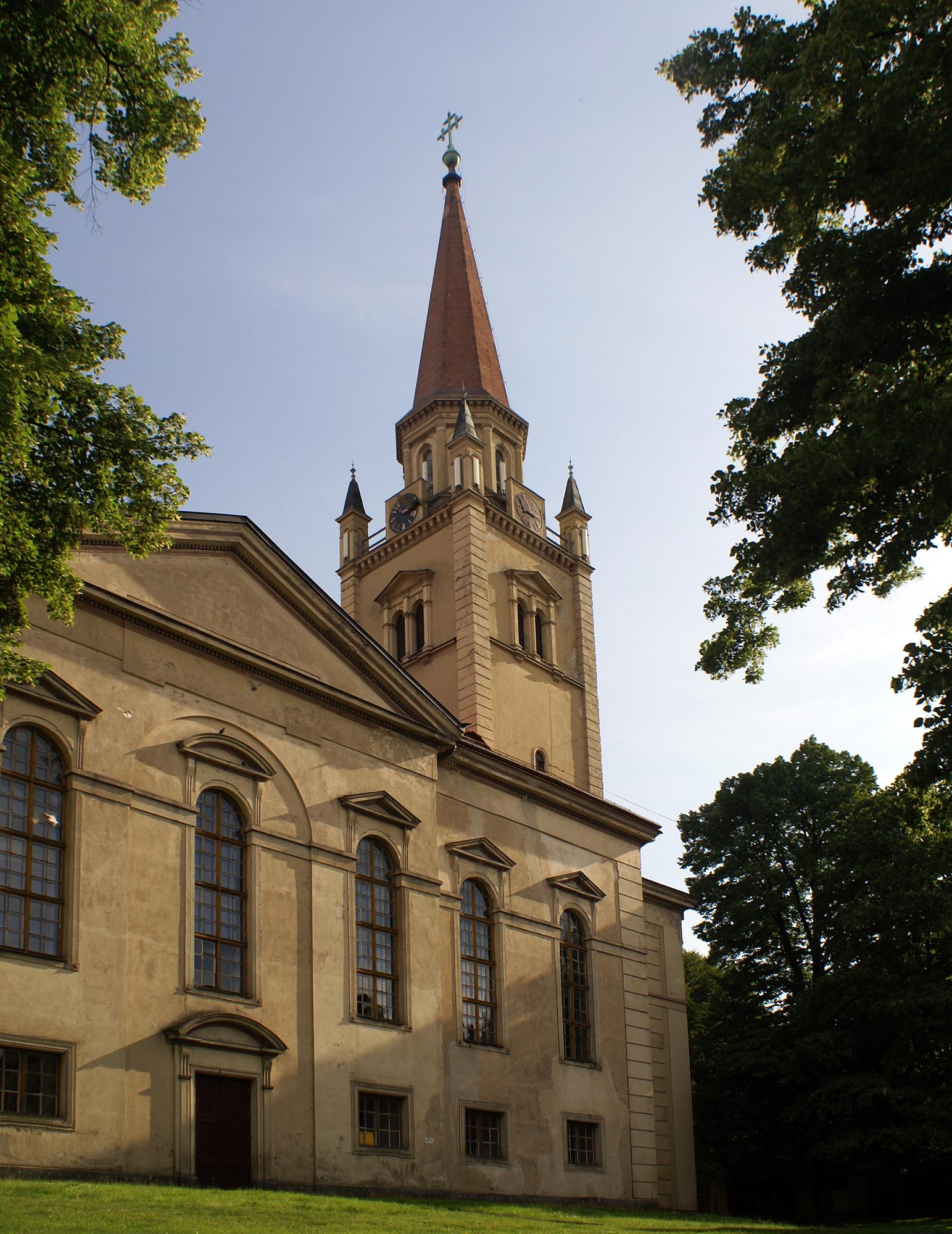
Kościół ewangelicko-augsburski Zbawiciela

- Chrześcijańska Wspólnota Ewangeliczna:
  - placówka w Wałbrzychu[111]
- Kościół Adwentystów Dnia Siódmego w RP:
  - zbór w Wałbrzychu[112]
- Kościół Boży w Polsce:
  - Kościół Boży „Dom Ojca” w Wałbrzychu[113]
- Kościół Chrześcijan Baptystów w RP:
  - zbór w Wałbrzychu[114]
- Kościół Chrześcijan Pełnej Ewangelii Obóz Boży:
  - Kościół Boży „Dom Modlitwy” w Wałbrzychu[115][116]
- Kościół Chrześcijan Wiary Ewangelicznej
  - zbór „Spichlerz” w Wałbrzychu[117]
- Kościół Ewangelicko-Augsburski w RP:
  - parafia w Wałbrzychu[118]
  - parafia św. Krzysztofa we Wrocławiu – prowadzi niemieckojęzyczne nabożeństwa domowe w Wałbrzychu[119]
- Kościół Zielonoświątkowy w RP:
  - zbór w Wałbrzychu[120]
- Mesjańskie Zbory Boże (Dnia Siódmego):

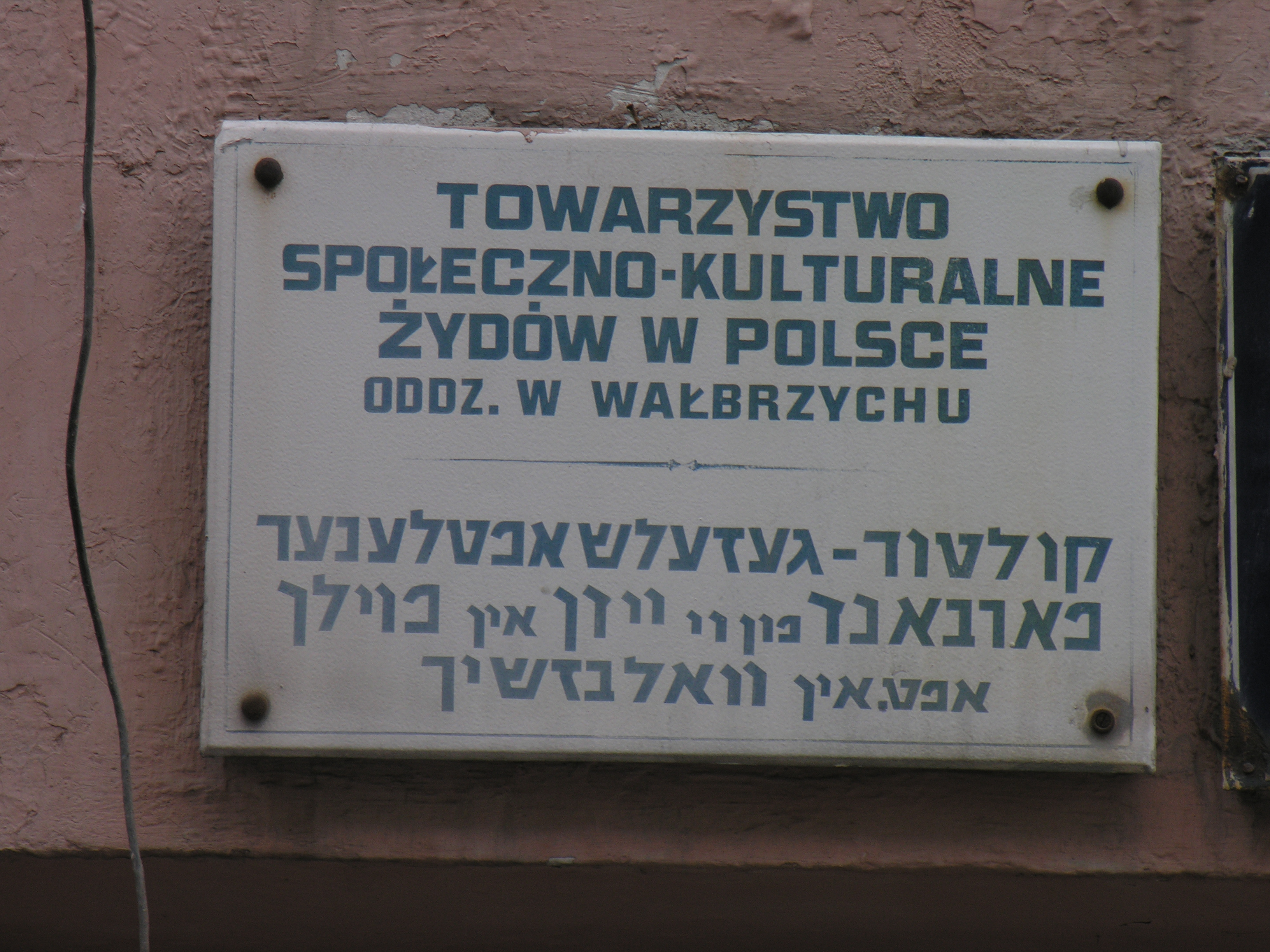
TSKŻ w Wałbrzychu

  - punkt misyjny w Wałbrzychu[121]

### Judaizm
Na terenie miasta istnieje oddział Towarzystwa Społeczno-Kulturalnego Żydów w Polsce, oraz filia ZGWŻ mającą siedzibę przy ul. Moniuszki 13/15. W Wałbrzychu znajduje się jeden z trzech czynnych cmentarzy żydowskich w województwie dolnośląskim.

### Restoracjonizm
- Świadkowie Jehowy:
  - 10 zborów: Wałbrzych-Biały Kamień, Wałbrzych-Nowe Miasto, Wałbrzych-Piaskowa Góra (w tym grupa rosyjskojęzyczna), Wałbrzych-Podgórze, Wałbrzych-Podzamcze, Wałbrzych-Rusinowa, Wałbrzych-Rynek, Wałbrzych-Stary Zdrój, Wałbrzych-Sobięcin, Wałbrzych-Szczawno Zdrój[124]
  - 4 Sale Królestwa: ul. Bystrzycka 1C, ul. Kopalniana 3A, ul. Piotra Skargi 48A, ul. Wieniawskiego 41[124]
- Świecki Ruch Misyjny „Epifania”:
  - zbór w Wałbrzychu[125]

### Buddyzm
- Szkoła Zen Kwan Um w Polsce:
  - Wałbrzyska Grupa Zen[126]
- Związek Buddyjski Tradycji Karma Kamtzang:
  - Bencien Karma Kamtsang Wałbrzych[127]

### Wisznuizm
- Międzynarodowe Towarzystwo Świadomości Kryszny:
  - ośrodek lokalny w Wałbrzychu[128]

### Rodzimowierstwo słowiańskie
- Sanktuarium Welesa – współczesne publiczne miejsce kultu rodzimej wiary słowiańskiej, poświęconym Welesowi, którym opiekuje się grupa o nazwie Kompania Zmierzchu[129]

## Sport

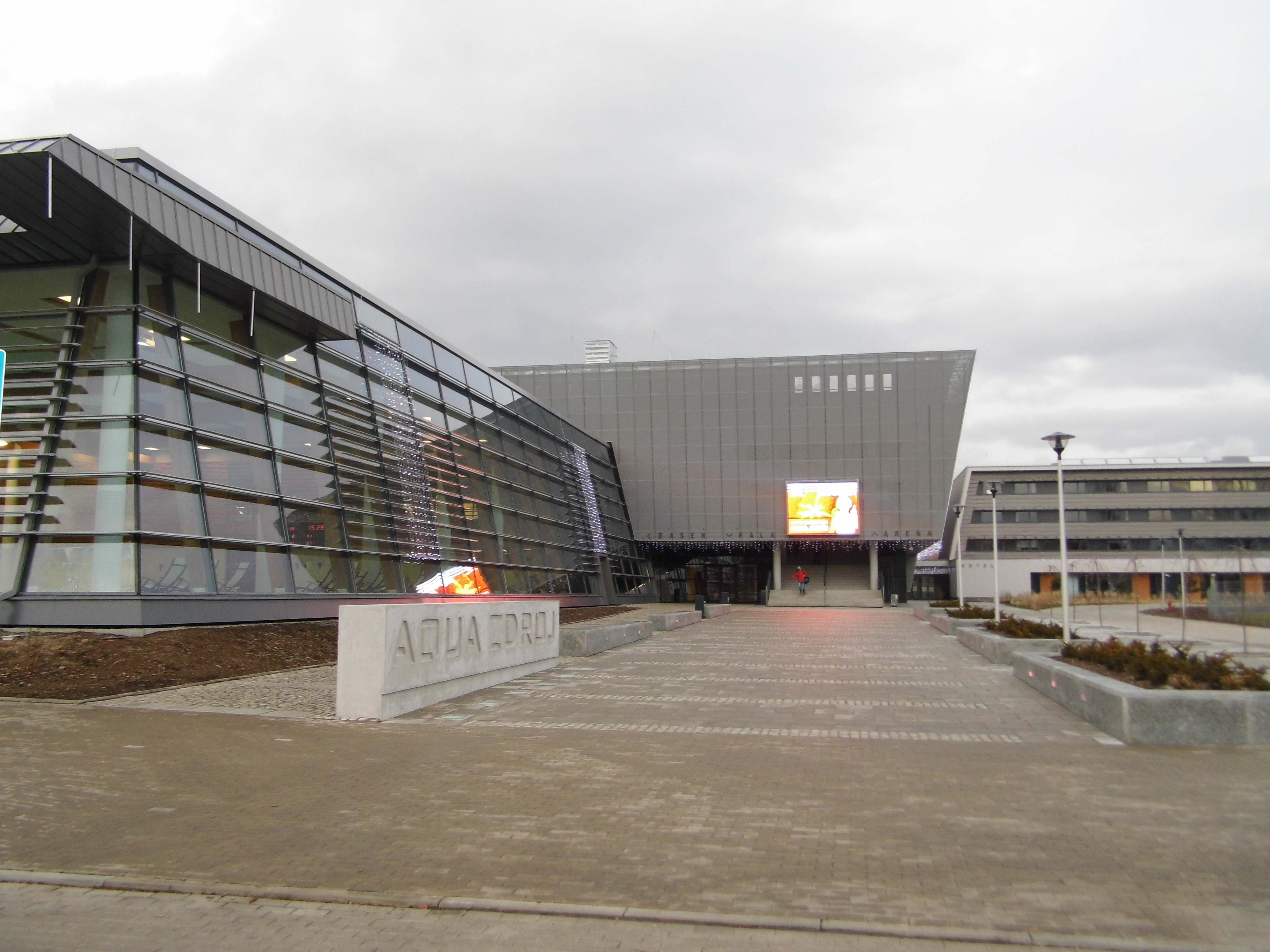
Centrum sportowo-rekreacyjne Aqua Zdrój w Wałbrzychu

### Kluby sportowe
W Wałbrzychu istnieje kilkanaście klubów sportowych jednak najbardziej popularnymi i utytułowanymi są „Klub Sportowy Górnik”, „Górniczy Klub Sportowy Zagłębie” oraz siatkarski Chełmiec. Najwyżej sklasyfikowany klub to koszykarski Górnik, występujący w Ekstraklasie, następnie w hierarchii są siatkarze i siatkarki Chełmca w II lidze.

### Górnik Wałbrzych

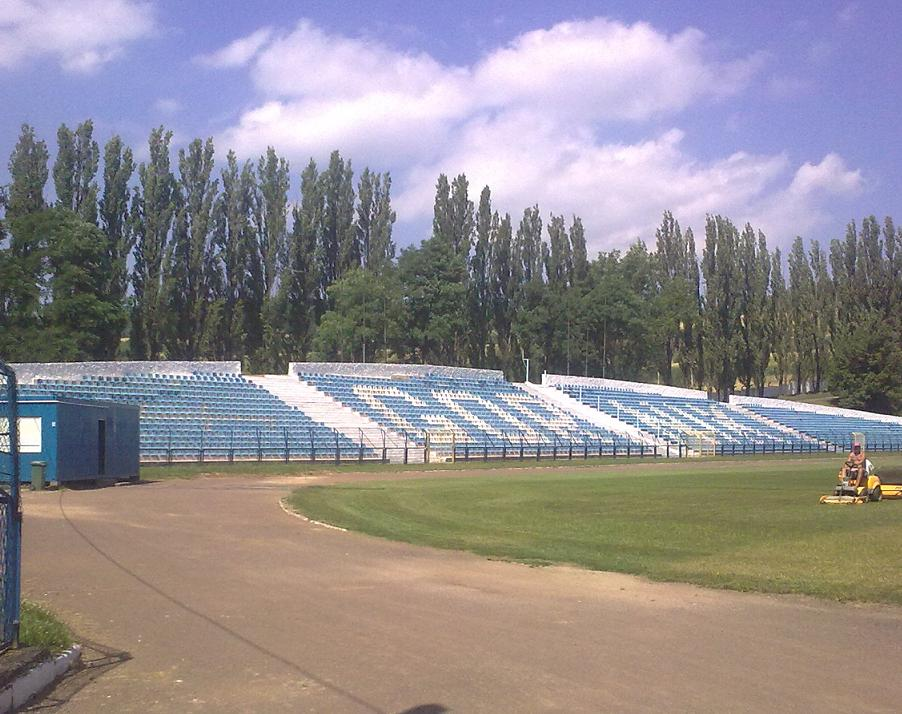
Stadion 1000-lecia w dzielnicy Biały Kamień, sektor gospodarzy

Górnik Wałbrzych – klub sportowy założony 22 marca 1946 r. W chwili założenia był to klub wielosekcyjny. Najbardziej znane są sekcje piłkarska i koszykarska. Z pozostałych sekcji większość przestała istnieć, ale niektóre przetrwały np. kolarstwo i lekkoatletyka.

#### Koszykówka
Sekcja koszykarska istniała w Górniku od samego początku, tj. od 1946 r. W 1956 r. drużyna wywalczyła awans do II ligi, a w 1970 do najwyższej klasy rozgrywek. Potem spadła, ale na stałe powróciła do elity w 1977 r. Klub zawsze słynął ze świetnej pracy z młodzieżą, czego efektem były liczne medale MP juniorów. Seniorzy pierwszy duży sukces odnieśli w roku 1981, zdobywając wicemistrzostwo. Rok później Górnik zdobył złoty medal. W 1983 r. znów „Biało-Niebiescy” zdobyli srebro i ponownie w 1986 r. Ostatni wielki sukces to mistrzostwo w 1988 r. 25 kwietnia 2007 r. Górnik wywalczył awans do Polskiej Ligi Koszykówki. Dzięki temu awansowi, Wałbrzych przestał być jedynym polskim miastem liczącym ponad 100 tysięcy mieszkańców, w którym (ani w promieniu 50 km od którego) przez ponad 10 lat (1995–2007) nie gościły rozgrywki najwyższej klasy rozgrywkowej w żadnej dyscyplinie drużynowej. Sezon 2008/09 był jednak ostatnim zespołu Górnika w PLK. Po dwóch sezonach Górnik spadł do 1 ligi, z którą pożegnał się po sezonie 2010/11 z powodu trudności finansowych. W 2012 roku powstała pierwsza w historii klubu żeńska sekcja koszykówki. Od 2018 roku występuje ponownie w 1 lidze, a w sezonie 2019/20 prowadził w rozgrywkach w momencie wybuchu epidemii koronawirusa (decyzją Wydziału Rozgrywek PZKosz został uznany mistrzem 1 ligi).

#### Piłka nożna
Sekcja piłkarska swoje najlepsze lata, podobnie jak koszykarze, miała w latach osiemdziesiątych. W 1983 r. zespół awansuje do I ligi. Jako beniaminek spisywał się rewelacyjnie. Został mistrzem jesieni 1983. Na wiosnę nie udało się utrzymać świetnej pozycji i ostatecznie „Górnicy” zakończyli sezon na 6 miejscu. Za to królem strzelców został napastnik Włodzimierz Ciołek. Na stadionie Górnika na Nowym Mieście pojawiało się wtedy nawet 40 tys. ludzi (w 140 tys. mieście). Głównie za sprawą licznych sympatyków klubu spoza Wałbrzycha. W kolejnych latach wałbrzyszanie regularnie zajmują coraz niższe pozycje w elicie, aż w końcu definitywnie się z nią żegnają w 1989 r. W tabeli wszech czasów ekstraklasy Górnik zajmuje 39. miejsce (157 pkt zdobytych w 6 sezonach). Na początku lat 90. kryzys finansowy dotknął klub, który zmuszony był współdziałać ze swym odwiecznym rywalem Zagłębiem Wałbrzych.
Występowała w II lidze, wywalczając awans w sezonie 2009/10.
Drużyna swoje mecze rozgrywa na stadionie 1000-lecia w dzielnicy Biały Kamień, stadion znajduje się na terenie kompleksu sportowo-rekreacyjnego Aqua Zdrój. Obecnie drużyna biało-niebieskich, po kolejnych kłopotach organizacyjnych, występuje w A klasie.

### Zagłębie Wałbrzych
Zagłębie Wałbrzych – polski wielosekcyjny klub sportowy, założony w 1945 na Białym Kamieniu (obecnie dzielnica Wałbrzycha) przy kopalni węgla KWK Julia, jako KS Julia Biały Kamień. Po stalinowskiej reformie sportu w Polsce, zmieniono nazwę klubu na KS Górnik Biały Kamień. W latach 50. XX wieku do Wałbrzycha przyłączono Biały Kamień, związku z tym zniknął „Biały Kamień” – pojawia się w nazwie klubu „Wałbrzych”. Kolejna zmiana to dodanie słowa „Thorez”. Związane to było z nadaniem nazwy kopalni KWK „Thorez”. Nazwa została nadana na cześć przywódcy francuskich komunistów – Maurice’a Thoreza. Sukcesy klub w latach 60. spowodowały wzmożony nacisk kibiców na zmianę nazw klubu i od 1968 występuje pod nazwą GKS Zagłębię Wałbrzych. W chwili założenia istniało 8 sekcji sportowych, obecnie istnieją sekcje piłki nożnej, zapasów i podnoszenia ciężarów.

#### Piłka nożna
Sekcja piłkarska powstała wraz powstanie klubu. W 1968 roku klub awansował do I ligi, grał w niej przez sześć sezonów (1968/1969–1973/1974). Zagłębie było drugim dolnośląskim klubem, debiutującym w ekstraklasie (po Śląsku Wrocław), a po spadku Śląska Wrocław przez cztery sezony jedynym reprezentantem regionu w ekstraklasie. W 1970/1971 Zagłębie zajęło miejsce na podium, ustępując tylko takim klubom jak Górnik Zabrze i Legia Warszawa. Nagrodą było uczestnictwo w Pucharze UEFA. W pierwszej rundzie Zagłębie wygrało z FK Teplice, zaś w drugiej uległo nieznacznie rumuńskiemu UT Arad. Dla Zagłębia był to koniec pięknej przygody. Jak się okazało, jedynej przygody wałbrzyskiego klubu z europejskimi pucharami. Mimo niefortunnej interwencji w meczu z UT Arad, powołanie do reprezentacji dostał Marian Szeja, najsłynniejszy piłkarz Zagłębia. W 1974 roku wałbrzyszanie spadli z ekstraklasy i więcej już do niej nie wrócili. Po 1989 państwowe zakłady przestały wspierać sport i wiele drużyn zaczęło mieć poważne problemy finansowe. Tak też się stało z Zagłębiem i Górnikiem. Wałbrzych nie było stać na wspieranie dwóch drużyn, dlatego powołano KP Wałbrzych, który później przekształcono na KP Górnik/Zagłębie Wałbrzych. 6 kwietnia 2006 zostało zarejestrowane Stowarzyszenie GKS Zagłębie Wałbrzych, tym samym doszło do reaktywacji sekcji piłkarskiej, a od 22 lipca 2019 powstała sekcja kobieca sekcja piłki nożnej.
Największy sukcesĆwierćfinał Pucharu Polski (2x) – 1962/63, 1992/93:3. miejsce w I lidze – 1970/1971
II runda Pucharu UEFA (1/16 finału) – 1971/72

### Chełmiec Wałbrzych

#### KPS Chełmiec Wałbrzych

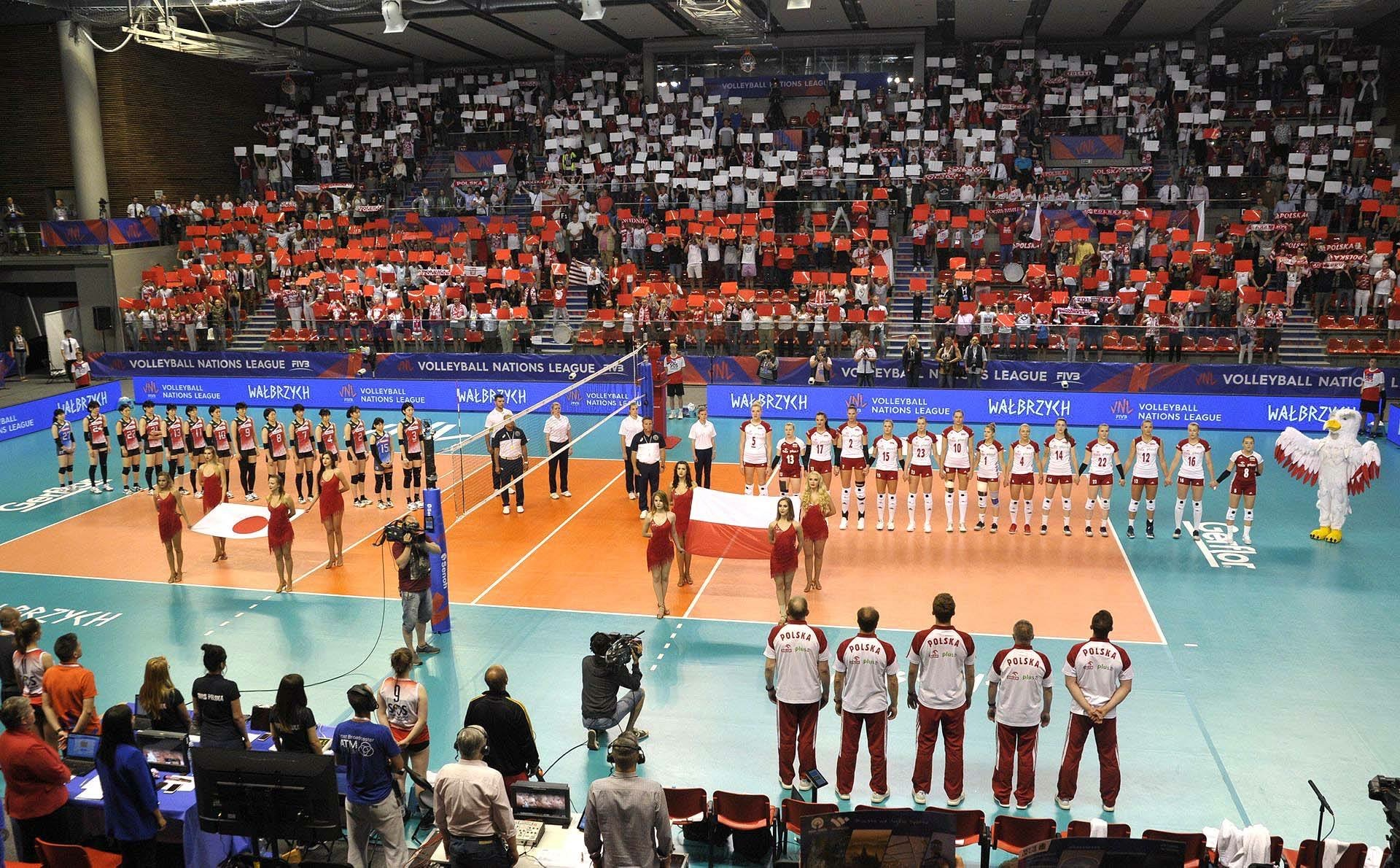
Hala Aqua Zdrój podczas meczu Ligi Narodów w 2018 roku w Wałbrzychu.

Męski klub siatkarski z Wałbrzycha założony w 1956 roku. W ekstraklasie spędził 17 sezonów, w roku 1993 zdobył Puchar Polski. Zespół seniorski występuje w II lidze w grupie IV. Mecze rozgrywa w Hali Wałbrzyskich Mistrzów przy ul. Wysockiego. Klub słynący ze znakomitego szkolenia młodzieży (12 medali młodzieżowych Mistrzostw Polski). W gronie wychowanków klubu znajdują się takie siatkarskie nazwiska jak Waldemar Szczepanowski, Bronisław Bebel, Krzysztof Ignaczak, Krzysztof Janczak, Arkadiusz Czapor, Jacek Kurzawiński, Łukasz Kruk.

#### MKS Chełmiec Wodociągi Wałbrzych
Żeński klub siatkówki, występujący w II lidze. Został założony w 1957, jako żeńska sekcja Chełmca Wałbrzych, istniejąca do 1979, reaktywowany w 2007 roku.

### Pozostałe kluby sportowe

#### KK Wałbrzych
Męski klub koszykówki. Seniorzy męskiej sekcji występowali w trzeciej lidze. Sekcja żeńska powstała w 2011 roku i skupiała zespoły młodzieżowe. KK Wałbrzych to dawny zespół Górnika Nowe Miasto Wałbrzych (powstały w 2009 klub jeszcze pod nazwą Dark Dog Górnik Nowe Miasto Wałbrzych). Szkoleniowcami zespołu byli Mieczysław Młynarski oraz Ewa Smaglińska, a prezesem rozgrywający drużyny Michał Borzemski. W 2012 połączył siły z koszykarskim Górnikiem Wałbrzych.

#### AZS PWSZ Wałbrzych
AZS PWSZ Wałbrzych- kobiecy zespół piłkarski, w latach 2015–2020 występujący w Ekstralidze kobiet. W sezonie 2016–2017 „Akademiczki” zajęły w lidze 3. miejsce
Klub powstał jesienią 2013 roku, kiedy to zdecydowano się przejąć drużynę II ligowego Szczytu Boguszów. W sezonie 2014/15 AZS PWSZ występował w I lidze plasował się w czołówce, zajmując na półmetku trzecie miejsce z niewielką stratą do lidera, zaś w czerwcu 2015 Awansował do Ekstraklasy. Kolejne sezony pokazały stabilność działań i wielką chęć dążenia do sukcesów. W sezonie 2015/16 w ekstralidze wałbrzyski zespół dość szybko znalazł się w górnej połówce tabeli, grał na koniec sezonu w grupie mistrzowskiej i zajął ostatecznie wysokie piąte miejsce.

#### Miners Wałbrzych
Klub Footballu Amerykańskiego Miners Wałbrzych, powstał w 2016, w Polskiej Lidze Futbolu Amerykańskiego występujący od 2017 roku trenerem jest Paweł Sołtysiak. Barwy klubowe to niebieski, czarny, szary

#### Klub Kolarstwa Nexelo Wałbrzych
Wałbrzyski klub kolarstwa górskiego. Specjalizujący się w olimpijskiej konkurencji jaką jest Cross Country.

#### Wałbrzyski klub Curlingowy
W 2024 męska reprezentacja Polski, której trzonem jest drużyna Wałbrzyskiego Klubu Curlingowego, na turnieju w Szwedzkim Oestersund, zdobyła srebrny medal, i awans do grupy A, co oznacza także, udział w turnieju prekwalifikacyjnym do Zimowych Igrzysk Olimpijskich w 2026 roku.

### Imprezy sportowe
W Wałbrzychu odbywa się wiele imprez sportowych i rozrywkowych, które na stałe zapisały się w kalendarzu. Oto niektóre z nich:
- Wałbrzyska Liga Halowa w Piłce Nożnej „Ronal Cup”,
- Triathlon Zimowy,
- Ogólnopolski Halowy Turniej Piłki Nożnej Młodzików rocznik 1994,
- Ogólnopolski Halowy Turniej Piłki Nożnej Trampkarzy rocznik 1991,
- Czekoladowe ferie,
- Akademickie Mistrzostwa Wałbrzycha,
- Turnieje halowe piłki nożnej,
- Puchar Zimy,
- Bieg Gwarków,
- Andrzejówka,
- Seminarium karate z udziałem Prezydenta Międzynarodowej Organizacji Karate IFK,
- Mistrzostwa Powiatu Wałbrzyskiego Juniorów w Szachach,
- Wielki Turniej Tenisowy z udziałem uczniów i dorosłych,
- Interdyscyplinarny Projekt Edukacyjny „Sportowiec moim idolem”,
- Mistrzostwa Wałbrzycha w Biegu po Schodach – Zamek „Książ”,
- Wałbrzyska Spartakiada Sześciolatków „Dziś mój wynik może mały, ale na olimpiadzie w 2018 roku będzie wspaniały”,
- Rambit – Sportowy Piknik Dzieci i Młodzieży od 6 – 106 lat,
- Bieg na Zamek „Grodno” – Zagórze Śląskie,
- Bieg Wielkanocny,
- Otwarty Turniej Szachowy w Szachach Aktywnych z Okazji 60-lecia Sportu Wałbrzyskiego,
- Bieg Rycerski „Szlakiem Zamków Piastowskich” Książ – Cisy – Stary Książ,
- Pokazowe zawody w ratownictwie wodnym „O tytuł najsprawniejszego ratownika Wałbrzycha”,
- Finał Edycji Wałbrzyskiej Ligi Pływackiej,
- SkodaAuto MTB,
- Puchar Sudetów MTB Mistrzostwa Dolnego Śląska w jeździe pod górę „Spec gór – Chełmiec”,
- Półmaraton Wałbrzych,
- Ogólnopolski Turniej Piłki Nożnej młodzików o Puchar Prezesa PZPN Michała Listkiewicza – rocznik 1995,
- Zawody w bule,
- Zawody pływackie szkół podstawowych i gimnazjalnych pomiędzy UKS „Sokół” i reprezentacja Kamiennej Góry,
- Rajd Rowerowy „Wstęga Wałbrzycha”,
- Mini Mundial,
- Otwarty Turniej Szachowy w Szachach Aktywnych o Puchar Przewodniczącej Rady Miejskiej Wałbrzycha,
- Międzynarodowy Turniej z Okazji Dnia Dziecka,
- Turniej piłkarski juniorów rocznik 1989–1990,
- Rajd MotoHałda,
- Puchar Prezydenta Miasta Wałbrzycha juniorek i juniorów do lat 18,
- Spartakiada lekkoatletyczna szkół podstawowych, gimnazjalnych i ponadgimnazjalnych „Spotkanie pokoleń”,
- Mistrzostwa Polski w maratonie MTB,
- Międzynarodowe Zawody w Ujeżdżeniu CDI Książ,
- Mistrzostwa Wałbrzycha w Duathlonie,
- Mistrzostwa Polski Młodych Koni,
- Cross Niepodległości,
- Turniej Piłkarski Juniorów o puchar ORFIN.INFO,
- Górale na start.

### Rekreacja
Mieszkańcy mogą korzystać z kilkunastu boisk sportowych, 2 większych stadionów oraz 3 mniejszych, kortów tenisowych, pływalni, siłowni, lodowiska. Duże znaczenie ma tutaj Ośrodek Sportu i Rekreacji w Wałbrzychu. W Wałbrzychu został również opracowany i wdrożony projekt dotyczący turystyki rowerowej pn. „Wałbrzych Miasto MTB”. W ramach tego projektu dotychczas utworzono 111 km tras rowerowych dookoła Wałbrzycha. W mieście od 2013 roku można korzystać z kompleksu sportowego Centrum Sportowo-Rekreacyjne „Aqua Zdrój” w którym znajduje się Park Wodny, hala widowiskowo-sportowa z fitness, Zespół Odnowy Biologiczneji, sauny wraz z hotelem oraz restauracją.
Stadiony i boiska klubowe
- Ośrodek Sportu i Rekreacji,
- Stadion Miejski w Wałbrzychu „Górnik” ul Chopina.
- Stadion 1000-Lecia „Zagłębie” ul Ratuszowa.
- Stadion sportowy ul. Kusocińskiego.
- Stadion sportowy ul Dąbrowskiego.
- Stadion sportowy ul. Sportowa przeznaczony na sporty motorowe.

Korty tenisowe
- Park im. Jana III Sobieskiego,
- Wałbrzyski Klub Squasha.
- Korty Tenisowe Przedsiębiorstwo Energetyki Cieplnej ul. Ogrodowa,

Hale sportowe
- Hala Sportowa przy pl. Teatralnym (Śródmieście) (koszykówka, siatkówka, tenis stołowy),
- Hala Sportowa „Hala Wałbrzyskich Mistrzów” przy ul. Wysockiego (Śródmieście) (koszykówka, siatkówka)
- Hala Sportowa „Aqua-Zdrój” przy ul. Ratuszowej (Biały Kamień) (koszykówka, tenis, piłka nożna),
- Hala Sportowa przy ul. Chopina (Nowe miasto) (lekkoatletyka, siłownia).
- Hala OSiR Skate Park ul. Topolowa

Pływalnie
- kąpielisko miejskie w dzielnicy Rusinowa,
- pływalnia kryta przy szkole specjalnej ul. Ogrodowa,
- pływalnia kryta przy SP przy ul. Grodzkiej,
- Zespół Szkół Ogólnokształcących – Sportowych ul. Sokołowskiego.
- Park Wodny „Aqua-Zdrój” przy ul. Ratuszowej

Siłownie
- OSiR,
- III Liceum Ogólnokształcące ul. Jordana (Sobięcin),
- Szkoła Podstawowa przy ul. Grodzkiej (Podzamcze),
- Towarzystwo Krzewienia Kultury Fizycznej Ośrodek Kulturystyki i Ćwiczeń Siłowych „Spartakus”,
- Gabinet Odnowy OSiR,
- Kompleks sportowy przy ul. Ratuszowej,
- Fitness Park przy ul. Palisadowej,
- Siłownia – PEC,
- Hala Sportowa przy ul. Chopina.

## Honorowi Obywatele Miasta Wałbrzych
Źródło
- Józef Pawlik – działacz sportowy, trener
- Marian Szeja – piłkarz
- Fryderyka Lieberman-Cohensius, z domu Lemberger – polsko-izraelska działaczka społeczno-kulturalna
- Władysław Sowiński – działacz społeczny, przewodniczący Koła Związku Kombatantów RP i Byłych Więźniów Politycznych
- Paolo Agostinacchio – prezydent Foggi
- Konrad Heinze – nadburmistrz Freibergu
- Szewach Weiss – izraelski polityk
- Jerzy Gronowski – aktor
- Ignacy Dec – biskup diecezjalny świdnicki
- Anna Walentynowicz – współzałożycielka NSZZ „Solidarność”
- Bolko Hochberg von Pless – szósty książę pszczyński, ostatni żyjący wnuk słynącej z urody księżnej Daisy
- Olga Tokarczuk – polska pisarka i noblistka[138]

W 1933, gdy Wałbrzych wraz z innymi miastami należał do III Rzeszy, tytuł honorowego obywatela miasta nadano Adolfowi Hitlerowi. Po przejęciu ziem w granice Polski, wszystkie uchwały straciły swoją ważność.

## Miasta partnerskie
Współpraca odbywa się na płaszczyznach gospodarczej, kulturalnej, oświatowo-edukacyjnej oraz turystycznej. Młodzież ma szansę wyjechać w ramach wymiany do szkół w partnerskich miastach, wspólnie też wystawiane są ekspozycje na targach regionalnych oraz turystycznych. Wałbrzych jest sygnatariuszem Europejskiej karty równości kobiet i mężczyzn w życiu lokalnym.
| Miasta partnerskie      | Miasta partnerskie | Miasta partnerskie                                                                       |
| Miasto                  | Państwo            | Okres obowiązywania umowy                                                                |
| ----------------------- | ------------------ | ---------------------------------------------------------------------------------------- |
| Freiberg                | Niemcy             | od 26 czerwca 1991                                                                       |
| Hradec Králové          | Czechy             | od 6 listopada 1991                                                                      |
| Jastarnia               | Polska             | od 9 maja 1997                                                                           |
| Foggia                  | Włochy             | od 14 stycznia 1998                                                                      |
| Gżira                   | Malta              | od 12 listopada 2000                                                                     |
| Dniepr                  | Ukraina            | od 4 czerwca 2001                                                                        |
| Vannes                  | Francja            | od 2 października 2001                                                                   |
| Borysław                | Ukraina            | od 27 lutego 2009                                                                        |
| Pszczyna                | Polska             | od 23 maja 2014                                                                          |
| Cape Breton             | Kanada             | od 11 stycznia 2019                                                                      |
| Tkibuli                 | Gruzja             | od 6 grudnia 2022                                                                        |
| Byłe miasta partnerskie |                    |                                                                                          |
| Tuła                    | Rosja              | 30 września 1991 – 24 marca 2022 współpraca zerwana w związku z inwazją Rosji na Ukrainę |